# Tercer peronismo
«Tercer peronismo» es el nombre más habitual con que se conoce en la historia argentina al período transcurrido entre el 25 de mayo de 1973 y el 24 de marzo de 1976, durante el cual se sucedieron las presidencias constitucionales de Héctor J. Cámpora, Juan Domingo Perón y María Estela Martínez de Perón, así como el interinato de Raúl Lastiri, entre Cámpora y Perón, todas pertenecientes al peronismo. Comienza con la recuperación de la democracia el 25 de mayo de 1973, luego de la victoria electoral del FREJULI el 11 de marzo de 1973 -luego de dieciocho años de dictaduras y elecciones con proscripciones- y finaliza con el golpe de Estado cívico-militar del 24 de marzo de 1976, mediante el cual se estableció la dictadura autodenominada «Proceso de Reorganización Nacional».
La denominación de «tercer peronismo» no es unánime ni unívoca, pero es habitual y la única utilizada para referirse al período que tiene cierta difusión. Fue utilizada por primera vez en el libro Los cuatro peronismos (1985) de Alejandro Horowicz, donde el autor distingue la etapa inicial que finaliza con el golpe de 1955 (primer peronismo), las casi dos décadas de resistencia y proscripción que vinieron a continuación (segundo peronismo), la experiencia del peronismo revolucionario y la llegada al gobierno en 1973 (tercer peronismo) y la destrucción del tercer peronismo realizada durante el gobierno de María Estela Martínez de Perón (cuarto peronismo). Antonio Cafiero utiliza la expresión «tercer gobierno peronista». Algunos analistas también se refieren al mismo período con la expresión «segundo peronismo».
Hernán Merele dice que el período llamado «tercer peronismo» oculta, tras una aparente imagen de unidad dada por un mismo signo político compartido por los gobiernos de ese lapso, una máxima condensación de tensiones y contradicciones pocas veces visto y establece tres etapas coincidentes con las respectivas presidencias. La del presidente Cámpora caracterizado por la esperanza y el triunfalismo de amplios sectores de la sociedad, la del presidente Perón que fue signada como etapa de agonía y disolución del modelo populista y que se asocia a la imagen de una guerra interna entre peronistas bajo el arbitraje del propio Perón. Finalmente, la de la presidenta María Estela Martínez asociada a una crisis plural, política, social y económica, una creciente vacancia de autoridad, la elección del militarismo por la guerrilla y el avance de los militares hacia el poder.

## Antecedentes y contexto
Entre 1946 y 1955 el Partido Peronista con fuerte apoyo sindical y de los sectores sociales postergados llamados despectivamente «cabecitas negras», gobernó la Argentina durante las dos primeras presidencias democráticas de Juan Domingo Perón. La población se dividió en dos bandos enfrentados: peronistas y antiperonistas. El 16 de septiembre de 1955 un golpe de Estado cívico-militar, con fuerte apoyo de la clase alta y las clases medias, Reino Unido (supuestamente) y la Iglesia católica, derrocó al gobierno peronista e instaló una dictadura que se autodenominó «Revolución Libertadora». En un primer momento, esa dictadura liderada por el general Eduardo Lonardi se propuso preservar los derechos sociales y económicos sancionados por el peronismo, utilizando el lema «ni vencedores, ni vencidos», pero un golpe interno realizado pocos meses después, llevó al poder a grupos radicalmente antiperonistas liderados por el general Pedro Eugenio Aramburu, que establecieron como uno de sus objetivos centrales reprimir al peronismo y «desperonizar» a la población.
Durante los siguientes dieciocho años, el Estado y los medios de comunicación llevarían adelante una intensa acción pedagógica y propagandística dirigida a convencer a las nuevas generaciones que el peronismo era una ideología política dañina y antidemocrática. Perón mismo fue acusado en varios juicios por delitos como traición a la patria y estupro, un Tribunal de Honor de la dictadura le privó del grado militar y del uso del uniforme y un tribunal especial de la dictadura dispuso la confiscación o «transferencia gratuita al Estado»  de sus bienes, que les serían restituidos al retornar la democracia en 1973.
La ciudadanía peronista respondió dando lugar a un movimiento heterogéneo conocido con el nombre de la "Resistencia peronista". En la Resistencia peronista desempeñó un papel de gran importancia el movimiento sindical, que recuperó la conducción de la mayoría de los sindicatos. Pero la Resistencia peronista se instaló también en movimientos barriales, estudiantiles, religiosos, culturales, e incluso militares y guerrilleros. La mayor parte de los grupos de resistencia peronista, reconocían que el liderazgo del movimiento correspondía a Perón, que estaba exiliado en España. Pero algunos de estos grupos impulsaban un "peronismo sin Perón" o neoperonismo, que se fortalecía a medida que pasaba el tiempo y Perón seguía exiliado. Perón intentó volver a la Argentina en 1957 y 1964, pero ambas operaciones fracasaron.
Durante los 18 años en los que el peronismo fue proscripto (1955-1973) se alternaron dictaduras y gobiernos de legitimidad cuestionada debido a la proscripción del peronismo, a la que luego se sumó también la proscripción del frondizismo. En todos los casos fracasaron los intentos de organizar un sistema político que excluyera a la ciudadanía peronista, que deslegitimaba su proscripción recurriendo al voto en blanco. El peronismo aparecía así como un dilema insoluble para las élites que intentaban imponer un sistema político que lo excluyera. John William Cooke, uno de los principales líderes de la resistencia peronista y formulador teórico del peronismo revolucionario en esa etapa, diría por esta razón que el peronismo es el hecho maldito del país burgués.
La persecución y exclusión del peronismo de la vida política argentina entre 1955 y 1973 se produjo simultáneamente con otros procesos históricos internacionales, que convergieron en este conflicto. En primer lugar la Guerra Fría. La Guerra Fría llevó a Estados Unidos a establecer en América Latina, lo que se llamó Doctrina de la Seguridad Nacional, de la mano de la cual se establecieron dictaduras militares permanentes desde 1964 y métodos represivos basados en el terrorismo de Estado, con el fin de aniquilar a los movimientos nacionalistas y los grupos de izquierda, acusados de ser agentes de «infiltración marxista» -concepto que ocupará un lugar central en los conflictos políticos sucedidos durante el tercer peronismo-. El centro de irradiación de la Doctrina de la Seguridad Nacional fue la Escuela de las Américas, instalada en la base estadounidense del Canal de Panamá. La Primavera de Praga de 1968 y la represión soviética del movimiento, fortaleció las posturas de no alineamiento en la Guerra Fría, que el peronismo sostenía desde el principio bajo la política de la tercera posición.
En 1958/1959 se realizó también la Revolución cubana, que tuvo una fuerte influencia en los movimientos sociales y populares latinoamericanos, sobre todo al mostrar que la guerrilla podía ser una estrategia exitosa para derrotar a las dictaduras dominadas por las oligarquías locales y las empresas extranjeras. En 1968 se produjeron la Revolución peruana conducida por el general Juan Velasco Alvarado y la revolución panameña conducida por el general Omar Torrijos, y en 1970 se produjo el triunfo electoral de Salvador Allende en Chile dando inicio a un novedoso intento de realizar una "vía democrática al socialismo". Esos movimientos adoptaron identidades nacionalistas, definiéndose como «antiimperialistas» y fueron expresados genéricamente en los años 1960 y 1970 por la categoría política de «liberación» o más puntualmente, «liberación nacional».
En las décadas de 1960 y 1970 se produjeron grandes transformaciones en el cristianismo y muy especialmente en el catolicismo, que tuvieron su máxima expresión en el Concilio Vaticano II y en la aparición en América Latina de la Teología de la liberación, llamando a los cristianos a optar por los pobres. En Argentina la rama de la Teología de la liberación que predominó fue la Teología del pueblo, más relacionada con la experiencia peronista.
Finalmente en las décadas de 1960 y 1970 la juventud surgió como categoría social autónoma de la mano de un notable activismo juvenil y estudiantil, que generaron fuertes cambios culturales y políticos, desde la confrontación ética con los valores de los "mayores" cuestionados por su hipocresía, hasta la revolución sexual, la canción de protesta y el rock, el movimiento contra la Guerra de Vietnam en Estados Unidos, la Masacre de Tlatelolco en México, o el Mayo francés.

### La respuesta insurreccional a la «Revolución Argentina»

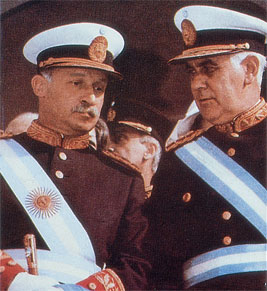
Los dictadores Onganía y Lanusse juntos. La autodenominada "Revolución Argentina" (1966-1973) había establecido una dictadura permanente que generó un estado insurreccional generalizado.

El 28 de junio de 1966 tomó el poder una dictadura autodenominada «Revolución Argentina» que generaría un estado insurreccional generalizado, expresado en puebladas masivas y el accionar de varias organizaciones guerrilleras estables.
La Revolución Argentina formó parte de una serie de dictaduras de tipo permanente, impulsadas por Estados Unidos en América Latina, como parte de su Doctrina de la Seguridad Nacional durante la Guerra Fría. Este tipo de gobierno -que Guillermo O'Donnell definió como Estado burocrático-autoritario- tenía como característica la supresión de la actividad política. La Revolución Argentina estuvo liderada inicialmente por el general Juan Carlos Onganía y su primera orden fue disolver los partidos políticos, con el fin de instalar un régimen de tipo corporativista.
Anulado el Estado de derecho y bloqueada la actividad política, los conflictos sociales solo pudieron expresarse de manera subversiva e insurreccional. La palabra «subversión», precisamente, se convirtió en un lugar común para justificar la represión contra quienes resistían a la dictadura. En esas condiciones y con la actividad política abolida, los conceptos de «revolución» -que también usaban las dictaduras- y «liberación», prendieron con fuerza en la juventud, incluso en las clases medias.
Con anterioridad a 1966 y luego del golpe de Estado de 1955, se habían creado algunas organizaciones guerrilleras de existencia fugaz o actuación esporádica, como los Uturuncos, el Frente Argentino de Liberación, el Ejército Guerrillero del Pueblo o Acción Revolucionaria Peronista. Pero sería a partir de la dictadura de Onganía que la guerrilla alcanzaría una organización estable y sostenida, realizando atentados de consideración, así como «ejecuciones» y secuestros de personas acusadas de colaborar con la dictadura. En 1968 aparecieron las Fuerzas Armadas Peronistas (FAP) bajo el liderazgo de Envar Cacho El Kadri, instalando una guerrilla rural en el área de Taco Ralo en Tucumán.
1969 fue el año del estallido insurreccional en Argentina. Siete grandes puebladas se producen en todo el país, con activa participación del movimiento estudiantil y del sindicalismo: el Ocampazo (enero-abril), el Correntinazo (mayo), el primer Rosariazo (mayo), el Salteñazo (mayo), el primer Cordobazo (mayo), el primer Tucumanazo (mayo) y el segundo Rosariazo (septiembre). Ese mismo año comienzan a actuar las Fuerzas Armadas Revolucionarias (FAR), incendiando el 26 de junio trece supermercados de la cadena Minimax de la familia Rockefeller, como protesta contra la visita de Nelson Rockefeller. Cuatro días después fue asesinado por el Ejército Nacional Revolucionario, el máximo dirigente sindical argentino de ese momento, Augusto Timoteo Vandor, acusado de negociar con la dictadura militar y de traidor por impulsar un «peronismo sin Perón»; los miembros del ENR se integrarían más adelante a Montoneros. Ese año también comienza a actuar el Ejército Revolucionario del Pueblo (ERP), con una ideología marxista y comandado por Mario Santucho, aunque sus acciones recién se incrementarían al año siguiente.
El año 1970 se inició con el Choconazo (febrero-marzo) y el 29 de mayo se produjo la aparición impactante de Montoneros -de ideología peronista-, secuestrando y asesinando luego de un «juicio revolucionario» al exdictador general Pedro Eugenio Aramburu, que había derrocado a Perón, hecho desaparecer el cadáver de Evita y fusilado a los civiles y militares que se levantaron en 1956. Una semana después caía el general Onganía y la dictadura comunicaba que estaba dispuesta a negociar con los partidos políticos una «salida» electoral, bajo control militar. En esa coyuntura, por primera vez las dos grandes fuerzas populares de Argentina, el peronismo y el radicalismo en sus tres vertientes (frondizista-desarrollista, histórica e intransigente), se unieron con otras fuerzas menores el 11 de noviembre de 1970, en una agrupación que tomó el nombre de su documento inicial, La Hora del Pueblo, para acordar líneas comunes democráticas y establecer una mesa única de negociación con la dictadura.
La caída de Onganía no detuvo la actividad insurreccional. Ese mismo año de 1970 se produjeron el segundo Tucumanazo (noviembre) y el Catamarqueñazo (noviembre), mientras que al comienzo del año 1971 se produjo el Viborazo (marzo), que causó la caída del dictador Levingston.
La toma del poder por parte de un tercer dictador, el general Alejandro Agustín Lanusse, con la propuesta de un Gran Acuerdo Nacional (GAN) controlado por los militares, abrió una etapa durante la cual, las acciones guerrilleras y las puebladas insurreccionales iban deteriorando al poder militar y la posibilidad de que el GAN tuviera éxito, para abrir la alternativa de una salida electoral exclusivamente civil. En 1971 y 1972 se produjeron ocho nuevas puebladas subversivas (Casildazo, Jujeñazo, Rawsonazo, Mendozazo, Quintazo, Rocazo, Animanazo y Trelewazo). 
La dictadura respondió a las puebladas y la guerrilla, con una extrema represión, utilizando la tortura de manera generalizada, deteniendo a cientos de presos políticos y cometiendo decenas de asesinatos, mayoritariamente jóvenes manifestantes (Santiago Pampillón, Juan José Cabral, Máximo Mena, Adolfo Ramón Bello, Luis Norberto Blanco, Hilda Guerrero de Molina, etc.) negando que se tratara de un caso de derecho de resistencia a la opresión.
Casi sobre el final de su ciclo, el 22 de agosto de 1972, la dictadura escaló el nivel de conflicto, cometiendo un grave acto de terrorismo de Estado, al asesinar a dieciséis presos políticos en lo que se conoce como la Masacre de Trelew. La indignación popular por las muertes generalizó una consigna, «La sangre derramada no será negociada», que acentuaba el clima insurreccional y reducía aún más las posibilidades establecer una institucionalidad democrática y pacífica.
Finalmente el GAN fracasó, pero la dictadura logró impedir que Perón pudiera presentarse como candidato. Este hecho sería muy negativo para la institucionalidad democrática que se abrió el 25 de mayo de 1973, ya que dejó afuera del poder político formal, a la persona que contaba en ese momento con el mayor poder político real y la única que podía lograr desescalar el escenario que dejaba la dictadura, de graves y violentos conflictos cruzados, en un contexto internacional que tendía además a agudizarlos.

### El peronismo revolucionario y la Tendencia

Emblema de Montoneros.

Uno de los fenómenos históricos surgidos en Argentina en las décadas de 1960 y 1970 fue el llamado peronismo revolucionario, generalmente identificado con la Tendencia Revolucionaria del peronismo, o simplemente "La Tendencia", aunque el peronismo revolucionario excede a la Tendencia, abarcando otros grupos que no estaban encuadrados en ella.
El peronismo revolucionario se fue estableciendo como tal durante la Resistencia Peronista, valorizando la experiencia del derrocado gobierno peronista -denostado por las dictaduras y las clases altas-, en especial su componente étnico-sindical y el papel jugado en él por Evita, y vinculándola con la lucha de los movimientos nacionalistas populares del recién surgido Tercer Mundo y el Movimiento de Países No Alineados, como la independencia de la India, la Revolución China, el nacionalismo árabe, la Revolución cubana y la figura del Che Guevara, la Teología de la liberación o el movimiento de independencia del pueblo vietnamita que desencadenó la Guerra de Vietnam.
Con fuerte influencia de las corrientes católicas que darían lugar al Concilio Vaticano II y la Teología de la liberación, y la teoría de pensadores como Juan José Hernández Arregui y John William Cooke, la Tendencia se consolidó como tal en el curso de los tres primeros años de la década de 1970, en torno de la Juventud Peronista (JP) -organizada como JP Regionales desde principios de 1972, y las organizaciones guerrilleras Montoneros y FAR.
Perón apoyó públicamente al peronismo revolucionario y sus organizaciones guerrilleras -a las que llamaba "formaciones especiales"-, justificando la lucha armada contra la dictadura. Aún sin haberla pronunciado textualmente, una de las frases más conocidas que se le atribuyen a Perón es "La violencia de arriba engendra la violencia de abajo". Desarrolló además una "actualización política y doctrinaria" del peronismo, adaptándolo a las luchas revolucionarias tercermundistas que se estaban llevando a cabo por entonces, definiendo al peronismo de la década de 1970 como un "socialismo nacional". Para expresar el contenido socialista que asumía el peronismo en la década de 1970, la Tendencia adoptaría la consigna "Perón, Evita, la patria socialista". En 1970 Perón exponía su adhesión al socialismo en estos términos:

Es muy conocida mi posición con respecto a la influencia foránea sobre el problema argentino: el país se libera del imperialismo que lo neocoloniza o jamás podrá solucionar su problema económico... El mundo actual marcha hacia una ideología socialista, tan distante del capitalismo ya perimido como del marxismo internacional dogmático... El justicialismo es un socialismo nacional cristiano.
Juan Domingo Perón

El 27 de noviembre de 1971, Héctor J. Cámpora, recientemente designado delegado personal de Perón en Argentina, anunció que Perón había nombrado como representante de la Juventud en el Consejo Superior del Movimiento Peronista, a Rodolfo Galimberti, líder de JAEN, una organización juvenil cercana a Montoneros. Desde esa posición Galimberti crea el Consejo Provisorio de la Juventud Peronista, que a su vez se da una organización en regionales, para unificar a los diversos grupos juveniles que venían actuando separadamente hasta ese momento. Esa estructura comenzó a funcionar a comienzos de 1972 y sería conocida desde entonces como JP Regionales. Sobre esa base la Tendencia logró una enorme masificación en los años 1972 y principios de 1973, cuando propuso luchar por la vuelta de Perón ("Luche y vuelve") y exigir "elecciones libres y sin proscripciones". Amplios sectores populares y de la juventud de clase media se sumaron a la JP, en el momento en que la dictadura retrocedía y aceptaba la realización de elecciones libres con participación del peronismo y el retorno de Perón al país.

### El Gran Acuerdo Nacional de Lanusse
Cuando la dictadura comenzó a planear la salida política en 1971, el general Lanusse inició tratativas con Perón, los demás partidos políticos y las Fuerzas Armadas para confluir en un Gran Acuerdo Nacional (GAN), que llevara a la presidencia a un candidato con el que todos estuvieran de acuerdo y pudiera garantizar la institucionalidad. La dictadura especulaba en que ese candidato podría ser el propio general Lanusse. El GAN comenzó a desarrollarse a través de conversaciones secretas entre la dictadura y Perón, La Hora del Pueblo y la presencia del alto dirigente radical Arturo Mor Roig como ministro del Interior. 
Pero Perón y los grupos peronistas que reconocían su liderazgo, decidieron boicotear el GAN y promover en su lugar un amplio acuerdo civil sin los militares, entre los partidos políticos, los sindicatos organizados en la CGT y los empresarios nacionales nucleados en la CGE. El primer paso en esa dirección fue la decisión de Perón de remover a su delegado personal, Jorge Daniel Paladino, partidario del GAN, y reemplazarlo por Héctor J. Cámpora, un histórico dirigente peronista, con buenas relaciones con los grupos más duros del peronismo, en especial con el peronismo revolucionario y las organizaciones guerrilleras peronistas.
Durante el curso de 1972 Lanusse y Perón mantuvieron una sutil confrontación pública, frecuentemente asimilada a un "juego de ajedrez". Lanusse quería obligar al peronismo a aceptar el GAN como única salida política, mientras que Perón buscaba un camino que le permitiera presentarse como candidato presidencial. Esta pulseada entre Lanusse y Perón llegaría a su punto culminante cuando Lanusse el 7 de julio de 1972, en la cena de camaradería de las Fuerzas Armadas, estableció que no podrían ser candidatos las personas que no estuvieran radicadas en la Argentina antes del 25 de agosto de 1972, y luego, el 27 del mismo mes, declaró públicamente que Perón era libre de volver al país y que si no lo hacía era por cobardía, utilizando la expresión "no le da el cuero".

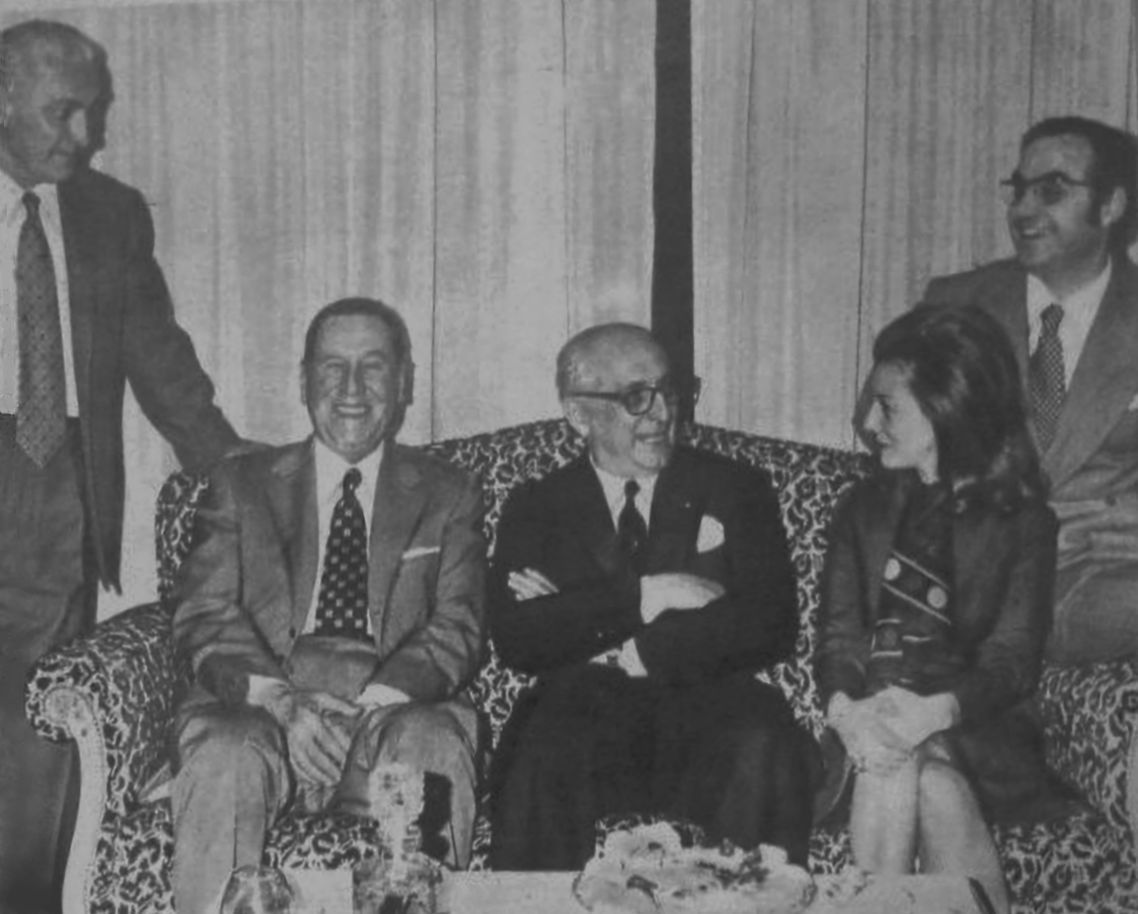
El ex-presidente Arturo Frondizi visita al también ex-presidente Juan Domingo Perón. En la foto, junto a Isabel Perón. 4 de abril de 1972. Revista "Así" (Argentina) número 826.

A fines de 1972 los grupos más conservadores de las Fuerzas Armadas y de los grandes grupos económicos, endurecieron la presión sobre las fuerzas políticas y el propio Lanusse. En ese contexto el 22 de agosto la Marina -opuesta al proyecto de Lanusse de llegar a un acuerdo con Perón- asesinó a 16 guerrilleros presos en la Masacre de Trelew. Dos días después la Junta Militar reformó la Constitución, imponiendo entre otros cambios, la obligación de que el presidente fuera elegido por mayoría absoluta, lo que llevó a establecer un sistema de balotaje, con el fin de reducir las posibilidades de triunfo del peronismo y promover la victoria de una amplia coalición antiperonista.
En septiembre el movimiento sindical y el empresariado nacional, representados por la CGT y la CGE -esta última presidida por José Ber Gelbard, futuro ministro de Economía de Cámpora- acordaron un "Programa Conjunto": aumento de salarios para fortalecer el mercado interno, aumento del mínimo no imponible para no incluir a los salarios medios, prioridad de crédito para las pequeñas y medianas empresas, régimen de promoción industrial en las provincias del "interior", reducción de las tasas de interés, gestión estatal del comercio exterior, control de precios. Estos acuerdos constituyeron el corazón de la política económica que Gelbard llevaría adelante como ministro, en 1973 y 1974.

### Perón vuelve
El exilio de Perón y la lucha por su regreso, fue una de las cuestiones políticas centrales de la política argentina a partir de 1955. Los medios de comunicación volvieron familiar la expresión "el tirano prófugo", cuando decir su nombre se castigaba con pena de prisión y clausura. El fracaso de sus intentos de regresar al país en 1957 y 1964, debilitó el liderazgo de Perón e impulsó la formación de una amplia corriente neoperonista que sostenía la posibilidad de un "peronismo sin Perón". El dirigente más importante de esta corriente había sido el sindicalista Augusto Timoteo Vandor, asesinado en 1969, pero al que continuaban adhiriendo la mayoría de los dirigentes sindicales más poderosos, caracterizados como neovandoristas. Para compensar el apoyo insuficiente que tenía en el sindicalismo ortodoxo, Perón respaldó al secretario general de la CGT, José Ignacio Rucci que, aunque carecía de poder propio, era un declarado "verticalista" y partidario de la vuelta de Perón, como objetivo estratégico prioritario para el movimiento obrero.
Luego de que Lanusse intentara humillar a Perón en julio de 1972, cuando dijo por televisión que no volvía "porque no le da el cuero", la Juventud Peronista le pide en agosto a Cámpora, que analice con Perón la posibilidad de concretar su vuelta al país y hacer fracasar definitivamente el GAN de la dictadura. A fines de septiembre Perón nombró a Juan Manuel Abal Medina como secretario general del Movimiento Nacional Justicialista, con la misión de dirigir el Operativo Retorno. Abal Medina tenía por entonces 27 años; era un abogado de militancia católica nacionalista, fundador del Círculo del Plata, con sólidos contactos en las Fuerzas Armadas, y era también hermano de Fernando Abal Medina, uno de los fundadores de Montoneros, muerto en combate dos años antes.
Con el nombramiento de Abal Medina como secretario general y la presencia de Héctor Cámpora como delegado personal de Perón en la Argentina, se organizó un Consejo Provisorio del peronismo, con representantes de todas las ramas. Allí la Juventud Peronista lanzó la consigna "Luche y vuelve", que alcanzaría una enorme adhesión popular.
El centro de operaciones se instaló en el edificio de la CGT, pero salvo Rucci, la mayor parte del sindicalismo peronista ortodoxo no participó de la Operación Retorno, recayendo principalmente sobre la Juventud Peronista y las organizaciones guerrilleras FAR, Montoneros y FAP. La campaña por el retorno de Perón le permitió a la generación juvenil que venía resistiendo a la dictadura mediante movilizaciones y puebladas como el Cordobazo, organizarse como uno de los principales actores políticos, pocos meses antes de que se realizaran las elecciones para restablecer el sistema demócrático.
Abal Medina tomó contacto con varios sectores de las Fuerzas Armadas con el fin de negociar que el avión no fuera derribado, o que el propio Perón no fuera detenido o asesinado al volver. Por entonces considerables sectores de las Fuerzas Armadas aceptaban ya, que el retorno de Perón era indispensable para salir de la situación de inestabilidad y empate político que paralizaba al país desde su derrocamiento. Acordó también con las organizaciones guerrilleras y políticas opuestas a la dictadura, que no aprovecharían el retorno de Perón para organizar un levantamiento que derrocara a Lanusse.
También fue un actor importante en el regreso de Perón, la logia masónica Propaganda Due (P2) liderada por Licio Gelli, muy vinculada al Vaticano y la CIA estadounidense, con una agenda central de lucha contra el comunismo en el marco de la Guerra Fría. Entre los miembros de la logia que desempeñarían funciones claves en Argentina en los años siguientes, se encontraban José López Rega, el almirante Emilio Massera, el nuncio Pío Laghi, el general Guillermo Suárez Mason, Raúl Lastiri y Alberto Vignes.
El 7 de noviembre de 1972 Perón publicó una solicitada anunciando que, teniendo en cuenta que la dictadura había reconocido públicamente que no había causas contra él, había decidido volver a la Argentina el 17 de noviembre.

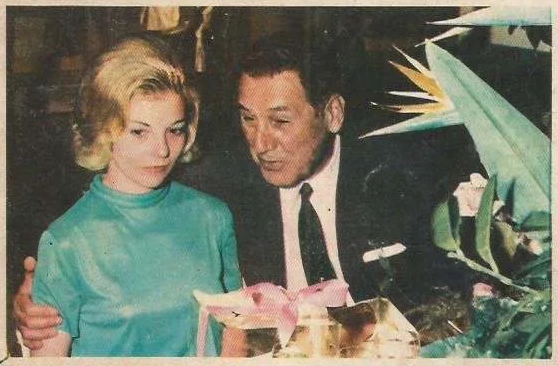
Perón con su esposa Isabel, en foto publicada por la revista "Las Bases" en el año 1972.

Los organizadores del retorno tomaron la decisión de realizar el vuelo de regreso de Perón en un avión chárter, en el que lo acompañaran su esposa María Estela Martínez de Perón o simplemente Isabel Perón y personalidades peronistas destacadas de todo el quehacer nacional. Fueron seleccionadas 153 personas de todos los sectores del peronismo, encabezadas por Héctor Cámpora. Entre ellas estuvieron los sindicalistas Lorenzo Miguel, Casildo Herreras, Rogelio Coria y José Rodríguez, los dirigentes políticos Deolindo Bittel, Oscar Bidegain, Ricardo Obregón Cano y Carlos Menem, el colaborador personal de Perón José López Rega y su yerno Raúl Lastiri, los sacerdotes tercermundistas Carlos Mugica y Jorge Vernazza, el futbolista José Sanfilippo, el boxeador Abel Cachazú, el historiador José María Rosa, el cantante de tangos Hugo del Carril, el director de cine Leonardo Favio, la modelo Chunchuna Villafañe, la actriz Marilina Ross, la escritora Martha Lynch, el actor Juan Carlos Gené, el cardiocirujano Miguel Bellizi, las históricas dirigentes del Partido Peronista Femenino Juana Larrauri y Nélida de Miguel, así como la militante juvenil Nilda Garré, los exministros Alfredo Gómez Morales y Antonio Cafiero, los abogados de derechos humanos Eduardo Luis Duhalde y Rodolfo Ortega Peña, el dirigente católico Emilio Mignone, el poeta José María Castiñeira de Dios, los médicos Raúl Matera y Jorge Taiana, el periodista Sergio Villarroel, el dirigente conservador popular Vicente Solano Lima, y militares como el general Ernesto Fatigatti, entre otros.
El regreso de Perón se realizó en un avión chárter de la empresa Alitalia que partió de Roma a la medianoche del día 16 de noviembre, con un plan de vuelo de 15 horas.
El día señalado, el 17 de noviembre de 1972, la dictadura prohibió a la ciudadanía concurrir a recibir a Perón y dispuso un enorme operativo para bloquear los accesos al aeropuerto de Ezeiza. Pese a ello una multitud estimada entre cien mil y medio millón de personas intentó llegar al aeropuerto confrontando con las fuerzas de seguridad, sin que llegara a producirse ningún muerto. Unas mil personas lograron llegar. En conmemoración de aquella movilización, en la cultura peronista el día 17 de noviembre está considerado como Día de la Militancia.
En la Escuela de Suboficiales de Mecánica de la Armada se produjo un alzamiento en apoyo a Perón, encabezado por el guardiamarina Julio César Urien, que fue rápidamente controlado.
El avión aterrizó en el aeropuerto de Ezeiza a las 11:15 de la mañana. Perón bajó acompañado de Cámpora y fue recibido en la pista por Juan Manuel Abal Medina y José Ignacio Rucci. Inmediatamente después se instala provisoriamente en el hotel del aeropuerto y durante las horas siguientes la dictadura no autoriza su salida del mismo, imponiendo una detención de hecho con el argumento de que no podían garantizar su seguridad. Transcurrieron más de doce horas de fuertes confrontaciones con los militares, en un clima de extrema tensión, en el que hasta el propio Perón estaba armado. Finalmente, ya en la madrugada del día 18, la dictadura autorizó el traslado de Perón a la casa que la CGT había comprado, ubicada en Gaspar Campos 1075, en Vicente López.

### Las coincidencias programáticas
Perón permanecería en Buenos Aires durante dos semanas. En ese lapso Gaspar Campos se convirtió en el centro de la actividad política nacional. Cientos de miles de peronistas desfilaron frente a la misma para celebrar su retorno al país, mientras los principales dirigentes políticos, sindicales y empresariales, se entrevistaban con él para acordar las reglas del nuevo orden político, a menos de cuatro meses de las elecciones.

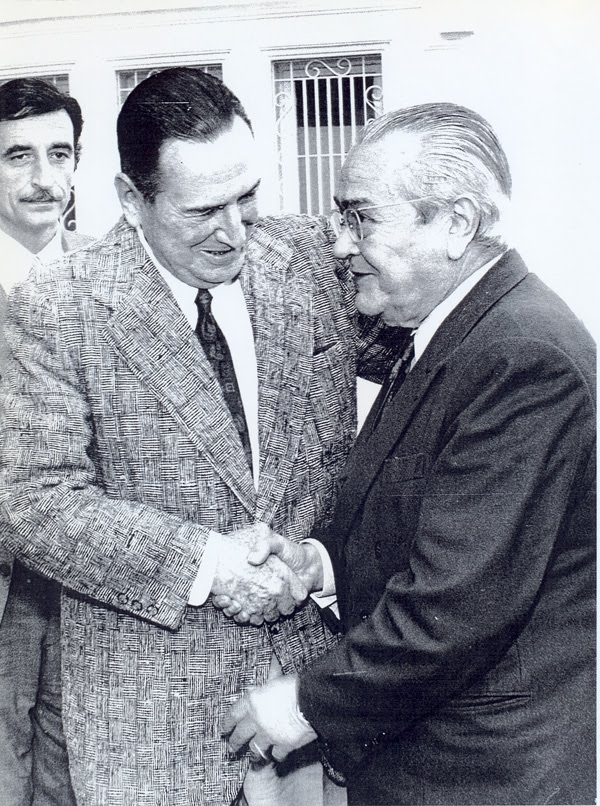
El abrazo de Perón y Balbín, que habían sido enemigos por décadas, ha quedado en la historia argentina como símbolo del respeto democrático.

La primera reunión de Perón fue con el líder radical Ricardo Balbín, el 19 de noviembre a las 20 horas, al día siguiente de establecerse en la casa. Balbín había sido desaforado y detenido durante el gobierno de Perón y lideraba el sector más antiperonista del radicalismo, que se había organizado en la Unión Cívica Radical del Pueblo. Al salir y ante toda la prensa nacional e internacional allí presente, ambos líderes se abrazaron en la puerta de la casa. La entrevista y el abrazo entre Perón y Balbín se considera uno de los actos más significativos de la historia argentina y un símbolo de unidad nacional, tras décadas de enfrentamientos entre peronistas y antiperonistas. La posibilidad de una fórmula presidencial Perón-Balbín, de unidad nacional, sería una de las alternativas barajadas en aquel momento.
Al día siguiente Perón mantendría una nueva reunión histórica con la mayoría de los partidos políticos argentinos, la CGT y la CGE, en el restaurante Nino de Vicente López donde se sentaron las bases de las Coincidencias Programáticas, que cerraba definitivamente la posibilidad de acordar con la dictadura la salida electoral bajo control militar que habían imaginado con el GAN. Las Coincidencias Programáticas del Plenario de Organizaciones Sociales y Partidos Políticos, fueron finalmente firmadas o avaladas el 7 de diciembre por casi todos los partidos políticos, provenientes de todo el espectro político: el Partido Justicialista, la Unión Cívica Radical (ex Unión Cívica Radical del Pueblo) de Balbín, el Movimiento de Integración y Desarrollo de Frondizi, el Partido Intransigente (ex Unión Cívica Radical Intransigente) de Oscar Alende, las dos fracciones del Partido Demócrata Cristiano lideradas por Horacio Sueldo y José Antonio Allende, el Partido Conservador Popular de Vicente Solano Lima, el Partido Demócrata Progresista, gran cantidad de partidos provinciales entre ellos el Movimiento Popular Neuquino, y hasta por Udelpa, el partido fundado por el general Aramburu, asesinado apenas dos años antes por Montoneros. Los únicos partidos que se negaron a apoyar las Coincidencias Programáticas fueron los tres que expresaban los intereses de la dictadura (la Alianza Popular Federalista del capitán Manrique, Nueva Fuerza de Alsogaray y la Alianza Republicana Federal del brigadier Martínez), los dos partidos socialistas (PSD y PSP) y el Partido Comunista. Las Coincidencias estaban firmadas también por el movimiento obrero a través de Confederación General del Trabajo (CGT) y el empresariado nacional a través de la Confederación General Económica (CGE), a la que estaba afiliada también la Federación Agraria Argentina, expresión de los pequeños y medianos productores rurales. Las Coincidencias Programáticas fueron la concreción de las "líneas democráticas comunes" de "La Hora del Pueblo" del 11 de noviembre de 1970 y del acuerdo CGT-CGE de 1972, y sería la base del Pacto Social de 1973, ya con Cámpora presidente.
Al reunirse con Arturo Frondizi, ambos expresidentes sentaron las bases de un frente electoral. Durante su estadía en Buenos Aires Perón había sondeado la posibilidad de formar una gran coalición con eje en la alianza peronista-radical, que presentara la fórmula Perón-Balbín, pero las internas de ambos partidos lo impidieron. Pese a ello logró formar un frente con el frondizismo, los conservadores populares, un sector de la democracia cristiana y un sector del socialismo -todas fuerzas que eran antiperonistas en 1955-, que tomaría el nombre de Frente Justicialista de Liberación (Frejuli).
Perón volvió a Madrid el 14 de diciembre, no sin antes haber tomado conciencia que no tenía poder suficiente para torcer el decreto que le impedía ser candidato. El GAN había fracasado pero la dictadura pensaba que la proscripción de Perón y la regla del balotaje impedirían que ganara el peronismo, estimando que en el peor escenario no superaría el 40%. Al irse, Perón dejaba también el nombre del candidato, para que fuera comunicado públicamente dos días después en el congreso partidario: Héctor J. Cámpora.

## Las elecciones del 11 de marzo de 1973

### Los candidatos

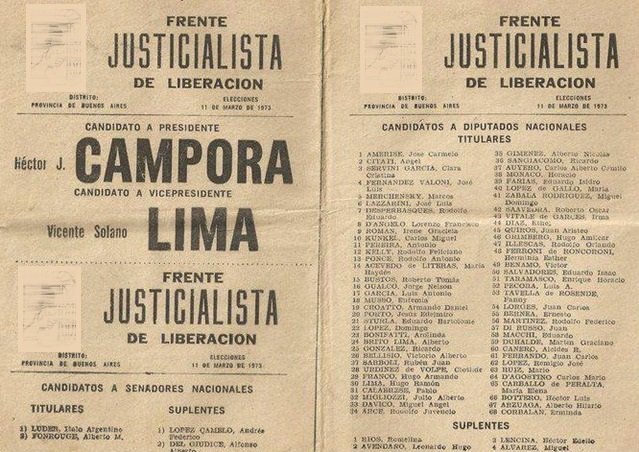
Boleta del Frejuli llevando la candidatura presidencial de Cámpora-Solano Lima, que resultaría ganadora.

Debido a la ley electoral impuesta por la dictadura bajo la gestión del ministro radical Arturo Mor Roig, varios partidos políticos -que habían sido legalmente disueltos en 1966- debieron cambiar de nombre. Al Partido Peronista se le prohibió utilizar la palabra "peronista" y se inscribió como Partido Justicialista. A la Unión Cívica Radical del Pueblo se le reconoció el derecho de utilizar en exclusividad la denominación de "Unión Cívica Radical". A la Unión Cívica Radical Intransigente, se le prohibió utilizar las palabras "cívica" y "radical" y decidió bajo protesta denominarse Partido Intransigente. Al Partido Socialista Argentino se le prohibió utilizar la palabra "argentino" y se inscribió como Partido Socialista Popular.
El mapa electoral quedó rápidamente delineado. El peronismo y el radicalismo del pueblo finalmente concurrirían por separado, el primero en una amplia coalición que incluía al frondizismo, y el segundo solo. El radicalismo intransigente, con la prohibición de exhibir la palabra "radical", integró un frente de izquierda, con el Partido Comunista y el ala de izquierda la democracia cristiana, con el nombre de Alianza Popular Revolucionaria. La dictadura y los grupos conservadores antiperonistas se vieron expresados en tres fuerzas: la Alianza Popular Federalista, liderada por el exministro de la dictadura capitán Francisco Manrique, el también funcionario de la dictadura brigadier Ezequiel Martínez y el partido Nueva Fuerza liderado por Álvaro Alsogaray, uno de los máximos exponentes de las políticas económicas del gran empresariado. Fuera de esas tres grandes áreas, se presentaron tres fuerzas menores: el Frente de Izquierda Popular (FIP) con una propuesta trosquista cercana al peronismo, el Partido Socialista de los Trabajadores (PST), también con una propuesta trosquista pero de confrontación con los "partidos burgueses", y el Partido Socialista Democrático (PSD), donde se había organizado el ala más antiperonista del viejo Partido Socialista.
La proscripción de Juan Domingo Perón para las elecciones del 11 de marzo de 1973, tuvo como efecto fortalecer al sector del peronismo que había luchado con mayor energía contra la dictadura, para garantizar la vuelta de Perón y la realización de elecciones generales, haciendo fracasar el GAN: la Juventud Peronista y las organizaciones guerrilleras. El 16 de diciembre el Congreso Nacional del Partido Justicialista eligió por sugerencia del propio Perón, a Héctor J. Cámpora como candidato presidencial, un candidato cercano a la Tendencia Revolucionaria del peronismo. La designación fue un balde de agua fría para los sectores ortodoxos y el sindicalismo neovandorista, que inicialmente se negaron en el Congreso a acatar la decisión. El avance del peronismo revolucionario y las organizaciones guerrilleras, y el fracaso del GAN, también alarmó a los militares y a los sectores tradicionales del poder, entre los cuales comenzó a crecer el reclamo de que se cancelaran las elecciones. Para acompañar a Cámpora en la fórmula, se acordó designar a Vicente Solano Lima del Partido Conservador Popular, quien durante el primer peronismo se había desempeñado como diputado nacional antiperonista.
Las candidaturas de la Unión Cívica Radical fueron resueltas en elecciones internas realizadas el 26 de noviembre de 1972. El recientemente creado Movimiento de Renovación y Cambio presentó la precandidatura presidencial de Raúl Alfonsín, acompañado por Conrado Storani, mientras que el oficialismo llevó como precandidato a Ricardo Balbín, acompañado de Eduardo Gamond, del sabattinismo cordobés. La fórmula Balbín-Gamond resultó ganadora con 167.767 votos (57%), mientras que Alfonsín-Storani obtuvieron 121.548 votos (43%). El alfonsinismo ganó las internas en dos distritos claves como la provincia de Buenos Aires y Córdoba, y perdió por una mínima diferencia en Santa Fe, pero perdió por una enorme diferencia en la Capital Federal, que le aseguró el triunfo a Balbín.
El 2 de enero de 1973 venció el plazo para la presentación de listas, inscribiéndose nueve fórmulas presidenciales:
- Héctor J. Cámpora-Vicente Solano Lima por el Frejuli;
- Ricardo Balbín-Eduardo Gamond por la UCR;
- Oscar Alende-Horacio Sueldo por la Alianza Popular Revolucionaria;
- Francisco Manrique-Rafael Martínez Raymonda por la Alianza Popular Federalista;
- Jorge Abelardo Ramos-José Silvetti por el Frente de Izquierda Popular (FIP);
- Ezequiel Martínez-Leopoldo Bravo por la Alianza Republicana Federal;
- Julio Chamizo-Raúl Ondarts por la Nueva Fuerza;
- Américo Ghioldi-René Balestra por el Partido Socialista Democrático;
- Juan Carlos Coral-Nora Sciapone por el Partido Socialista de los Trabajadores;
- El Partido Socialista Popular llamó a votar en blanco.

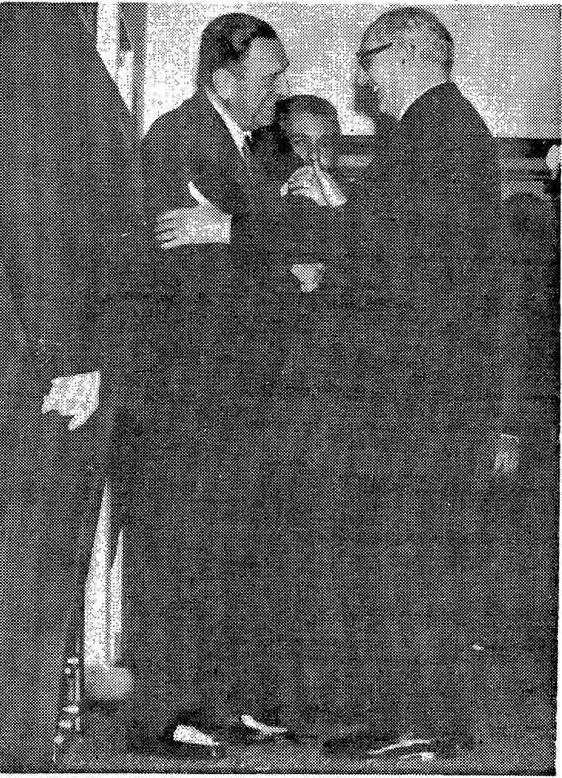
Al término del conclave de los líderes políticos que integran el Frente Justicialista De Liberación (FREJULI), Juan Domingo Perón se despide de su amigo Arturo Frondizi en la puerta de su residencia de Vicente López. Agosto de 1973.

### La campaña electoral
El Frejuli lanzó su campaña electoral el 21 de enero de 1973 con un acto en el parque municipal de San Andrés de Giles, donde Cámpora habìa vivido la mayor parte de su vida (era nacido en Mercedes el 26 de marzo de 1909), con el lema "Cámpora al gobierno, Perón al poder". Tanto el peronismo, como el radicalismo, utilizaron el concepto de "liberación nacional" como mensaje central de la campaña.
Durante la campaña fue quedando en evidencia que el apoyo al peronismo superaba largamente las estimaciones de la dictadura. Mor Roig había sostenido que el peronismo no superaría el 37% y que en la segunda vuelta triunfaría el candidato radical. Crecieron las presiones militares y de los sectores conservadores para no realizar las elecciones y a fines de enero el propio Lanusse pensó seriamente en postergar las elecciones generales, para reemplazarlas por un sistema escalonado que comenzara por el nivel municipal. El 28 de enero el fiscal general Gervasio Colombres solicitó al Tribunal Electoral la disolución del Frejuli, provocando una condena casi unánime de los partidos políticos. El 5 de febrero la dictadura tensó aún más el clima prohibiendo nuevamente la presencia de Perón en Argentina, hasta que asumiese el gobierno democrático. El 7 de febrero los generales del Ejército firmaron un compromiso público "hasta el 25 de mayo de 1977 de garantizar la continuidad del proceso de institucionalización y la estabilidad del próximo gobierno", pero la Marina y la Aviación se negaron a asumir ese compromiso. Un estudioso del movimiento guerrillero argentino, el coronel Eusebio González Breard, que actuaría como uno de los jefes del Operativo Independencia a partir de 1975, sostenía en 1984 que la estrategia de los militares era dejar que las organizaciones guerrilleras incrementaran sus ataques contra Perón en democracia, para facilitar un nuevo golpe de Estado. César Urien cuenta que en aquel momento, un capitán de la Armada le dijo que estaban "dispuestos a matar un millón de personas" para evitar que el peronismo hiciera una revolución. Los grupos que habrían de instalar la dictadura terrorista en 1976, pusieron desde este momento al general Lanusse en la lista de enemigos.
El viernes 8 de marzo finalizó la campaña electoral. En el acto de cierre de la UCR, Balbín atenuó la decisión del radicalismo de no integrar un frente con el peronismo, estableciendo un principio de colaboración desde la oposición, que se instalaría luego en la cultura democrática argentina: "el que gana gobierna, el que pierde ayuda".
Los días viernes 9 y sábado 10, la televisión difundió extensamente un mensaje del general Lanusse, en el que hizo notar claramente su rechazo al Frejuli y sostuvo que de la población dependía votar a un gobierno "realmente democrático", que garantizara que no hubiera nuevos golpes de Estado.

### El resultado
El domingo 11 de marzo se realizaron las elecciones. Al día siguiente el gobierno anunció que el Frejuli había obtenido el 49% de los votos, con casi 30 puntos de diferencia sobre la UCR que salió segunda, y el ministro del Interior Arturo Mor Roig declaró que era "innecesaria" la convocatoria a una segunda vuelta.
Cámpora difundió de inmediato un mensaje de Perón pidiendo a los futuros gobernantes reducir "lo más rápidamente posible las necesidades de los sectores más humildes" y convocando a la unidad. El 17 de marzo Alende, que fue la cuarta fuerza electoral, declaró que la APR apoyaría al Frejuli en la segunda vuelta. 
El 30 de marzo la Junta Militar anunció el resultado oficial: 5.908.414 votos (49,56%) para el Frejuli y 2.537.605 (21,29%) para el radicalismo, y la Cámara Electoral dispuso la realización de una segunda vuelta. Balbín entonces anunció que la UCR no participaría de la misma y la Cámara proclamó a Cámpora-Solano Lima el 3 de abril. Simultáneamente dispuso que el día 13 de abril se realizarían las segundas vueltas para elegir senadores y gobernadores en la Capital Federal y 13 provincias. 
El Frejuli había ganado en primera vuelta en 9 de las 22 provincias (Buenos Aires, Catamarca, Chaco, Jujuy, La Rioja, Río Negro, Salta, Santa Cruz y Tucumán). Las restantes doce provincias (Córdoba, Corrientes, Chubut, Entre Ríos, Formosa, La Pampa, Neuquén, Mendoza, Misiones, San Juan, San Luis y Santa Fe) eligieron su gobernador en segunda vuelta, ganando en todos los casos el Frejuli nacional, salvo en Neuquén, donde ganó el neoperonista Movimiento Popular Neuquino, y en Santiago del Estero, cuya segunda vuelta se realizaría recién en octubre y ganaría el Frejuli-PJ local, opuesto al nacional. Ninguno de los gobernadores y vicegobernadores electos fue mujer.
| Fórmula                                                                                                  | Partido                                                       | Votos      | Porcentaje |
| --- | ------------------------------------------------------------- | ---------- | ---------- |
| Héctor José Cámpora Vicente Solano Lima                                                                  | Frente Justicialista de Liberación PJ-PCP-MID-PPC             | 5.907.464  | 49.56      |
| Ricardo Balbín Eduardo Gamond                                                                            | Unión Cívica Radical                                          | 2.537.605  | 21.29      |
| Francisco Manrique Rafael Martínez Raymonda                                                              | Alianza Popular Federalista Partido Federal-PDP-Unión Popular | 1.775.867  | 14.90      |
| Oscar Alende Horacio Sueldo                                                                              | Alianza Popular Revolucionaria PI-PRC-PCA                     | 885.201    | 7.43       |
| Ezequiel Martínez Leopoldo Bravo                                                                         | Alianza Republicana Federal                                   | 347.215    | 2.91       |
| Julio Chamizo Raúl Ondarts                                                                               | Nueva Fuerza                                                  | 234.188    | 1.96       |
| Américo Ghioldi René Balestra                                                                            | Partido Socialista Democrático                                | 109.068    | 0.92       |
| Juan Carlos Coral Nora Ciapponi                                                                          | Partido Socialista de los Trabajadores                        | 73.796     | 0.62       |
| Jorge Abelardo Ramos José Silvetti                                                                       | Frente de Izquierda Popular                                   | 48.571     | 0.41       |
| Total | Total                                                         | 11.918.975 | 100.00     |
| Nota: Dada la renuncia de la fórmula Balbín/Gamond, se proclamó electa a la fórmula Cámpora/Solano Lima. |                                                               |            |            |

### La transición
La transición estuvo marcada por tres cuestiones: cómo subordinar a los militares al nuevo poder civil democrático; cómo insertar en el orden constitucional a las organizaciones guerrilleras que habían combatido la dictadura; y cómo realizar la amnistía de los delitos políticos cometidos durante la dictadura.
Para los militares que habían controlado el poder político en los últimos dieciocho años, el resultado electoral y el triunfo contundente del peronismo, significó un fracaso histórico y generó un gran desconcierto sobre los pasos a seguir. Lanusse ofreció renunciar y los sectores más recalcitrantes de las Fuerzas Armadas, proponían obligar a Cámpora a evitar todo contacto con Perón y someterse al control de las Fuerzas Armadas, o incluso anular las elecciones y negociar una nueva salida electoral sin la participación del peronismo. La Junta de Comandantes rechazó esas opciones pero intentó negociar condiciones con Cámpora para el ejercicio del poder, oponiéndose a una amnistía que alcanzara a los guerrilleros que habían combatido la dictadura y a un mando civil sobre las fuerzas armadas en las que perdieran autonomía. La Junta presionó además a Cámpora, lanzando el 18 de abril una operación de alcance nacional contra los grupos guerrilleros.
Por su parte, los grupos guerrilleros mantuvieron el asedio sobre la dictadura, en especial sobre los sectores que buscaban evitar que asumiera el gobierno democrático y querían implantar una nueva dictadura. El ERP particularmente, hizo pública una declaración el 13 de abril, en la que reconocía que el gobierno de Cámpora representaba la voluntad popular y anunciaba que no lo atacaría si a su vez el gobierno no disponía medidas represivas contra el ERP, pero aclaraba que seguiría "combatiendo militarmente a las empresas y a las fuerzas armadas contrarrevolucionarias". Las guerrillas peronistas a su vez, decidieron suspender la lucha armada a partir de la asunción del gobierno democrático, pero también mantenerse organizadas, ante la eventualidad de que surgieran organizaciones armadas que atacaran al peronismo revolucionario.
El 20 de abril Rodolfo Galimberti anunció que era partidario de crear "milicias populares", hecho al que Perón mismo respondió expulsándolo del Consejo Superior del Movimiento Peronista, donde representaba a la juventud, siendo designado en ese cargo Dante Gullo. El 30 de abril el ERP asesinó al almirante Hermes Quijada, autor de la versión oficial que encubrió la Masacre de Trelew, pocos meses antes. La dictadura declaró la ley marcial y la Marina estuvo cerca de evitar que asumiera el gobierno democrático. El 3 de mayo el jefe de la Aviación Naval capitán Horacio Mayorga llegó a declarar ante la prensa sobre la posibilidad de tener que recurrir a "la ley de la selva". Ese mismo día Cámpora y Solano Lima se reunieron, en la casa del primero, con la Junta de Comandantes, logrando neutralizar a los sectores más duros, pero sin alcanzar una fórmula que permitiera resolver el dilema de la circularidad de la violencia política para poder desescalarla, ni ponerse de acuerdo sobre la amnistía. Los militares exigían que no fueran amnistiados los guerrilleros que habían cometido asesinatos y secuestros, mientras que la Alianza Popular Revolucionaria exigía que no fueran amnistiados los militares que habían cometido delitos de lesa humanidad; el gobierno electo en cambio proponía una amnistía "amplia y generosa", que incluyera a todos, como se había comprometido en su programa electoral. En una de esas negociaciones Righi le señala a Lanusse que "se trata de que no haya más velorios, terminemos con esta historia de que ustedes van a uno y nosotros a otro".
Perón y Cámpora suponían que una vez instaladas las autoridades democráticas, las acciones guerrilleras no tendrían razón de ser e irían disminuyendo. En los últimos días la prensa anunció que la dictadura estaba considerando una ley de amnistía limitada, pero la misma no se concretó y aunque dos días antes fueron liberadas 96 personas detenidas al cesar el estado de sitio, el poder se transfirió con casi cuatrocientos presos políticos.

### 25 de mayo: el día de la recuperación de la democracia

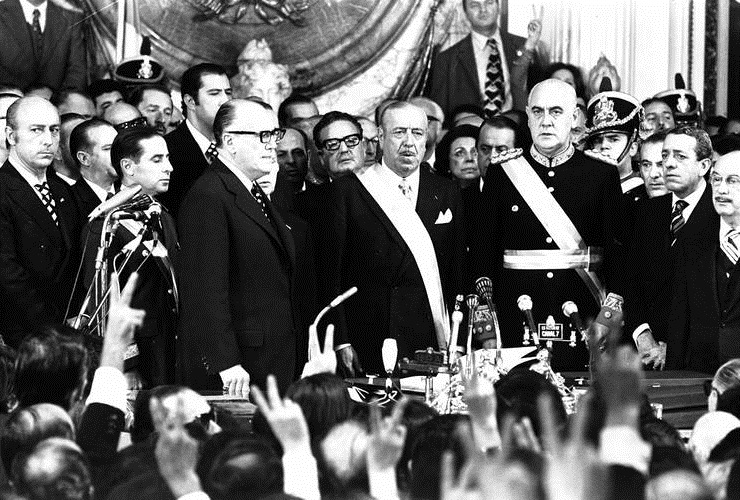
El dictador general Alejandro Agustín Lanusse le entrega el mando al presidente electo Héctor J. Cámpora. Detrás de Cámpora puede verse al presidente de Chile Salvador Allende y en el público asistente la "ve" de la victoria que caracteriza el saludo peronista.

El día de transferencia del mando de los militares a un gobierno peronista elegido democráticamente, luego de 18 años de que los militares derrocaran a Perón, fue denominado por diversos medios de prensa como "El día más largo del siglo para los argentinos", y al cumplirse cuarenta años, el periodista del diario La Nación Pablo Mendelevich, reconocería que la proscripción del peronismo había sido "un error histórico".
Una enorme multitud calculada entre 200 mil y 700 mil personas, ocupó la zona entre el Congreso y la Casa Rosada, para celebrar el fin de 18 años de dictaduras y proscripciones. La multitud agredió a los tres dictadores que integraban la Junta Militar, insultándolos y destruyendo los vidrios del auto que traía al jefe de la Aeronáutica brigadier Carlos Rey y agrediendo físicamente al almirante Carlos Coda, imputándole la Masacre de Trelew, quién repelió la agresión mediante disparos de su custodia hiriendo gravemente a doce personas. Pese a ello, el acto finalizó sin mayores incidentes y mientras Rey y Coda se retiraron en helicóptero, Lanusse lo hizo en auto diciendo "Yo no me ando escapando de nadie. Me voy por donde vine”. Estuvieron presentes los presidentes de Chile Salvador Allende, de Cuba Osvaldo Dorticós y de Uruguay Juan María Bordaberry. También estuvo presente el secretario de Estado de los Estados Unidos, William Rogers, acompañado por el futuro jefe de la CIA, William Casey.
Con el pueblo en la calle, el gobierno democrático tuvo que enfrentar ese mismo día su primer conflicto, a raíz del reclamo masivo de liberación de los presos políticos de la dictadura. Para el momento que Cámpora juró como presidente, poco después del mediodía, ya había unanimidad en el Congreso de que la amnistía debía ser amplia y comprender a todos los presos políticos. Esteban Righi, aún antes de jurar como ministro del Interior, había pasado toda la noche anterior consensuando con todos los bloques un proyecto común, que debía ser aprobado -y así lo fue- el día 27.
Pero las agrupaciones políticas que tenían a sus militantes presos, comenzaron de inmediato a presionar al gobierno de Cámpora para que liberara a los presos ese mismo día, sin demoras. Finalizada la ceremonia de asunción, una enorme manifestación estimada en 50 mil personas, conocida como la "Marcha de la Liberación", se dirigió en Buenos Aires a la cárcel de Devoto, para liberar a los presos que allí estaban, desencadenando una pueblada que se ha conocido como el Devotazo, aunque lo mismo sucedía en otras cárceles del país.
El gobierno intentó negociar con los presos políticos que esperaran dos días, hasta que el Congreso sancionara la ley de amnistía. Pero los presos políticos y sus organizaciones, exigieron la liberación inmediata. La multitud había comenzado por entonces a asaltar las cárceles para liberar a los presos sin esperar orden oficial alguna y dos manifestantes ya habían sido asesinados por las fuerzas que custodiaban la cárcel. Ante la situación el gobierno cedió frente a la pueblada y dictó el Decreto 11/1973 indultando y disponiendo la liberación inmediata de 372 presos políticos, para evitar que hubiera una matanza, en un proceso muy desordenado. El hecho sería muy criticado por los sectores de derecha y permanecería en el futuro como un tema recurrente de los cuestionamientos al gobierno de Cámpora.

## La primavera camporista

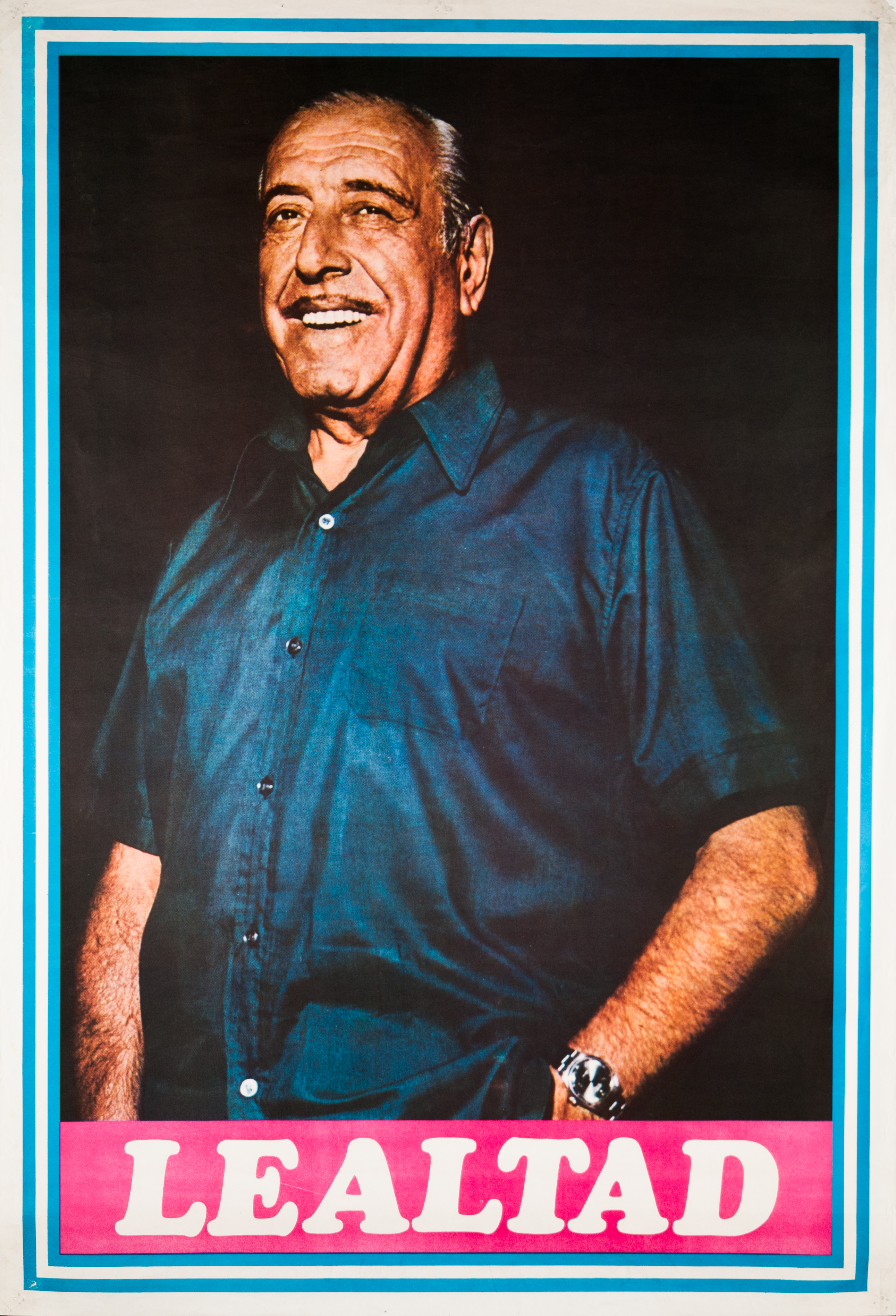
Afiche de la campaña electoral de 1973. Héctor J. Cámpora asumió como presidente el 25 de mayo de 1973, con el apoyo popular que le garantizaba su lealtad a Perón, a quién la dictadura le prohibió participar en las elecciones. Su gobierno duraría 49 días y es conocido como "la primavera camporista".

El gobierno de Cámpora duró apenas 49 días, del 25 de mayo al 13 de julio de 1973. Su breve gobierno se caracterizó por la búsqueda de acuerdos políticos y sociales, tanto dentro como fuera del peronismo. El Pacto Social entre el gobierno, los sindicatos y los empresarios, fue una de sus medidas más destacadas. Internacionalmente adoptó una política de no alineamiento en la Guerra Fría y fortalecimiento de las relaciones latinoamericanas. Durante su gobierno se produjo una fuerte puja, tanto dentro del peronismo, como fuera del peronismo, con la intención de redefinir la relación de fuerzas al inicio del período, en el que la Tendencia Revolucionaria había adquirido una considerable adhesión popular, especialmente entre los jóvenes.
Durante este período Montoneros decidió suspender la lucha armada y emprendió una política de relaciones con las Fuerzas Armadas que se expresó, a su propuesta, en la designación del general Jorge Carcagno, como comandante en jefe del Ejército, abandonando la Doctrina de la Seguridad Nacional -que identificaba como enemigo al marxismo. Hasta diciembre de 1973 Montoneros y las Fuerzas Armadas mantendrían un diálogo fluido a través de los coroneles Jaime Cesio y Carlos Dalla Tea, que se vería interrumpido cuando Perón, ya presidente, removió a Carcagno.

### Contexto internacional
1973 fue un año crucial porque fue el año de la Crisis del petróleo, que puso fin a la era conocida como fordismo o Edad de Oro del capitalismo. Cuando el peronismo ganó las elecciones el 11 de marzo de 1973, la situación política y económica general en el mundo favorecía el desarrollo de experiencias políticas populares y sindicales, impulsadas por las ideas económicas del keynesianismo y el desarrollismo. A comienzos de ese año Estados Unidos reconoció su fracaso en la Guerra de Vietnam firmando los acuerdos de paz con Vietnam del Norte, que establecieron su retiro de Vietnam del Sur. El poder de Estados Unidos también aparecía debilitado por el caso Watergate que llevaría al presidente Richard Nixon a renunciar en enero de 1974. Simultáneamente, ante la Guerra Fría entre la OTAN y el bloque comunista, se fortalecía el Tercer Mundo -término que se generaliza en esos años-, con los movimientos de liberación nacional y el Movimiento de Países No Alineados.
Pero a partir de agosto de 1973, cuando se inició la crisis petrolera, la situación económica y política se deterioraría rápidamente en todo el mundo, y particularmente en el Cono Sur de América Latina. El 27 de junio se produjo un golpe de Estado en Uruguay y el 11 de septiembre otro golpe de Estado derrocó a Salvador Allende en Chile, imponiendo los primeros regímenes de terrorismo de Estado, que en los años siguientes se extenderían a todo el Cono Sur y a gran parte de los países latinoamericanos, coordinados desde Estados Unidos por el Plan Cóndor, bajo la Doctrina de la Seguridad Nacional. Simultáneamente, en la Escuela de Economía de la Universidad de Chicago, dirigida por Milton Friedman comenzó a tomar cuerpo un nuevo modelo económico, basado en el monetarismo, que se conocería como escuela neoclásica o neoliberalismo y cuya primera aplicación práctica se realizaría en 1975 en Chile, precisamente bajo el amparo de la dictadura chilena de Pinochet.

### Obra de gobierno

#### Gabinete
Cámpora asumió el 25 de mayo de 1973. Su gabinete ministerial representaba un amplio abanico de sectores:
- José Ber Gelbard (Economía), era un exitoso empresario ligado al grupo industrial Madanes (Fate, Aluar), presidente de la asociación patronal Confederación General Económica (CGE). No era peronista y estaba afiliado secretamente al Partido Comunista.[102]
- Esteban Righi (Interior), por entonces con 34 años, había sido el enlace entre Cámpora -a cuyo entorno pertenecía- y la Juventud Peronista;[103][104]
- José López Rega (Bienestar Social), secretario privado de Perón, pertenecía secretamente a la logia anticomunista Propaganda Due (P2), con base en Italia;
- Ángel Federico Robledo (Defensa), era un histórico del primer peronismo, donde fue convencional constituyente en 1949 y luego integró el triunvirato de conducción del peronismo en la clandestinidad, adoptando una posición "verticalista" de seguimiento a Perón;
- Juan Carlos Puig (Relaciones Exteriores), era un especialista en relaciones internacionales, con una definida postura de no alineación en la Guerra Fría, destacado como una de las figuras principales de la corriente del realismo de la periferia, dentro de la teoría de la dependencia;[105] fue propuesto para el cargo por el propio Cámpora;[103]
- Jorge Alberto Taiana (Educación), era otro histórico del primer peronismo y médico personal de Perón;
- Ricardo Otero (Trabajo), dirigente sindical de la Unión Obrera Metalúrgica, por entonces el sindicato más poderoso del país;
- Antonio J. Benítez (Justicia), otro peronista histórico, pero de origen radical. Fue uno de los primeros radicales que se sumó al peronismo, antes incluso de que Perón ganara las elecciones de 1946, siendo autor durante el primer peronismo de la avanzada ley de supresión de la discriminación legal entre hijos.

#### Política económico-social

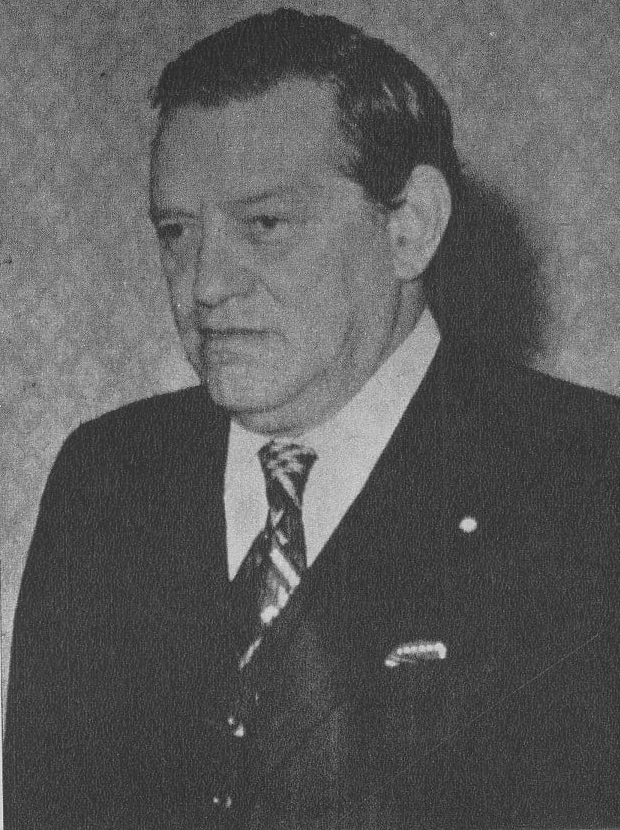
El ministro de Economía José Ber Gelbard, poderoso empresario impulsor de una empresariado nacional autónomo de las empresas multinacionales y vinculado al Partido Comunista, fue una de las figuras más importantes del tercer peronismo.

Una de las principales políticas del gobierno de Cámpora fue un impulso inédito en la Argentina del diálogo social que tuvo su máxima expresión en el Pacto Social, gestionado por el ministro José Ber Gelbard y firmado el 8 de junio de 1973, por la CGT en representación de los trabajadores, la CGE en representación del empresariado privado nacional y el gobierno. En aquel momento, el empresariado de capital nacional estaba también integrado por una importante cantidad de empresas públicas, como la petrolera YPF, la siderúrgica Somisa, la gasífera Gas del Estado, la telefónica ENTel, la ferroviaria Ferrocarriles Argentinos, las navieras ELMA y Flota Fluvial, las energéticas Agua y Energía y Segba, la aeronáutica Aerolíneas Argentinas, la Fábrica Militar de Aviones, la Comisión Nacional de Energía Atómica (CNEA), entre otras.
El Pacto tenía tres objetivo principales: alcanzar una participación de los asalariados del 40-50% del ingreso nacional, en un lapso de cuatro años; reducir la alta inflación existente; y consolidar el crecimiento económico. Su principal acuerdo fue la renuncia de los sindicatos a realizar paritarias (negociación de convenios colectivos) por dos años, a cambio de que las empresas congelaran los precios y realizaran un aumento de salarios de suma fija, que para las categorías más postergadas representó un 20% de aumento real.

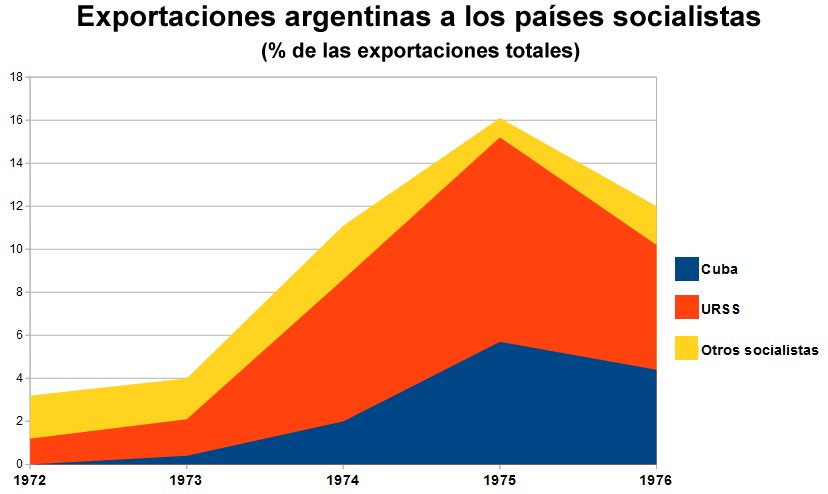
Gelbard amplió los mercados para las exportaciones argentinas, orientándose a los países socialistas, que alcanzaron el 16% del total en 1975.

La política económica de Cámpora, llevada adelante por Gelbard -que se mantendría como ministro luego de la renuncia del presidente- tendría un "rotundo éxito inicial": el PBI creció el 4,5% (un tercio más que el año anterior); el desempleo bajó del 6,1% al 4,5%; la inflación que en el primer semestre del año llegó al 60%, se redujo al 0% en el segundo semestre; el peso argentino se revalorizó un 25%.
Gelbard llevó adelante también una política de desarrollo de las provincias más postergadas, que revirtiera los desequilibrios territoriales que favorecían a la región pampeana, promoviendo la industrialización de las materias primas en el lugar en que se extraían, así como la construcción de infraestructura en el interior. Esta política tuvo su punto más alto al mes siguiente de la renuncia de Cámpora, con la firma del Acta de Reparación Histórica del 25 de agosto de 1973, entre el Poder Ejecutivo Nacional y las provincias de Catamarca, La Rioja y San Luis. El régimen de promoción industrial creado por el peronismo, fue luego modificado por la dictadura instalada en 1976, eliminando el requisito de agregar valor a los insumos locales; y finalizaría en 2012.

#### Política internacional

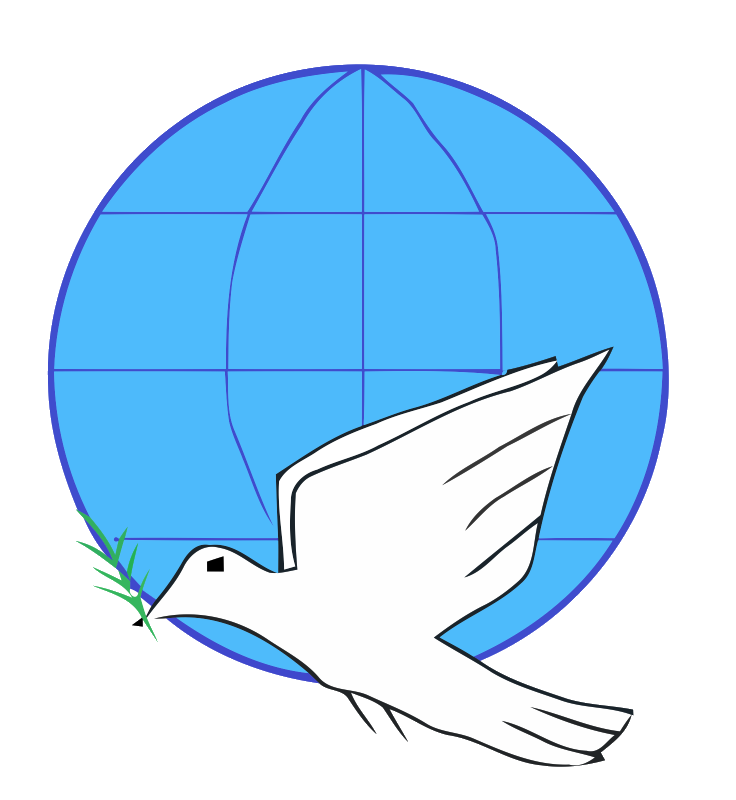
Logo del Movimiento de Países No Alineados. Una de las medidas más importantes tomadas durante el tercer peronismo, fue la decisión del presidente Cámpora, ejecutada por Perón personalmente, de que Argentina ingresara como miembro del MNOAL, en plena Guerra Fría.

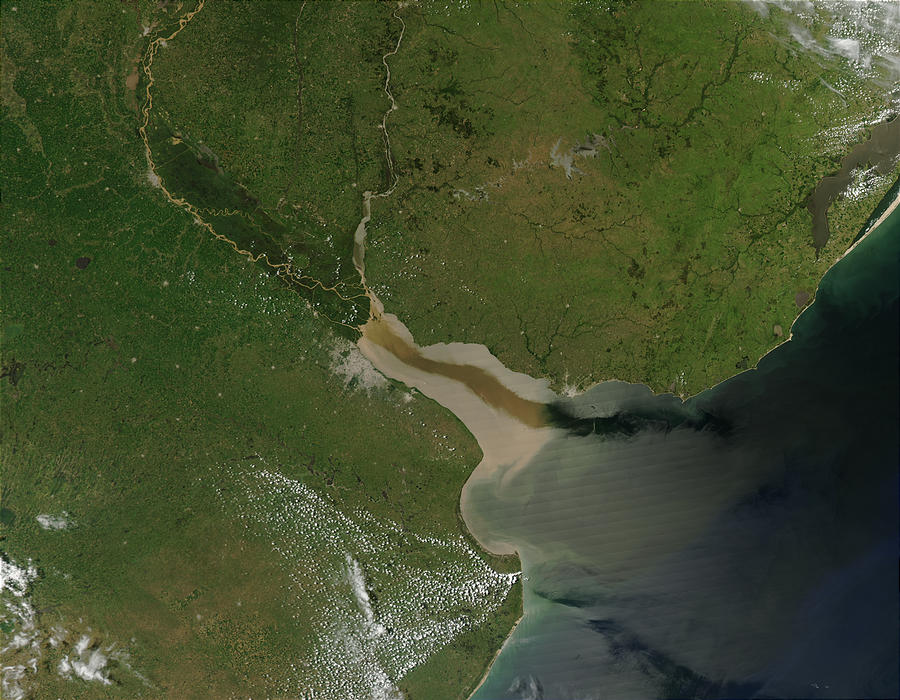
Durante la tercera presidencia de Perón se firmó el histórico Tratado del Río de la Plata, estableciendo el límite con la República Oriental del Uruguay.

La política internacional llevada adelante por Cámpora, a través de su canciller Juan Carlos Puig, estuvo orientada a reducir la dependencia argentina de Estados Unidos y evitar la alineación automática, diversificando las relaciones internacionales, tanto políticas como comerciales. El propio Perón actuaría como "primer embajador" al gestionar en julio el ingreso de la Argentina al Movimiento de Países No Alineados (MNOAL), que se concretaría en septiembre de ese año, cuando ya Cámpora había renunciado. Su sucesor como canciller, Alberto Vignes y el ministro José López Rega -ambos de la logia anticomunista secreta Propaganda Due-, intentarían evitar en septiembre la incorporación de Argentina al MNOAL, pero Perón desmontaría el intento.
Argentina firmó varios tratados comerciales con países socialistas, entre ellos Cuba, que le permitieron aumentar considerablemente el comercio con los mismos. Para fines de 1973, las exportaciones hacia los mismos se habían más que duplicado, y representaba un 10% del total de las exportaciones argentinas, cuando a principios de años representaban solo el 4%.

#### Política educativa
La política educativa llevada adelante por el ministro Jorge Alberto Taiana -que continuó en el cargo luego de la renuncia de Cámpora-, se destacó especialmente en el área de educación de adultos y la universidad pública. En el área de educación de adultos, realizó un amplio programa desde la Dirección Nacional de Educación de Adultos (DINEA), entre ellos la Campaña de Reactivación Educativa (Crear), que se lanzaría el 11 de septiembre de 1973, cuando Cámpora ya había renunciado.
Un aspecto central de la política educativa de Taiana fue el papel que jugaron las universidades nacionales, ligadas al fenómeno del surgimiento de la juventud como fuerza social que caracterizaba a la época y al movimiento estudiantil. En las mismas se nombraron rectores que tomaron muchos de los principios democratizadores de la universidad formulados por el movimiento de Reforma Universitaria iniciado en 1918, y los orientaron hacia el objetivo de la "liberación", categoría política opuesta a la de "dependencia", que fue central en América Latina en las décadas de 1960 y 1970 y contaba con una masiva adhesión popular. Entre los rectores designados en las universidades nacionales -en muchos casos con apoyo o por reclamo del movimiento estudiantil- se encontraban Rodolfo Puiggrós-Ernesto Villanueva (UBA), Roberto Vicente Carretero (UNCuyo), Francisco Luperi (Córdoba), Rodolfo Agoglia (UNLP), Víctor Benamo (UNS), Ángel Brovelli (UNR), y Roberto Ceretto (UNL).
Las universidades públicas establecieron la gratuidad y el ingreso irrestricto, la libertad de cátedra, la cátedra libre y la extensión universitaria; se vincularon los estudios con el aparato productivo y las “aspiraciones populares”; se crearon institutos para estudiar la realidad latinoamericana y del Tercer Mundo; se formaron equipos de trabajos con el objetivo de participar en proyectos de interés para las clases populares, como el que llevó adelante la Facultad de Arquitectura de la UBA para reorganizar las villas miseria, y la participación de varias universidades en la campaña nacional de alfabetización de adultos. En ese marco el movimiento estudiantil vivió un proceso de auge y movilización y las universidades se convirtieron en centros de cuestionamiento de las injusticias sociales.
La política universitaria impulsada por el gobierno de Cámpora, se institucionalizaría en marzo de 1974, ya con Perón presidente, con la sanción de la Ley de Universidades Nacionales 20654, conocida como Ley Taiana, que estableció un régimen de autonomía universitaria con gobierno tripartito (estudiantes, docentes y no docentes).

#### Política cultural
La política cultural de Cámpora, también a cargo del ministro Taiana, se caracterizó por un momento de amplia libertad ideológica, que contrastó fuertemente con los años anteriores y posteriores.
En el Instituto de Cine designó a Hugo del Carril y a Mario Soffici que elaboraron un proyecto de Ley de Cine que fomentaba la producción nacional y apuntaba a reconquistar los mercados hispanoparlantes, promoviendo la producción regionalizada de películas, la capacitación de los técnicos y estudiantes en circuitos de exhibición en Latinoamérica. Octavio Getino fue designado interventor del Ente de Calificación e intentó abolir la censura cinematográfica regida por la Ley 18.019 de 1969, que durante la dictadura había llegado a niveles récord, pero diversos intereses lo impidieron. Durante su gestión se incrementó la producción nacional (39 películas en 1973 y 40 en 1974), entre ellas La Patagonia rebelde de Héctor Olivera, Quebracho de Ricardo Wüllicher, La Raulito de Lautaro Murúa y La tregua de Sergio Renán. Esta última fue la primera película sudamericana en idioma español en ser nominada al Óscar a la mejor película extranjera. Soffici sería removido de su cargo en 1974, al asumir la Presidencia María Estela Martínez de Perón.
En la editorial de la Universidad de Buenos Aires, Eudeba, fueron designado Rogelio García Lupo y Arturo Jauretche como director y presidente respectivamente. Entre las publicaciones de esta época se destacó la colección Las Revoluciones ((La revolución chilena, La revolución peruana y La revolución peronista) que alcanzaron altos números de ventas. Dos meses después de la muerte de Perón, ambos renunciaron. Con excepción de la publicación del informe Nunca más de la CONADEP en 1984, Eudeba no volvió a editar libros que tuvieran una alta cantidad de ventas.

### Situación en las provincias
Las listas apoyadas por el PJ-Frejuli nacional ganaron en 20 de las 22 provincias que existían entonces. No ganaron en Neuquén, donde ganó el neoperonista Movimiento Popular Neuquino, ni en Santiago del Estero, donde la justicia local prohibió a los candidatos del PJ-Frejuli nacional utilizar esos lemas y símbolos en la provincia, que le fueron atribuidos al neoperonista Carlos Juárez en alianza con el gobernador de la dictadura. Las provincias fueron un importante campo de conflicto entre sectores, a lo largo de todo el período. Los conflictos serán especialmente agudos en siete provincias (Buenos Aires, Córdoba, Formosa, Mendoza, Misiones, Santa Cruz y Salta), en las que los gobernadores pertenecían o eran cercanos a la Tendencia Revolucionaria. Otros tres gobernadores (Catamarca, La Rioja y San Luis) se identificaron inicialmente con la Tendencia, pero luego modificaron su alineamiento político. Pero los conflictos se presentaron en todas las provincias, según los alineamientos políticos de los diversos sectores políticos, sindicales, empresariales, religiosos y sociales, en particular aquellos que respondían a la oposición entre la Tendencia o los sectores combativos del peronismo, y aquellos que respondían a la denominación genérica de "ortodoxia peronista". En aquel momento el peronismo estaba integrado por cuatro ramas (política, sindical, femenina y juventud), entre las que debían distribuirse los cargos de manera igualitaria. La Tendencia controlaba la mayoría de la juventud, en tanto que los "ortodoxos" controlaban la mayoría de la rama sindical.

#### Centro
En la provincia de Buenos Aires fue elegido gobernador en primera vuelta Oscar Bidegain, secundado por el sindicalista metalúrgico Victorio Calabró. Bidegain fue el único candidato del Frejuli designado por Perón, luego de una dura interna provincial, en la que fue impugnado tanto por los sectores juveniles combativos que lo acusaban de "fascista", como por el sindicalismo y los sectores conservadores encabezados por Manuel de Anchorena, que también había presentado su candidatura. Una vez en el cargo, Bidegain fue apoyado por la Tendencia y llevó adelante una política que dio prioridad a la construcción de la infraestructura caminera.  Entre sus iniciativas se destacó el Operativo Dorrego para socorrer a la población afectada por las inundaciones que se produjeron al inicio de su mandato, en el que el Ejército y la Juventud Peronista actuaron mancomunadamente.
 Ejecutó un Plan de Lucha Antirrábica y firmó un convenio con la Universidad Nacional de La Plata, por el que se creó la Comisión Provincial de lucha contra la fiebre hemorrágica argentina. La vacunación antipoliomielítica, quedó a cargo y bajo el control de las municipalidades y se volvió obligatoria. Bidegain sufriría una escalada de ataques para desplazarlo del cargo, sobre todo luego de la Masacre de Ezeiza sucedida en territorio bajo su jurisdicción- principalmente encabezadas por su vicegobernador Calabró.
En Córdoba fue elegido gobernador en segunda vuelta Ricardo Obregón Cano, acompañado por el sindicalista Atilio López, luego de ganar las elecciones internas del PJ con un 60%. Ambos expresaban a los sectores combativos que habían realizado el Cordobazo y otras movilizaciones populares contra la dictadura que caracterizaron a esa provincia. Una de sus primeras medidas fue enviar a la Legislatura un avanzado proyecto de Estatuto del Docente Privado, reconociendo los derechos a la estabilidad y la carrera docente y que fuera aprobado poco después como Ley n.º 5659. El gobierno fue resistido desde el inicio de su gestión por los sectores tradicionales de poder, que instalaron en la prensa la existencia de un plan para intervenir la provincia. Obregón Cano y López fueron derrocados por un golpe de Estado en febrero de 1974, avalado por el gobierno nacional, ya por entonces a cargo de Perón.
En Santa Fe ganó en segunda vuelta Carlos Sylvestre Begnis, con el sindicalista metalúrgico Eduardo Félix Cuello como vicegobernador. Begnis era un desarrollista de origen radical que ya había sido gobernador durante la presidencia de Frondizi, durante la cual proyectó el Túnel subfluvial Raúl Uranga-Carlos Sylvestre Begnis. El Partido Justicialista local se opuso a la candidatura de Sylvestre Begnis y no integró en la provincia la boleta del Frejuli, presentando una fórmula diferente (Campos-Bonino). Sylvestre Begnis impulsó una política de integración territorial, destacándose la construcción de la autopista Santa Fe-Rosario y la creación de la Región Centro, con las provincias de Córdoba y Entre Ríos. Syvestre Begnis fue derrocado por el golpe de Estado de 1976, que él mismo apoyó.
En La Pampa fue elegido gobernador Aquiles Regazzoli, con el abogado sindical Rubén Marín de vicegobernador. La fórmula fue elegida sin demasiados incidentes. Regazzoli había desempeñado un papel importante en la Resistencia y era respetado por todos los sectores por haber sido uno de los líderes en la provincia del Levantamiento de Valle de 1956, bajo las órdenes del capitán Adolfo Philippeaux, siendo por ello condenado a la pena de muerte que no llegó a ser ejecutada. Durante el curso de su gobierno, Regazzoli sufriría los embates del sector sindical encabezado por Marín, con el fin de desplazarlo del cargo, sin conseguirlo.

#### Cuyo
En Mendoza ganó con el 71% en segunda vuelta el farmacéutico Alberto Martínez Baca, con el dirigente sindical metalúrgico Carlos Mendoza como vicegobernador. Martínez Baca era un peronista histórico que contaba con el apoyo de la Juventud Peronista. Pocos días antes de asumir un comando denominado Peronismo Auténtico disparó contra la farmacia del gobernador electo y el mismo día de la asunción estalló una bomba debajo de su escritorio hiriendo a un ordenanza. Entre las medidas de gobierno tomadas por Martínez Baca se destacó la promoción del área cooperativa, la licitación del sistema integral de defensa aluvional, la reforma del Estatuto del Empleado Público, la organización de comisiones vecinales para el control de precios, la destrucción de los archivos políticos de la policía provincial, la organización del Congreso Pedagógico para la Liberación, la creación de la Dirección de Enseñanza Técnica, la ampliación de la participación accionaria en el Banco de Mendoza y la creación de la Empresa Provincial de Seguros. Martínez Baca (Mendoza) sería removido por juicio político en 1974.
En San Juan fue elegido gobernador en segunda vuelta Eloy Camus, secundado por Francisco Aguilar como vicegobernador. Camus era un histórico del peronismo, proveniente del radicalismo bloquista, que había sido diputado nacional, encarcelado por la dictadura y participado en la Resistencia Peronista. La fórmula había sido elegida por consenso de los distintos sectores. Inició la construcción de la represa Ullum, la obra hidroeléctrica más importante del país por esos años, que permitiría generar energía eléctrica y facilitaría el riego en toda la provincia, realizando a su vez una importante obra de sistematización de los canales de riego. Camus designó como jefe de Policía a Enrique Graci Susini que en 2012 fue detenido y procesado supuestamente por haber torturado a decenas de personas en el período 1973-1976.
En San Luis fue elegido gobernador en segunda vuelta Elías Adre -la constitución provincial no contemplaba la figura del vicegobernador-. Desde un primer momento Adre fue cuestionado por los sectores ortodoxos. San Luis fue una de las tres provincias beneficiadas con el Acta de Reparación Histórica del 25 de agosto de 1973, que estableció un régimen de promoción industrial para manufacturar en la provincia las materias primas de producción propia.

#### Noreste y Mesopotamia
En el Chaco ganó en primera vuelta Deolindo Bittel, con Alberto Torresagasti como vicegobernador. Bittel era un peronista histórico, que había sido el primer vicegobernador de la provincia y luego sería elegido dos veces más como gobernador en 1962 -sin poder asumir debido al golpe de Estado de ese año- y 1963. Bittel orientará su política a industrializar la producción chaqueña por entonces centrada en el cultivo de algodón, como la inauguración en 1974 de una usina desmotadora de algodón y la creación de la empresa estatal Charala, para manufacturar productos de granja. Durante su gobierno se crearon comisiones indígenas electivas, de carácter autónomo.
En Corrientes fue elegido Julio Romero, con Francisco de Borges Sá como vicegobernador. Romero era un peronista histórico que venía del radicalismo, y que jugó un papel decisivo en la nominación de Cámpora como candidato a presidente. Su gobierno terminó con la deuda heredada de la dictadura, fortaleció al banco provincial, Vialidad Provincial y la Policía de Corrientes, y titularizó a todos los docentes. Desde el gobierno Romero lanzó el 30 de diciembre de 1973 el diario Época, que se convertiría desde entonces en uno de los más importantes de la provincia.
En Entre Ríos fue elegido en segunda vuelta Enrique Tomás Cresto, secundado por el sindicalista de la carne Dardo Pablo Blanc. La Juventud Peronista, las 62 Organizaciones y la rama femenina habían ocupado la sede partidaria provincial, exigiendo sin lograrlo, la renuncia de Cresto por no haber respetado la proporcionalidad de cada rama en las listas. Su política se orientó prioritariamentre a erradicar las escuelas ranchos y crear escuelas secundarias accesibles a todas las localidades. Junto a los gobernadores de Córdoba y Santa Fe, creó la Región Centro para impulsar el desarrollo industrial. Fue elegido presidente de la Liga de Gobernadores Peronistas. Cresto fue derrocado por el golpe de Estado de 1976, enjuiciado y condenado por un tribunal militar y encarcelado hasta 1982, cuando fue liberado anulando todos los cargos.
En Formosa fue elegido gobernador en segunda vuelta, el sindicalista docente Antenor Gauna, secundado como vicegobernador por otro sindicalista, el titular de la CGT local Ausberto Ortiz. Vinculado a los pueblos indígenas y las luchas campesinas contra el latifundio que llevaba adelante la Unión de Ligas Campesinas de Formosa (ULICAF) bajo el lema "Tierra para todos, Patria de ese modo", con apoyo de la Iglesia católica local, afectó la estructura de poder tradicional. Una de sus primeras medidas fue dictar el Decreto N.º 408 disponiendo la revisión de todas las adjudicaciones de tierras fiscales realizadas durante la dictadura. Complementariamente la Legislatura declaraba sujetos a expropiación unas 49.000 hectáreas. El gobierno estableció también un servicio sanitario aéreo para los pueblos más alejados de las costas de los ríos Bermejo y Pilcomayo. Enfrentado con el vicegobernador, un sector de la legislatura destituyó a Gauna y
nombró a Ortiz como sucesor, atribuyéndose ambos la titularidad del gobierno. La situación desencadenaría la intervención federal en noviembre de 1973, ya durante el gobierno de Perón.
En Misiones ganó en segunda vuelta Juan Manuel Irrazábal, con el desarrollista César Ayrault como vicegobernador. La situación de la provincia ya traía un alto nivel de violencia, en las que estaban involucrados sectores políticos y empresariales, que llegó al asesinato del candidato Francisco V. Ripoll, en pleno congreso del Partido Justicialista. Irrazábal reemplazó a Ripoll como candidato y los sectores que se oponían, se separaron del PJ, creando otro partido peronista llamado Tercera Posición. En su acción de gobierno, Irrazabal se mantuvo cercano del sector del Movimiento Agrario Misionero (MAM) -asociación de pequeños propietarios agrícolas- que proponía una alianza estratégica con los obreros rurales agrupados en la Federación Argentina de Trabajadores Rurales y Estibadores (FATRE) y orientó su política a reducir el poder de los grupos concentrados en la economía provincial, tomando medidas como la creación del Instituto Provincial de Intercambio Comercial y Agrario (IPICA), para evitar la intermediación. y la intervención de la empresa Papel Misionero, de capital mayoritario de la provincia, aunque dirigida entonces por representantes del minoritario sector del capital privado. El 30 de noviembre de 1973, pocos días después de un hecho similar sucedido en Catamarca, Irrazábal y Ayrault murieron en un accidente de avión que nunca se investigó adecuadamente y sobre el que existen sospechas de que pudo tratarse de un atentado realizado por la Triple A.

#### Noroeste
En el Catamarca ganó en primera vuelta Hugo Alberto Mott, con Raúl Sabagh como vicegobernador. Mott había sido elegido candidato en una dura interna contra Vicente Saadi. Catamarca fue una de las tres provincias beneficiadas con el Acta de Reparación Histórica del 25 de agosto de 1973, que estableció un régimen de promoción industrial para manufacturar en la provincia las materias primas de producción propia. El 7 de octubre de 1973, en un hecho similar al que sucedió en Misiones con pocos días de diferencia, murieron en un accidente de avión el vicegobernador Sabagh y el resto de la cúpula del Senado provincial, Julio César Balverdi de la Juventud Peronista y Luis Beltrán Macedo. No hubo ninguna sospecha que vinculara el hecho a un atentado. En 2009 el exgobernador Mott afirmó que fue un atentado pero que no tiene los medios como para investigar, agregando que en aquella época investigó el hecho. A partir de ese momento el gobernador Mott sostendría una fuerte confrontación con el Senado y los sectores ortodoxos y sindicales del peronismo provincial, que impulsaron una intervención federal que nunca llegó a concretarse.

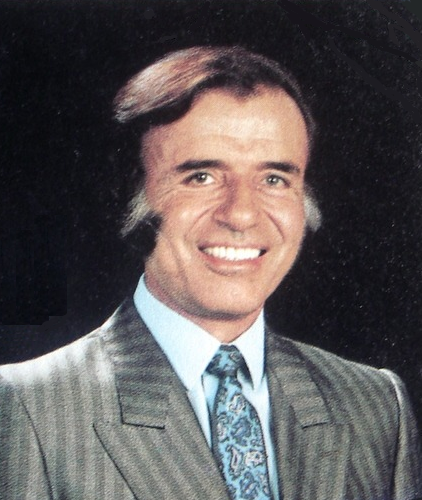
En la provincia de La Rioja resultó gobernador Carlos Menem con el porcentaje más alto del país. Derrocado y preso por la dictadura durante cinco años, en 1989 sería elegido presidente de la Nación.

En La Rioja fue elegido gobernador Carlos Menem, secundado por el vicegobernador Libardo Sánchez, con un 62% de los votos, el porcentaje más alto alcanzado entre los gobernadores. Menem inicialmente adhirió públicamente a la Tendencia y llevó adelante una política de reforma agraria, apoyada en la movilización campesina liderada por la Iglesia Católica de la provincia, bajo la dirección del obispo Enrique Angelelli, uno de los referentes de la Teología del pueblo, rama argentina de la Teología de la liberación. Menem se había comprometido en la campaña electoral, a expropiar el latifundio Azzallini, con el fin de adjudicarlo a la Cooperativa de Trabajadores de Aminga Ltda. (CODETRAL), y una de sus primeras medidas fue enviar a la Legislatura provincial, el proyecto de ley concretando su promesa. El proyecto fue resistido por los sectores medios y altos de la provincia, incluso mediante grupos de choque, y encontró una fuerte resistencia en la Legislatura, incluso por parte de la bancada peronista. Los grupos opositores focalizaron el ataque contra el obispo Angelelli -que sería asesinado en 1976-, sosteniendo que su postura pastoral centrada en la opción por los pobres, era una "doctrina foránea". Finalmente, la oposición encabezada por la Unión Cívica Radical logró el apoyo de una parte de los diputados peronistas y del propio gobernador Menem, para sancionar una ley expropiando el latifundio, pero sin entregar las tierras a la cooperativa, sino a minifundistas en parcelas individuales. La Rioja fue una de las tres provincias beneficiadas con el Acta de Reparación Histórica del 25 de agosto de 1973, que estableció un régimen de promoción industrial para manufacturar en la provincia las materias primas de producción propia. Menem fue derrocado por el golpe de Estado de 1976 que lo mantuvo detenido durante cinco años.

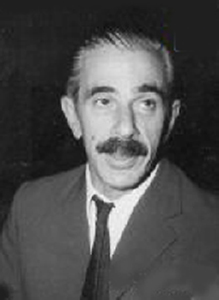
Miguel Ragone fue elegido gobernador de Salta en 1973, destituido por la intervención a la provincia en 1975 y secuestrado y asesinado el 11 de marzo de 1976, antes del golpe de Estado, permaneciendo desaparecidos sus restos desde entonces.

En Salta ganó en primera vuelta Miguel Ragone, secundado por el sindicalista telefónico Olivio Ríos. Ragone tomó medidas para remover funcionarios y policías nombrados por la dictadura, proteger a los trabajadores rurales, establecer tribunales laborales en el interior de la provincia y derogar los subsidios a los supermercados, entre otras. El 26 de septiembre de 1973 hubo un intento de golpe de Estado encabezado por el diputado nacional peronista Horacio Bravo Herrera que fue evitado por la movilización popular. Ragone sería depuesto en noviembre de 1974 (presidencia de Isabel Perón) al ser intervenida la provincia y fue secuestrado y asesinado el 11 de marzo de 1976 por órdenes del III Cuerpo de Ejército, cuando aún gobernaba María Estela Martínez de Perón, permaneciendo desde entonces desaparecidos sus restos.
En Santiago del Estero ganó en segunda vuelta Carlos Juárez, sin que en esa provincia la constitución contemplara la figura del vicegobernador. Juárez, que ya había sido gobernador en el primer peronismo, estaba alineado con el neoperonismo vandorista y había desconocido la decisión de Perón y todas las ramas del Partido Justicialista de llevar como candidato a Francisco López Bustos. Decidió entonces presentar su propia candidatura sin apoyo de Perón ni el Frejuli nacional. Para ello realizó un pacto con el gobierno provincial de la dictadura, perteneciente al Partido Demócrata Cristiano, que a su vez dispuso que la justicia local le otorgara a Juárez la candidatura del Frejuli en la provincia y el uso exclusivo de los símbolos peronistas, aun en contra de las autoridades nacionales del Frejuli. Por esta razón el candidato del Frejuli, no pudo legalmente ofrecer su candidatura como tal y debió ir en otra boleta, como candidato del frondizista Movimiento de Integración y Desarrollo (MID). Con esa maniobra, ambos candidatos virtualmente empataron en la primera vuelta. El balotaje se realizó recién seis meses después, en el mes de septiembre y Juárez recién asumió el 7 de octubre de 1973, cinco días antes que Perón asumiera la Presidencia de la Nación. Desde el poder Juárez daría origen a un cuestionado régimen conocido como "juarismo". En 2008 sería procesado y detenido por delitos de lesa humanidad cometidos durante este mandato, sin llegar a ser enjuiciado debido a su muerte en 2010.
En Tucumán fue elegido en primera vuelta Amado Juri -la constitución no contemplaba la figura del vicegobernador-. Juri había sido jefe de Policía de la provincia, durante la gobernación peronista antes del golpe de Estado de 1955. Su nominación como candidato fue resistida por la Juventud Peronista y un sector del sindicalismo y generó enfrentamientos muy violentos. Juri debió gobernar la provincia elegida por el Ejército Revolucionario del Pueblo (ERP) para establecer una zona liberada. En febrero de 1975 se establecería en Tucumán el Operativo Independencia que en los hechos sustituyó el poder civil por un poder militar que instaló un régimen terrorista de Estado. Juri fue derrocado por el golpe de 1976 y fue encarcelado por la dictadura durante dos años.

#### Patagonia
En el Chubut ganó en segunda vuelta Benito Fernández, acompañado por Arturo Campelo. En esta provincia, al igual que en Santiago del Estero, el peronismo fue dividido: Fernández era el candidato de la rama sindical, pero la Juventud Peronista no lo aceptó y se presentó a elecciones con el Partido Revolucionario Cristiano con la candidatura de David Patricio Romero, mientras que un tercer candidato peronista, Hebe Corchuelo Blasco, se presentó por el Partido Social Cristiano. Durante su mandato, el 27 de julio de 1974, se realizó la primera colada en la planta de aluminio primario en Puerto Madryn cuya construcción, puesta en marcha y explotación había sido adjudicada por el dictador Alejandro Agustín Lanusse el 6 de abril de 1971 a Aluar Aluminio Argentino S.A.I.C., firmándose en agosto del mismo año el convenio correspondiente; la fábrica fue decisiva en la transformación productiva de Trelew, una de las ciudades de mayor crecimiento del país, que pasó de 6.500 habitantes en 1973, a 80.000 habitantes en 2010. Derrocado en 1976, fue obligado exiliarse en Uruguay, donde falleció en 1982.

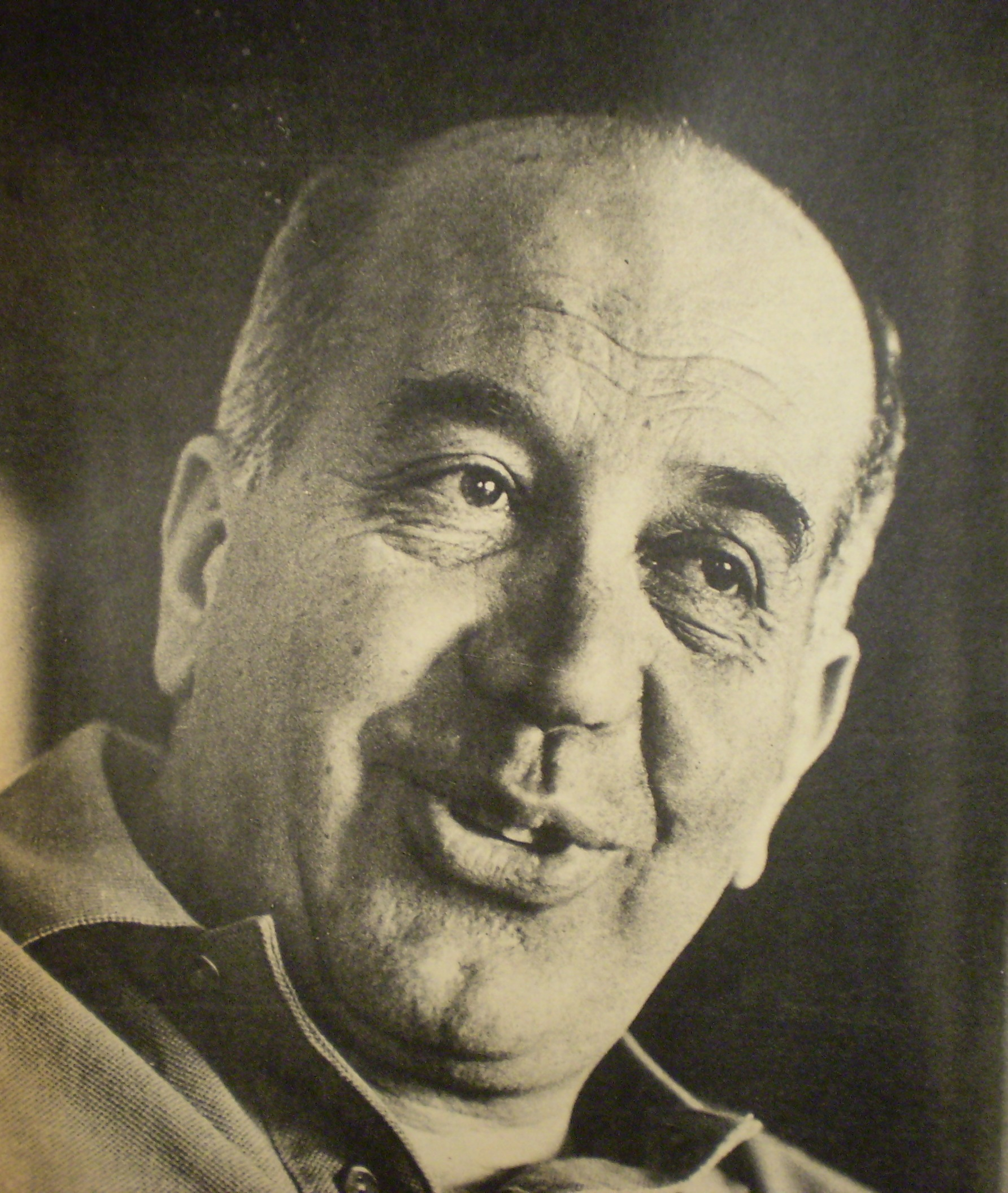
El neoperonista Felipe Sapag, fundador del Movimiento Popular Neuquino, fue el único gobernador que venció al peronismo en 1973.

En Neuquén ganó en primera vuelta Felipe Sapag, con Antonio Del Val como vicegobernador. Sapag era un peronista histórico que participó en el proceso de provincialización del Neuquén durante el gobierno de Perón y que luego del golpe de 1955 había organizado el partido provincial Movimiento Popular Neuquino (MPN), uno de los partidos neoperonistas con los que el peronismo ganó las elecciones provinciales de 1962, que fueron finalmente anuladas. En las elecciones de 1963 y en contra de las indicaciones de Perón que impulsó el voto en blanco, Sapag volvió a presentarse, resultando elegido gobernador, cargo que volvería a asumir de facto en 1970, por nombramiento del dictador Juan Carlos Onganía. Estas dos últimas acciones alejaron el MPN del Movimiento Peronista, pero a su vez consolidaron la popularidad de Sapag y el MPN en la provincia, ganando todas las elecciones en adelante. Al debatirse la candidatura del Frejuli en Neuquén, tanto la rama sindical como Abal Medina propusieron realizar un acuerdo con Sapag y formar una lista conjunta, pero Perón se opuso. El triunfo del MPN en 1973 consolidó su separación definitiva del espacio frentista liderado por el peronismo. Su gobierno se destacó por la creación de las empresas estatales provinciales Corporación Minera del Neuquén (Cormine) y Corporación Forestal Neuquina (Corfone). En coincidencia con el aumento del precio del petróleo desde la Crisis del petróleo de 1973 y con una economía orientada a la producción de hidrocarburos y energía hidroeléctrica, Neuquén experimentaría un fuerte crecimiento económico (el PBG aumentaría del 0,7% del total del país en 1970 al 2,09% en 1985, pasando a ser la octava economía argentina sobre 24, cuando antes se encontraba debajo de las 15 primeras) y demográfico debido a una alta inmigración (la población neuquina creció un 47% en la década de 1970, mientras que el total del país creció un 17%).
En Río Negro ganó Mario Franco en primera vuelta, sin vicegobernador porque la constitución entonces vigente no contemplaba el cargo (será creado en la reforma constitucional de 1988). Líder indiscutido de la Resistencia peronista en la provincia, su nominación no tuvo oposición. Desarrolló un Plan de Salud considerado por el célebre médico René Favaloro como un ejemplo nacional, que fue boicoteado por los intereses relacionados con la medicina privada y acusado de "marxista", hasta que fue frenado debido a las amenazas de la Triple A. En 1973 sobrevivió a un atentado. Fue derrocado y detenido tres años por la dictadura instalada en 1976, en cuyo transcurso se planeó asesinarlo arrojándolo de un avión en los llamados vuelos de la muerte.
En Santa Cruz ganó en primera vuelta Jorge Cepernic, con el sindicalista petrolero Eulalio Encalada como vicegobernador. Cepernic era un histórico, fundador del peronismo en Santa Cruz y uno de los ideólogos de la provincialización de ese territorio, concretado en el segundo gobierno de Perón. Su gobierno se orientó a reducir los latifundios que caracterizaron la propiedad de la tierra en esa provincia, la promoción del procesamiento de lana en Santa Cruz para generar empleos de mayor valor agregado y la provisión de gas natural. Personalmente autorizó y apoyó la filmación de la película La Patagonia Rebelde, de Héctor Olivera y libro de Osvaldo Bayer -a quien el propio Cepernic aportó los datos iniciales que le permitieron realizar la investigación de la masacre-. La dictadura lo encarcelaría durante seis años por ese acto. Cepérnic fue removido de su cargo en 1974 mediante la intervención de la gobernación por la presidenta María Estela Martínez de Perón.

### Acontecimientos
La Unión Feminista Argentina (UFA), fue fundada por la cineasta Griselda Gambaro en 1970 durante la presidencia de Juan Carlos Onganía y el Movimiento de Liberación Femenina (MLF), liderado por María Elena Oddone trabajaron en colaboración cuando en 1974 durante la presidencia de Perón se decretó la regulación de la comercialización y la venta de anticonceptivos y la prohibición de todas las actividades que directa o indirectamente se orientaran al control de la natalidad (Decreto n. 659, de marzo de 1974, firmado por el ministro José López Rega). El argumento era que intereses no argentinos amenazaban la consolidación de la familia y la maternidad como función natural de las mujeres. En este período se crearían nuevas organizaciones feministas (Muchacha, Movimiento Feminista Popular -MOFEP-, Asociación para la Liberación de la Mujer Argentina -ALMA-, Agrupación de Mujeres Socialistas -AMS-). La mayoría de ellas conformarían en 1974 el Frente de Lucha de la Mujer (FLM), para actuar unitariamente durante el Año Internacional de la Mujer, que la ONU celebró en 1975. El movimiento feminista argentino en esos años centró sus reclamos en la descriminalización del aborto y la promoción de los métodos anticonceptivos.
El Frente de Liberación Homosexual (FLH) había surgido en 1971 durante la presidencia de Alejandro Agustín Lanusse, como una federación de organizaciones LGBT, entre ellas el Grupo Nuestro Mundo, fundada en 1967, durante la presidencia de Juan Carlos Onganía dos años antes de los Disturbios de Stonewall, cuando casi no existía ninguna organización LGBT en el mundo y no había ninguna en Íberoamérica. El FLH estaba liderado por Néstor Perlongher e incluía entre sus miembros a figuras como los escritores Manuel Puig y Blas Matamoro, y el ensayista Juan José Sebreli. Durante el gobierno de Cámpora el FLH lanzó la revista Somos, primera en su tipo en América Latina y participaba en las grandes manifestaciones populares juveniles de la época, acercándose a Montoneros. En el acto de asunción de Cámpora, el FLH integró la columna de la Tendencia con un cartel que citaba una frase de la Marcha Peronista: "para que reine en el pueblo el amor y la igualdad". Por esa razón los grupos de la derecha peronista, "acusaron" a la Tendencia, de ser "putos y faloperos (arg. para drogadicto)", hecho que a su vez ocasionó que los militantes de la Tendencia adoptaran una consigna homofóbica ("No somos putos, no somos faloperos, somos soldados de FAR y Montoneros"), que limitó la inserción del incipiente movimiento LGBT argentino, en el proceso de cambio que abrió la presidencia de Cámpora.

### Conflictos políticos y sociales

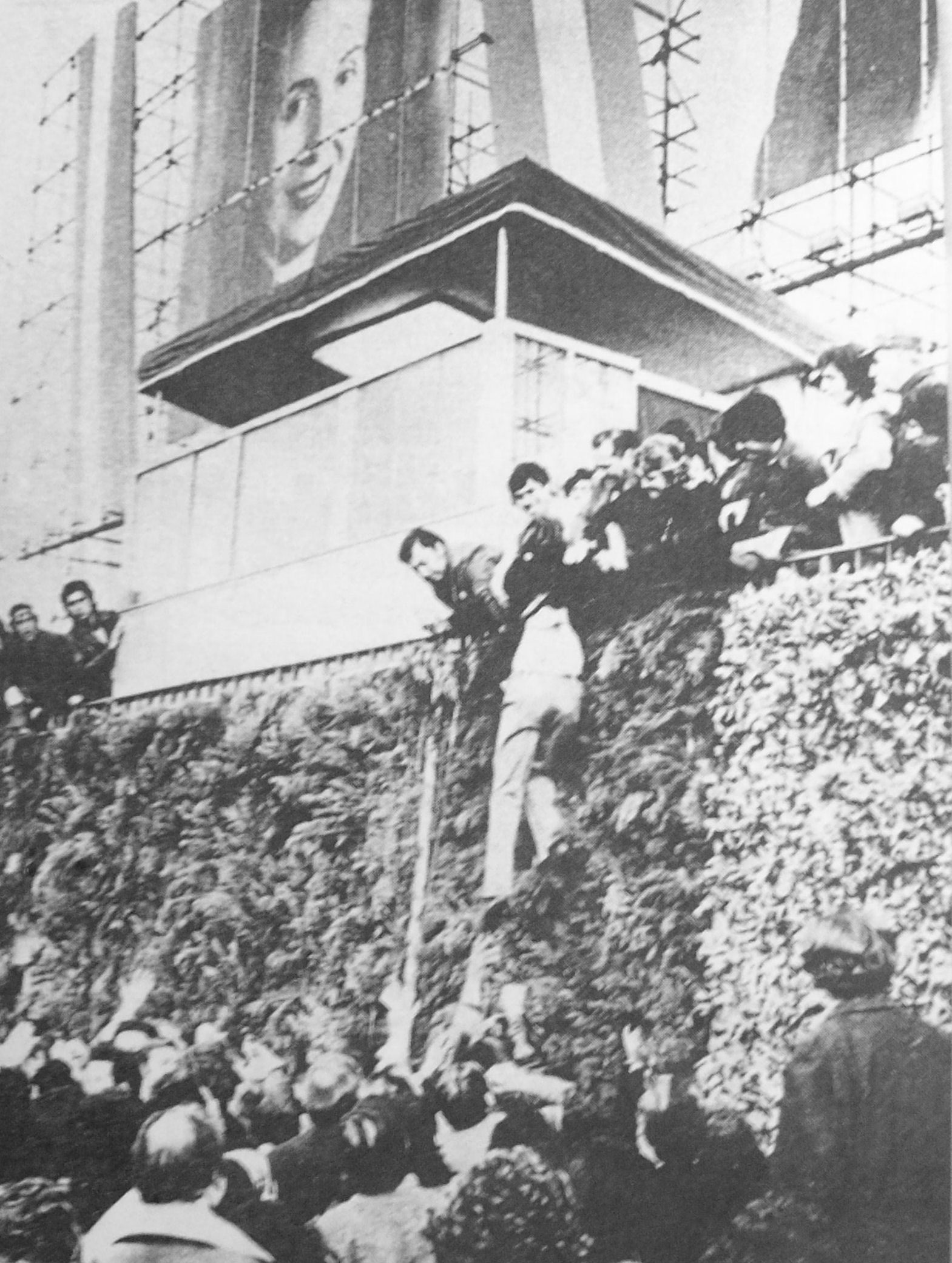
Masacre de Ezeiza del 20 de junio de 1973: en la foto Juan José Rincón, secretario de Prensa de la Juventud Peronista de la República Argentina (JPRA) de Avellaneda, sufriendo un intento de linchamiento desde el palco donde tendría que haber hablado Perón.

La vuelta del peronismo al poder luego de 18 años de proscripción y el objetivo de alcanzar la liberación nacional que se había propuesto el Frejuli, estuvieron cruzadas por reclamos y pujas sociales y políticas de carácter nacional e internacional. La Guerra Fría y la Doctrina de la Seguridad Nacional estadounidense estaban en pleno desarrollo y categorías como "marxismo", "subversión", "infiltración marxista" y la pertenencia a la izquierda política (referida en esos años con la expresión descalificadora de "zurdos" o "zurdaje"), desempeñaron un papel crucial en la delimitación de los bandos, y los enfrentamientos que se produjeron durante el tercer peronismo, y que continuarían durante la dictadura que lo derrocó y generalizó el terrorismo de Estado. Simultáneamente Chile, bajo el gobierno constitucional de Salvador Allende, estaba viviendo un momento de altísima confrontación en la que las fuerzas golpistas, apoyadas por empresas multinacionales y el gobierno de Estados Unidos, recurrían a un enfoque similar para organizar el golpe de Estado que finalmente concretarían en el mes de septiembre de 1973.
Una gran parte de la historiografía argentina e internacional recurre a la polaridad izquierda/derecha, tanto dentro como fuera del peronismo, para identificar a los bandos en pugna. Esta polaridad sin embargo, no daba cuenta acabada de las complejidades que tomaban los conflictos en los países periféricos. La confrontación capitalismo/comunismo que caracterizaba a la Guerra Fría, se superponía con reclamos e ideologías que cuestionaban las asimetrías entre los países centrales y los países periféricos, que daban cuenta los movimientos tercermundistas, como el nacionalismo económico-cultural que sostenía la idea de liberación nacional, la Teología de la liberación o la teoría de la dependencia, que no podían ser subsumidos en la oposición capitalismo/comunismo. Una organización como Montoneros, por ejemplo, considerada casi siempre como "de izquierda", era católica militante y nacionalista.
Se ha dicho que el hecho más conflictivo del período fue la decisión del gobierno de Cámpora de ingresar al Movimiento de Países No Alineados, ejecutada personalmente por Perón, como embajador extraordinario de la Argentina, junto al restablecimiento de las relaciones comerciales con los países del bloque comunista. Simultáneamente el Pacto Social fortaleció a los sindicatos, garantizó el papel planificador del Estado, amplió el espacio de las empresas estatales y privadas de propiedad nacional, a la vez que reducía la influencia de las empresas multinacionales. Uno de sus objetivos explícitos era el aumento del salario real en un 65% en un plazo de tres años. El plan fue apoyado por la CGT y el empresariado de capital argentino, pero fue severamente criticado por los voceros de las empresas multinacionales y las asociaciones empresarias del gran capital, como la Sociedad Rural Argentina y la Unión Industrial Argentina. La oposición de los sectores conservadores se focalizarían en lo que consideraban una tendencia a la "sovietización" del gobierno peronista, argumento que también utilizaría la dictadura militar instalada en 1976 para justificar el derrocamiento del gobierno constitucional, instalando el conflicto en la lógica binaria de la Guerra Fría.
También dentro de la Unión Cívica Radical había un avance de la juventud organizada durante la dictadura en Franja Morada y la Junta Coordinadora Nacional, contra la llamada "burocracia radical" encarnada en la dirigencia tradicional liderada por Balbín, la que a su vez cuestionaba a los sectores juveniles acusándolos de "marxistas". El año anterior el sector juvenil de izquierda había creado el Movimiento de Renovación y Cambio, obteniendo un 40% en las elecciones internas de la UCR y el derecho a estar representada en la conducción del partido, a través de Raúl Alfonsín. 
Todas las organizaciones guerrilleras que actuaban al momento de asumir el presidente Cámpora, decidieron continuar organizadas, pero mientras que las guerrillas peronistas habían decidido suspender la lucha armada y caminar hacia una fusión en nuevos términos con las Fuerzas Armadas, el ERP había anunciado el 13 de abril que no dejaría de combatir a los "enemigos del pueblo". Pese a esta última aclaración, durante el gobierno de Cámpora, el ERP no realizó ningún atentado ni operación militar.
El conflicto más grave sucedido durante el gobierno de Cámpora fue la Masacre de Ezeiza del 20 de junio de 1973. La misma se produjo en medio de una de las manifestaciones más masivas de la historia argentina, realizada para recibir al general Perón en su regreso definitivo a la Argentina. La organización y seguridad del acto habían quedado a cargo del Comando de Organización, con la colaboración de la Juventud Sindical Peronista, quienes colocaron hombres armados en el palco central y en un puesto de sanidad cercano. Cuando la numerosa columna de la Tendencia intentó instalarse frente al escenario, desde el palco comenzó un tiroteo contra la multitud con armas largas, con el fin de evitarlo. La televisión registró las imágenes de las personas que estaban en el palco con las armas largas en las manos, a la vez que se registraron torturas de militantes capturados en el puesto de sanidad. El saldo oficial fueron trece muertos y unos cien heridos, aunque las fuentes no oficiales sostienen que el número de víctimas fue mucho mayor. La Tendencia y en particular las organizaciones guerrilleras FAR y Montoneros, consideraron que la Masacre de Ezeiza fue una declaración de guerra de los sectores de extrema derecha. Horacio Verbitsky, quién perteneció a Montoneros, publicó una investigación clásica sobre aquel hecho, donde sostiene: 

La masacre de Ezeiza cierra un ciclo de la historia argentina y prefigura los años por venir... En torno de la masacre de Ezeiza y de sus consecuencias comenzó a manifestarse la alianza entre la derecha peronista y la derecha no peronista, que tan clara se hizo durante el gobierno militar 1976-1983.
Horacio Verbitsky, La Masacre de Ezeiza

### Renuncia
Cuando la dictadura militar estableció la restricción para presentarse como candidato presidencial a quienes no tuvieran su residencia en la Argentina después del 25 de agosto de 1972, con el fin de impedir que Perón lo hiciera, el propio Perón alertó sobre el peligro que significaba conformar un gobierno que dejara al margen a la persona más representativa del país:

Si en las próximas elecciones no se llama a elecciones generales, ofreciendo todas las garantías constitucionales, será difícil evitar la guerra civil... Yo les contesté (a los enviados de Lanusse) que no había trato y que sólo debían llamar a elecciones. Y si quiere Lanusse, que se presente nomás a las elecciones presidenciales, por mi yo tengo más posibilidades de salir primer ministro o rey de Inglaterra que Lanusse presidente de los argentinos. Yo seré presidente, no puedo negarme a pesar de mis 76 años.
Juan D. Perón

El alerta de Perón no fue atendido y la dictadura le prohibió presentar su candidatura, dando así origen a una situación política de alta inestabilidad, debido a que la institucionalidad no se correspondía con el poder real. La famosa consigna electoral del Frejuli "Cámpora al gobierno, Perón al poder", daba cuenta de esa irregularidad institucional. Desde su regreso a Buenos Aires el 20 de junio, era el presidente Cámpora quien se dirigía a la casa de Perón en la calle Gaspar Campos para consultarlo; Perón en cambio, nunca fue a la Casa Rosada. El 29 de junio el diario La Opinión de Jacobo Timermann publicó por primera vez el trascendido de que Cámpora y Solano Lima renunciarían. La decisión fue tomada en la reunión del gabinete de ministros realizada el 4 de julio, donde se aprobó también la propuesta de José López Rega, de evitar que el mando pasara al presidente provisional del Senado Alejandro Díaz Bialet, como correspondía por la ley de acefalía, enviándolo a una misión fuera del país, para que recayera en su yerno Raúl Lastiri, presidente de la Cámara de Diputados.
El 12 de julio el vicepresidente Solano Lima anunció públicamente que él y el presidente Cámpora firmarían sus renuncias al día siguiente y que habría nuevas elecciones:

El candidato natural del FREJULI era Perón, pero fue vetado, y ahora es la oportunidad para que presente su candidatura.
Vicente Solano Lima

Al día siguiente Cámpora y Solano Lima presentaron sus renuncias ante el Congreso Nacional reunido en Asamblea Legislativa (ambas cámaras juntas), que aprobó las mismas y le tomó el juramento constitucional como presidente de la Nación a Raúl Lastiri.

## Interinato de Lastiri

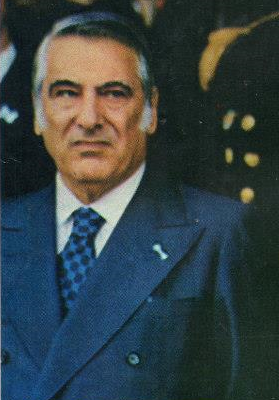
Raúl Lastiri, yerno de José López Rega y miembro de la logia Propaganda Due, asumió como presidente ante la renuncia de Héctor José Cámpora y Solano Lima.

Raúl Lastiri fue interinamente presidente de la Nación durante 91 días, desde el 13 de julio hasta el 12 de octubre, cuando asumió la presidencia el general Perón. Lastiri tenía escasos antecedentes dentro del peronismo. Debido a que estaba casado con la hija de López Rega, pertenecía desde hacía años al entorno más íntimo de Perón e Isabel Perón, y sobre todo estaba bajo las órdenes de López Rega, quien se había consolidado como hombre fuerte del gabinete, desde su cargo de ministro de Bienestar Social. Al igual que su suegro, Lastiri pertenecía y tenía su base de poder en la logia anticomunista Propaganda Due dirigida desde Italia por Licio Gelli.

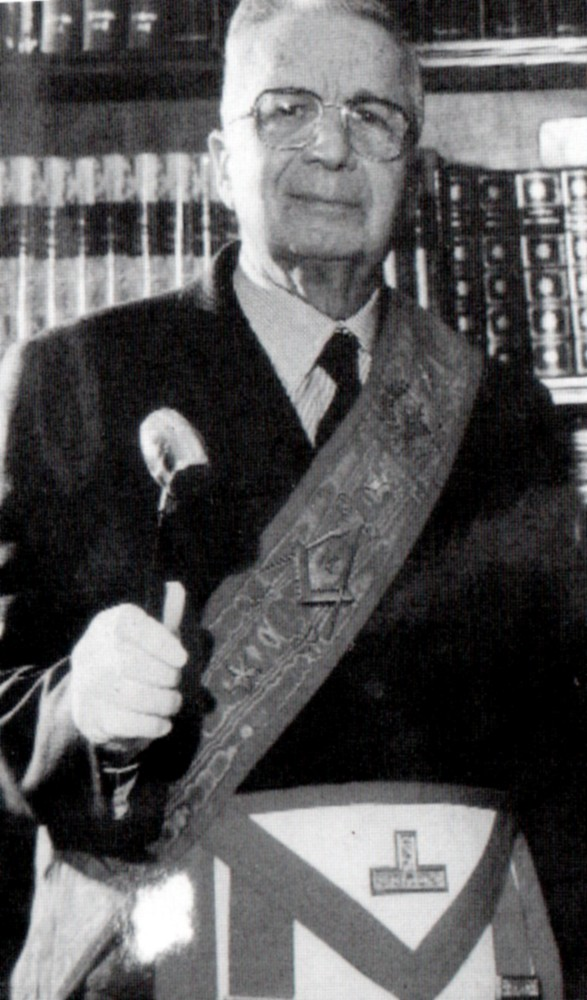
Licio Gelli, gran maestro de la logia masónica anticomunista Propaganda Due, influyó para que dos miembros de la logia, el propio presidente Lastiri y el canciller Vignes, asumieran cargos de relevancia en el gobierno argentino. Otro de sus miembros, José López Rega ya era ministro y se fortaleció con el cambio de gobierno. Gelli sería condecorado por la Argentina durante la tercera presidencia de Perón.

Lastiri mantuvo a seis de los ocho ministros nombrados por Cámpora y designó a dos: como ministro del Interior designó a Benito Llambí (en reemplazo de Esteban Righi) y como ministro de Relaciones Exterior designó a Alberto Vignes (en reemplazo de Juan Carlos Puig). Ambos ministros removidos eran apoyados por la Tendencia y los grupos progresistas. Llambí era un militar retirado y diplomático de carrera que había formado parte del grupo que seguía a Perón desde antes que se formara el peronismo. Tuvo a su cargo la organización de las elecciones presidenciales de septiembre. Vignes era un miembro de la logia Propaganda Due, al igual que López Rega y Lastiri, y fue recomendado a Perón por el propio Licio Gelli.
Pese al cambio de canciller y la postura del alineamiento anticomunista que impulsaba la logia Propaganda Due en la Guerra Fría, Lastiri mantuvo la orientación tercermundista de la política exterior y cerró un acuerdo con Cuba, gestionado por Gelbard, para venderle automóviles fabricados en Argentina. También fueron impulsadas por Gelbard dos leyes que establecieron reformas estructurales al modelo económico. El 1 de agosto el Congreso aprobó con el voto favorable del peronismo y el radicalismo, la Ley 20.520 conocida como Ley de Nacionalización de los Depósitos Bancarios, que en realidad preservó la propiedad privada de los depósitos en cabeza de cada ahorrista, pero dispuso que su administración fuera realizada por el Estado, a través del Banco Central, dándole al Estado el poder de orientar el ahorro social y el crédito. El 11 de septiembre el Congreso aprobó la Ley 20.538 estableciendo el Impuesto a la Renta Normal Potencial de la Tierra, castigando a aquellos propietarios que no realizaran tareas productivas en sus tierras o lo hicieran insuficientemente, algo que era una característica habitual del latifundio argentino. La ley fue severamente cuestionada por la Sociedad Rural Argentina -representante tradicional de los grandes estancieros-, considerándola un ataque al derecho de propiedad, pero fue apoyada por la Federación Agraria Argentina -representante tradicional de los pequeños y medianos productores rurales-.
Durante su gobierno se produjo un serio conflicto diplomático con Paraguay, relacionado con el equilibrio de poder con Brasil en la Cuenca del Plata, por la construcción de las represas hidroeléctricas sobre el río Paraná. El conflicto se desencadenó con motivo de la ceremonia de reasunción del general Alfredo Stroessner, cuando el dictador paraguayo anunció que aprovecharía la ocasión para ratificar el tratado con Brasil para construir la represa de Itaipú, mientras había enfriado un acuerdo similar con Argentina para construir la represa de Yacyretá. Lastiri tomó entonces la decisión de desairar al Paraguay, enviando un solo representante de rango menor. Stroessner respondió a su vez cerrando las fronteras durante dos días.

Crisis del petróleo de 1973. La línea naranja muestra el nivel de precios constantes entre 1861 y 2007. Puede verse el gran pico del precio que se produjo de 1973, seguido de otro aún más grande en 1979.

Lastiri sancionó también el Decreto N° 1774/73 prohibiendo la importación de libros o películas que "cuya finalidad sea la difusión de ideologías, doctrinas o sistemas políticos, económicos o sociales tendientes a derogar la forma Republicana y Representativa de Gobierno, o contrarias a los principios y garantías consagrados por la Constitución Nacional". Unos 500 libros resultaron prohibidos por aplicación de este decreto, entre los que se encontraban las obras de Mao Tse Tung, Lenin, Trotski, Rosa Luxemburgo, León Tolstoi, Eduardo Galeano, Aníbal Ponce, Jorge Amado, Marcelo Pichon-Rivière, Enrique Medina y Manuel Puig, entre otros muchos. Poco después, ya durante la presidencia de Perón, la policía allanó las principales librerías para secuestrar los títulos prohibidos y procesar a quienes los vendían.
En agosto estalló la Crisis del petróleo. El hecho tuvo un enorme impacto mundial, no solo económico, sino político y social, ya que marcó el fin de una era conocida como la "época dorada del capitalismo", que incluyó también el abandono del modelo económico keynesianismo, centrado en el empleo, así como el fin del modelo fordista y del estado de bienestar. Simultáneamente la Crisis del petróleo marcó el nacimiento del modelo económico conocido como neoliberalismo, comenzando a predominar las ideas de la Escuela de Economía de la Universidad de Chicago, siguiendo el pensamiento de Milton Friedman, que pondría el acento en el sector financiero, la desregulación de los mercados y un nivel muy bajo de inflación, proponiendo un "Estado mínimo" que privatizara la mayor cantidad posible de sus empresas y áreas, abandonando la noción de justicia social. En América Latina el neoliberalismo se relacionaría también con un incremento exponencial del endeudamiento externo, público y privado.
El 6 de septiembre el ERP realizó su primera acción militar de importancia desde la asunción del gobierno constitucional, al asaltar el Comando de Sanidad del Ejército, ubicado en plena ciudad de Buenos Aires. La operación fracasó y mientras los guerrilleros se estaban rindiendo, murió de un disparo atribuido a un guerrillero nunca identificado, el teniente coronel Raúl Juan Duarte Ardoy. Los guerrilleros detenidos fueron enjuiciados y condenados a largas penas de prisión, acusados de homicidio calificado.
El 11 de septiembre otro hecho afectaría profundamente la región: en Chile, el general Pinochet derrocaba al gobierno constitucional de Salvador Allende, cerrando el cerco de dictaduras sobre Argentina. El terrorismo de Estado se consolidaba en la región, coordinado por el Plan Cóndor, bajo la éjida de los Estados Unidos. Chile, con el dictador Pinochet y sus "Chicago boys", también sería en 1975, el primer país del mundo en aplicar un plan económico siguiendo las teorías de Milton Friedman.
Octavio Getino fue destituido de su cargo en el Ente de Calificación Cinematográfica el 22 de noviembre de 1973 por el ministro de Educación Jorge Alberto Taiana.

## Las elecciones del 23 de septiembre de 1973

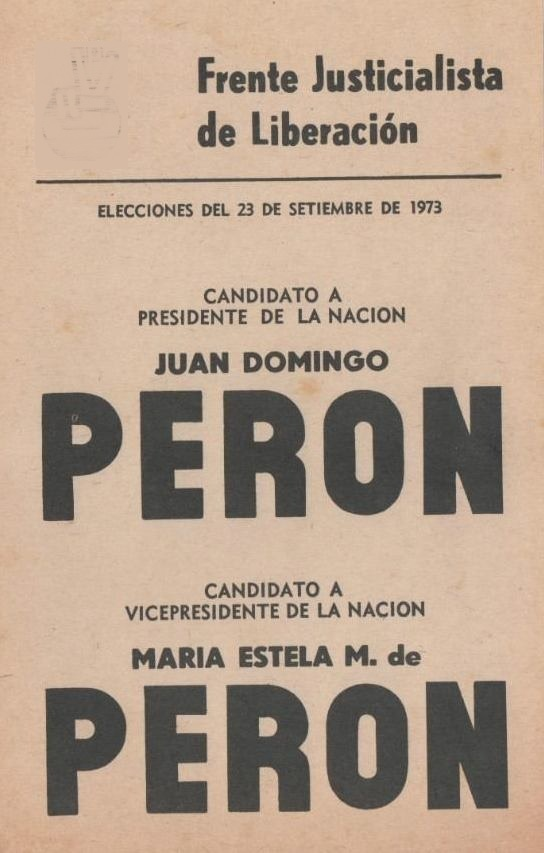
La boleta del Frejuli llevando la candidatura de Perón-Perón.

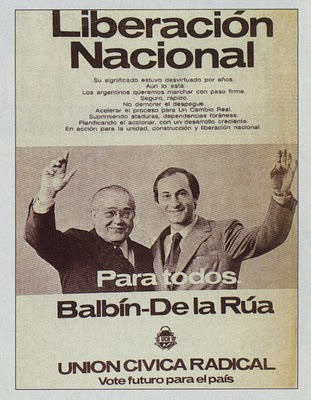
Afiche de campaña de la UCR llevando la candidatura de Balbín-De la Rúa.

Las nuevas elecciones presidenciales fueron convocadas para el 23 de septiembre. Nadie dudaba que Perón ganaría las elecciones holgadamente, pero su salud estaba tan deteriorada que era de conocimiento general en el ámbito político, que probablemente moriría durante su mandato. Por lo tanto la definición de la candidatura vicepresidencial era de máxima importancia. Finalmente la candidatura recaería en la esposa de Perón, María Estela Martínez de Perón, conocida cariñosamente como Isabel, quien se convertiría en la primera mujer argentina en ser vicepresidente y luego, al morir Perón, presidenta. 
Perón sin embargo, consciente de su estado de salud, no quería una fórmula peronista. Hasta último momento intentó concretar la fórmula Perón-Balbín, de unidad peronista-radical y de "reconciliación nacional", que pudiera aportar estabilidad política a un país que venía de dieciocho años de inestabilidad bajo el poder militar, hasta quedar en estado de insurrección masiva y fuertemente tensionado por serios conflictos cruzados, internos y externos. Pero las oposiciones internas en los respectivos partidos bloquearon la posibilidad. En el peronismo, la candidatura de Balbín era apoyada por la rama juvenil dominada por Montoneros, pero fue rechazada por la rama sindical. En el radicalismo Balbín era partidario de la fórmula conjunta, pero el alfonsinismo prefería "profundizar una tendencia opositora que consideran electoral y políticamente remunerativa".
Cuenta su ministro del Interior Benito Llambí, que cuando el Consejo Metropolitano del peronismo, consagró por su cuenta la fórmula Perón-Perón, el viejo líder expresó su desacuerdo de este modo:

¡No podemos cometer el mismo error que en 1951! Y además no tengo salud y es muy posible que no termine mi período presidencial. No quiero dejar a Isabel expuesta a semejante situación.
Juan Domingo Perón

Cuatro fuerzas presentaron fórmulas presidenciales: el Frejuli (Perón-Perón), la UCR (Balbín-De la Rúa), la Alianza Popular Federalista de derecha (Manrique-Martínez Raymonda) y el Partido Socialista de los Trabajadores trosquista (Coral-Páez). El Frente de Izquierda Popular (FIP) liderado por Jorge Abelardo Ramos, fue autorizado a proponer la candidatura de Perón-Perón con boleta propia. El radical intransigente Oscar Alende de la izquierdista Alianza Popular Revolucionaria, por su parte, no presentó su candidatura sosteniendo que no eran legítimas.
Perón ganaría las elecciones en primera vuelta con un 61,85% de los votos. Es el único argentino que fue elegido tres veces presidente y el porcentaje es el más alto que se haya obtenido en la historia de las elecciones presidenciales de Argentina. En este resultado se destacaron los votos a favor de Perón realizados con la boleta del FIP, que sumaron 900.000 votos (13% del total obtenido por la fórmula ganadora). Se ha discutido si la gran cantidad de votos que Perón obtuvo por medio de la boleta del FIP, fue fruto de la confusión o de la decisión de muchos ciudadanos de votarlo sin votar al PJ (el lema del FIP era "Votar por Perón desde la izquierda"). Figuras destacadas del peronismo, como Cristina Fernández de Kirchner, presidenta entre 2007 y 2015 que en ese momento militaba en la Tendencia, o el pensador e intelectual peronista de origen radical Arturo Jauretche, estuvieron entre quienes reconocieron posteriormente haber votado a la fórmula Perón-Perón a través de la boleta del FIP.
| Fórmula                                           | Partido                                                                   | Votos      | Porcentaje |
| ------------------------------------------------- | ------------------------------------------------------------------------- | ---------- | ---------- |
| Juan Domingo Perón María Estela Martínez de Perón | Frente Justicialista de Liberación PJ-PCP-MID Frente de Izquierda Popular | 7.359.252  | 61.85      |
| Ricardo Balbín Fernando de la Rúa                 | Unión Cívica Radical                                                      | 2.905.719  | 24.42      |
| Francisco Manrique Rafael Martínez Raymonda       | Alianza Popular Federalista Federal-PDP-Unión Popular                     | 1.450.998  | 12.19      |
| Juan Carlos Coral José Francisco Páez             | Partido Socialista de los Trabajadores                                    | 181.474    | 1.54       |
| Total                                             | Total                                                                     | 11.898.441 | 100        |

### Asesinato de Rucci y Orden Reservada del Consejo Superior Peronista
Dos días después de las elecciones, fue asesinado por un comando el secretario general de la CGT José Ignacio Rucci, en un hecho confuso, que ninguna organización se atribuyó, que no fue judicialmente investigado y que ha sido informalmente atribuido a las FAR y Montoneros, quienes advertían públicamente que «le pasaría lo mismo que a Vandor» y se atribuyeron el asesinato en 1975. Los análisis del crimen concuerdan en que se trató de un hecho histórico decisivo, que perjudicó tanto a Perón -que perdió a su hombre de confianza dentro de un movimiento sindical con el que no tenía una buena relación-, como a la Tendencia -enfrentándola con Perón y aislándola del resto del peronismo.
El 1 de octubre el Consejo Superior Peronista presidido por Perón, aprobó por unanimidad una Orden Reservada declarando la guerra contra el marxismo. Consideraba que el asesinato de Rucci era parte de una "guerra" desencadenada "por los grupos marxistas terroristas y subversivos" y sostenía que la guerra contra el marxismo no podía ser eludida, colocándola desde ese momento como la tarea central a la que debían abocarse todos los peronistas. Establecía "directivas" precisas para combatir la "infiltración" ideológica del marxismo en el peronismo, que abarcaba desde acciones de "reafirmación doctrinaria", hasta un sistema de "inteligencia" interno con el fin de detectar a los marxistas y expulsarlos. El Documento ordenaba impedir la propaganda de los grupos marxistas y aclaraba que esa actividad debía maximizarse cuando "se presenten como si fueran peronistas, para confundir". Los grupos marxistas debían ser excluidos de los actos y locales partidarios, "por todos los medios". El documento prohibía también los cánticos, publicaciones y manifestaciones críticas entre grupos peronistas, así como el cuestionamiento público a los funcionarios del peronismo. La Orden contiene una directiva final dedicada a los dirigentes que ocupaban funciones en los gobiernos "nacionales o provinciales o municipales", para "impulsar de inmediato" las medidas necesarias para el "desenvolvimiento de esta lucha".
Si bien el documento secreto mencionaba incidentalmente que estaba dirigido a combatir a los grupos "terroristas y subversivos" de ideología marxista -excluyendo implícitamente al terrorismo no marxista-, la generalidad con que se utiliza reiteradamente la expresión "marxismo", coincidía con el anticomunismo genérico y con sentido macartista, que se utilizaba durante la Guerra Fría para descalificar y combatir un amplio espectro de movimientos democráticos, progresistas, nacionalistas y antiimperialistas, como reveló el clásico libro AntiKomunismo en América Latina del expresidente guatemalteco Juan José Arévalo. Dos términos surgieron en ese momento para criminalizar y perseguir a esas corrientes, "zurdos(as)" y "zurdaje", que pasaron a definir en adelante al "enemigo" al que se debía "aniquilar", tanto dentro como fuera del peronismo. Treinta años después, en ocasión del triunfo electoral de Néstor Kirchner, la conductora televisiva conservadora Mirtha Legrand -quien luego se declaró arrepentida- hizo referencia a ese término al decirle al presidente electo que «algunos dicen que con usted se viene el zurdaje», respondiendo Kirchner que «esos dichos costaron treinta mil desaparecidos».

## La tercera presidencia de Perón

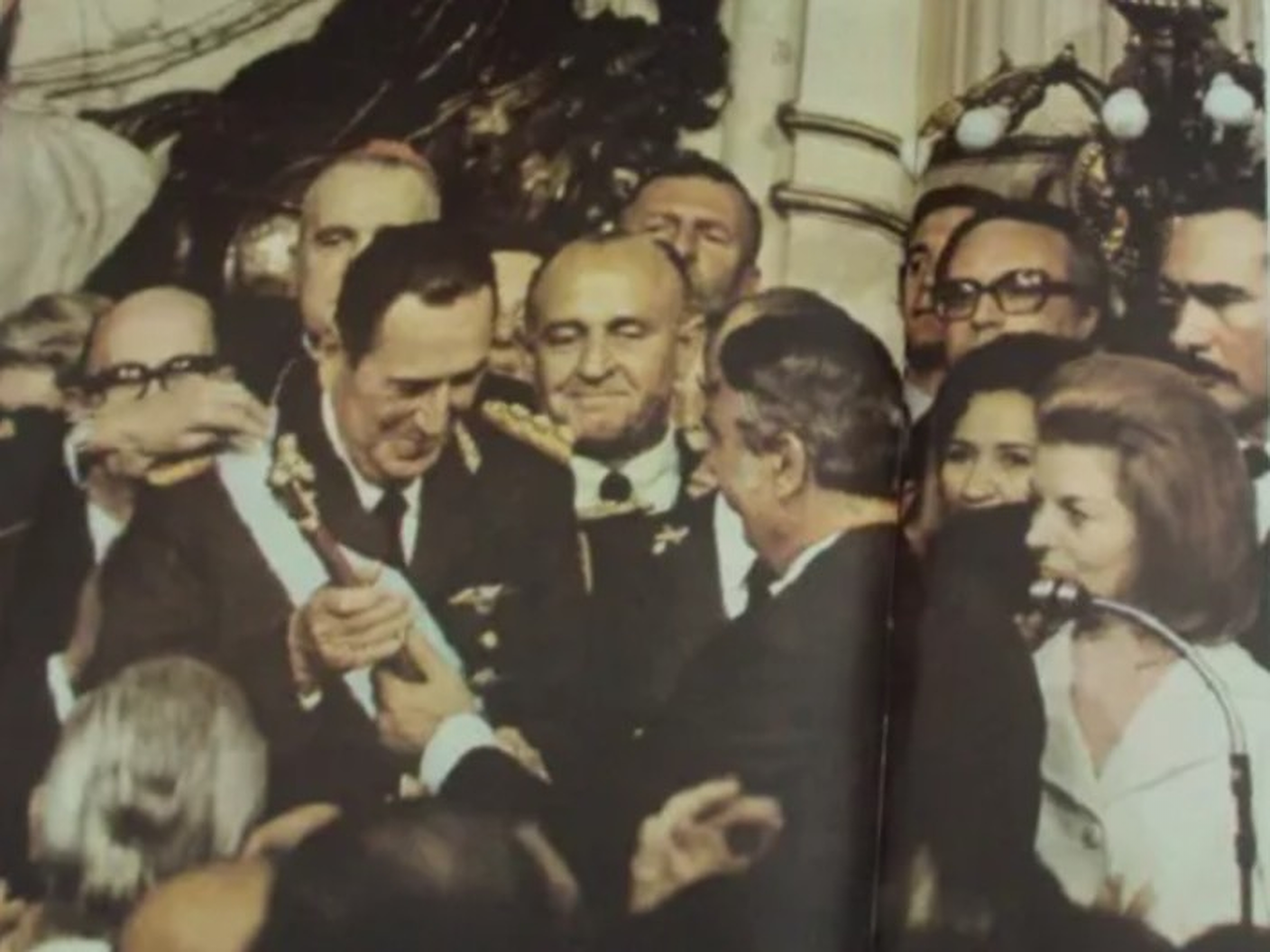
Raúl Lastiri le entrega el bastón de mando a Juan Domingo Perón al iniciar este último su tercer periodo presidencial. (12/10/1973)

Perón asumió su tercera presidencia el 12 de octubre de 1973. Fue presidente durante ocho meses, hasta su muerte el 1 de julio de 1974. Perón estaba muy enfermo. En agosto había tenido un serio paro cardíaco mientras era operado de pólipos. Por su estado de salud no realizó campaña electoral, que quedó íntegramente a cargo de Isabel y López Rega. 

### Contexto internacional
A pesar de haber transcurrido apenas cinco meses desde la asunción de Cámpora, el contexto internacional al momento de asumir Perón era completamente diferente. La Crisis del petróleo de agosto y los golpes de Estado en Uruguay (27 de junio de 1973) y en Chile (11 de septiembre de 1973), habían cambiado radicalmente las condiciones económicas globales y políticas en la región. Económicamente, la Crisis del petróleo limitaba las posibilidades de los modelos industrialistas y pleno empleo de base keynesiana-desarrollista, como el que el tercer peronismo había comenzado a implementar con el ministro Gelbard, brazo derecho de Perón en materia económica. En materia geopolítica, los golpes de Estado en Uruguay y Chile, dos países que hasta allí habían tenido sólidas instituciones republicanas, desequilibraron a la región en perjuicio de la democracia. El día que asumió Perón, Argentina estaba rodeada de dictaduras (Pinochet en Chile, Banzer en Bolivia, Stroessner en el Paraguay, Médici en Brasil y Bordaberry en Uruguay), que contaban con un fuerte apoyo de Occidente.

### Obra de gobierno
La tercera presidencia de Perón preservó en líneas generales la orientación que le había impreso Cámpora. Mantuvo el gabinete con los dos cambios que había realizado Lastiri (Llambí y Vignes) y designó al renunciante vicepresidente Vicente Solano Lima como secretario general de la Presidencia. La base de su gobierno estuvo orientada a sostener la política económica desarrollista, con participación central del Estado y apoyada en el diálogo social con los empresarios y los sindicatos. A ello se sumó la continuidad de la política internacional tercermundista y de la política universitaria pluralista y de puertas abiertas. Durante su gobierno comenzó a actuar la Alianza Anticomunista Argentina (Triple A) organizada desde el Ministerio de Bienestar Social a cargo de José López Rega y desde la Policía Federal, a cargo del comisario Alberto Villar.

#### Política económica
La política económica continuó a cargo del ministro Gelbard, uno de los puntales del proyecto de unidad nacional de Perón para el tercer peronismo. Durante su gobierno se anunció el Plan Trienal para la Reconstrucción y la Liberación Nacional (21 de diciembre de 1973), una nueva ley de inversiones extranjeras promoviendo la acumulación de capital nacional que se había reducido en las anteriores dos décadas en perjuicio del capital extranjero (n.º 20557 del 6 de diciembre de 1973), y se ampliaron las facultades de las juntas nacionales de granos y de carnes para mejorar la capacidad negociadora argentina en el comercio internacional, entre otras medidas. El peso argentino se revalorizó frente al dólar en un 25% (el precio del dólar bajó de $12,5 a $10). El PBI creció un 4,5% en 1973 y un 6,7% en 1974. El desempleo al finalizar 1974 cayó a un 2,5% (virtualmente pleno empleo), cuando al comenzar el gobierno de Cámpora era del 6,1%. Se diversificó el comercio internacional y se promovió el componente industrial en las exportaciones, abriendo nuevos mercados en Italia, el bloque socialista y los países árabes. El año 1973 cerró con el mayor superávit de comercio exterior de la historia, alcanzando 1.030 millones de dólares, cifra que duplicó el máximo hasta ese momento conseguido en 1946. Paralelamente a estos logros, la inflación internacional causada por el aumento del precio del petróleo y los insumos importados, comenzó a afectar seriamente el equilibrio entre precios, tarifas y salarios alcanzado entre el gobierno, los empresarios y los sindicatos con el Pacto Social. El gobierno decidió subsidiar los insumos importados y en marzo de 1974 se realizó una "gran paritaria nacional" que actualizó los valores de precios, salarios, tarifas y combustibles. Los empresarios comenzaron a acaparar mercaderías, causando desabastecimiento y creando un mercado negro. La situación económica se agravaría luego de la muerte de Perón (1 de julio de 1974) y la remoción de Gelbard (21 de octubre de 1974), y el año 1974 cerraría con un 40% de inflación anual.

#### Política internacional
La política internacional mantuvo la postura no alineada con ninguna de las dos superpotencias en la Guerra Fría definida al ingresar al Movimiento de Países No Alineados en septiembre de 1973, pese a la oposición de los miembros de Propaganda Due en el gabinete, el canciller Vignes y López Rega, que sostenían que Argentina debía alinearse con Estados Unidos. En el área del comercio internacional, dio prioridad al establecimiento de relaciones comerciales con países comunistas, árabes y asiáticos: al finalizar 1974 el comercio con el bloque comunista había aumentado casi un 300% en dos años, pasando del 3% del total al 11%.
En materia de relaciones con los países de la región, Perón continuó también la política camporista sobre integración regional, rechazando las iniciativas de integración subordinadas a Estados Unidos, como la Asociación Latinoamericana de Libre Comercio (Alalc) y valorizando positivamente las experiencias autónomas, como la del recién constituido Pacto Andino, al que Argentina manifestó su voluntad de adherir. Perón hizo gestiones para que la Organización de Estados Americanos (OEA) aprobara el reingreso de Cuba y apoyó a Panamá en su reclamo de soberanía sobre canal interoceánico ocupado en aquel entonces por Estados Unidos, mediante una declaración conjunta con el presidente Omar Torrijos el 18 de enero de 1974.
Con los países limítrofes, Perón dio máxima importancia a la firma de acuerdos que permitieran construir represas hidroeléctricas en los ríos internacionales. En esa dirección logró firmar con Paraguay el tratado para construir la represa de Yaciretá (comenzaría a producir energía en 1998). Con Uruguay, Perón firmó el Tratado del Río de la Plata el 19 de noviembre de 1973, poniendo fin a una disputa limítrofe que venía desde comienzos del siglo XIX, en la que Argentina había llegado a sostener que todo el Río de la Plata le pertenecía. El tratado de límites abrió también la posibilidad firmar en diciembre de 1973, el proyecto definitivo de la represa de Salto Grande, cuya concreción venía demorándose desde 1946, iniciándose las obras el 1 de abril de 1974 (la represa comenzaría a producir energía en 1979). El peronismo defendió también en esos años el principio de "consulta previa", cuando se realizaran obras que pudieran afectar los ríos internacionales.

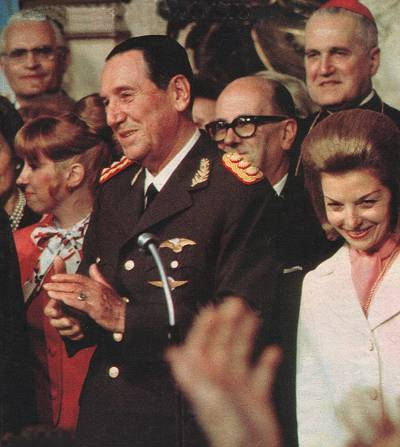
Juan Domingo Perón con su esposa, y vicepresidente, Isabel, durante su tercer mandato presidencial.

#### Política educativa
La política educativa de Perón fue llevada adelante por el ministro Jorge Taiana, designado por Cámpora. Taiana había lanzado el mes anterior a la asunción de Perón la Campaña de Reactivación Educativa de Adultos para la Reconstrucción (Crear), un programa de alfabetización para personas adultas realizado en los lugares de trabajo y vida cotidiana (parroquias, municipalidades, sindicatos, comisiones vecinales o barriales, etc.), con participación activa de todas los sectores involucrados, que ha sido considerada como "una revolución metodológica, ideológica, de respeto por la persona". Su lema fue "El pueblo educa al pueblo". "Fue la primera (campaña educativa) en plantear que debe educarse en el contexto donde se vive y en su totalidad". La Crear duró catorce meses, hasta la remoción de Taiana, ya durante el gobierno de Isabel Perón, y ha permanecido como modelo en su tipo. Muchas de las personas que llevaron adelante la Crear fueron luego perseguidas e incluso desaparecidas.
El 14 de marzo de 1974 el Congreso de la Nación aprobó la Ley de Universidades Nacionales N° 20.645, conocida como Ley Taiana. La ley establecía la gratuidad de la enseñanza universitaria, un sistema de becas para promover el acceso a la universidad de los sectores populares y contemplaba mecanismos para que pudieran realizar estudios universitarios personas que no habían finalizado las etapas formales del ciclo secundario. Estableció la autonomía financiera de las universidades y dispuso que las autoridades de cada una serían elegidas por el voto de los claustros docente (60%), estudiantil (30%) y no docente (10%). El Senado aprobó el proyecto con el voto favorable de peronistas y radicales, introduciendo un controvertido artículo quinto prohibiendo "en el ámbito de la Universidad el proselitismo político partidario o de ideas contrarias al sistema democrático que es propio de nuestra organización nacional". Este artículo llevó a que los diputados del Movimiento de Renovación y Cambio (ala izquierdista del radicalismo conducida por Raúl Alfonsín) se retiraran de la sesiones y que la bancada de la Alianza Popular Revolucionaria votara en contra.
Durante el tercer gobierno de Perón se crearon tres universidades nacionales públicas (Jujuy, Santiago del Estero y Patagonia) y se realizó la aprobación definitiva de la Universidad de Entre Ríos, creada en mayo de 1973.

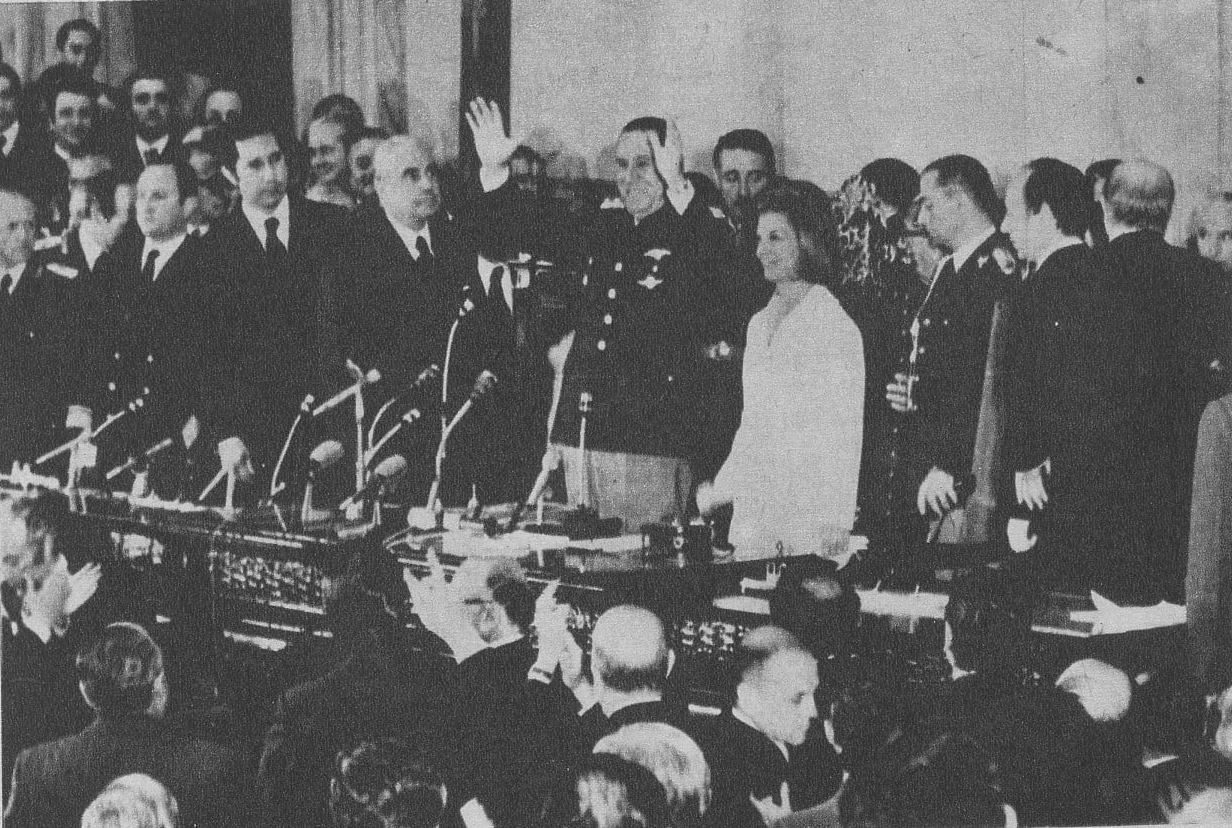
Perón al asumir la tercera presidencia, luego de haber jurado ante la asamblea legislativa. 12 de octubre de 1973.

#### Política social
El 28 de marzo de 1974 Perón y López Rega firman el Decreto N.º 659/1974, prohibiendo la venta libre de pastillas anticonceptivas y exigiendo para quien deseara comprarlas, la presentación de una receta médica por triplicado, debiendo una de las copias ser enviada al Ministerio de Bienestar Social. El decreto prohibía también las actividades que tuvieran como objetivo controlar la natalidad. La norma denunciaba a los "intereses no argentinos" que pretendían evitar que aumentara la población del país y buscaban debilitar a la familia, "promoviendo el control de la natalidad, desnaturalizando la fundamental función maternal de la mujer y distrayendo en fin a nuestros jóvenes de su natural deber como protagonistas del futuro de la patria”.
La Unión Feminista Argentina (UFA) y el Movimiento de Liberación Femenina (MLA) decidieron movilizarse conjuntamente para enfrentar la medida y concientizar a las mujeres y la población en general sobre la violación de los derechos de la mujer que significaba. Las militantes feministas repartieron folletos que decían "No al embarazo no deseado", "No a la esterilización forzosa" y "Por una maternidad consciente". Los reclamos feministas a favor del derecho de cada mujer a controlar su propia capacidad de reproducción, recibieron críticas tanto de los sectores de izquierda, que consideraban que el control de natalidad era una política de dominación imperialista impulsada por el Banco Mundial, como de los sectores de derecha, poniendo a las organizaciones feministas entre los blancos de la Triple A. Poco después, varias feministas fueron amenazadas de muerte y una de las sedes de la UFA fue allanada por la policía.

#### Fuerzas Armadas
El 4 de octubre, ocho días antes de que Perón asumiera la Presidencia, el gobierno nacional inició el Operativo Dorrego, en el que guerrilleros Montoneros y militares al mando del general Albano Harguindeguy, junto a militantes de la Juventud Peronista, actuaron mancomunadamente para reconstruir la localidad bonaerense de Coronel Dorrego, afectada por las inundaciones y asistir solidariamente a su población. Militares, guerrilleros y jóvenes compartieron los fogones nocturnos y marcharon juntos por la ciudad, al concluir el operativo el 23 de octubre.
Hasta diciembre de 1973 Montoneros y las Fuerzas Armadas mantendrían un diálogo fluido a través de los coroneles Jaime Cesio y Carlos Dalla Tea, que se vería interrumpido cuando Perón, ya presidente, removió a Carcagno.

### Situación en las provincias
Durante la tercera presidencia de Perón se produjeron cambios de gobierno en varias provincias argentinas, entre ellas dos de las tres principales: Buenos Aires y Córdoba. Los cambios de gobierno en las provincias, se encuadran en el panorama más general de la "guerra contra el marxismo", que había declarado la Orden Reservada del 1 de octubre de 1973.

#### La intervención de Formosa
El 17 de noviembre de 1973 el Congreso Nacional aprobó la intervención de los tres poderes de la provincia de Formosa, solicitada por Perón. El gobierno peronista de Formosa, liderado por el gobernador y sindicalista Antenor Gauna y apoyado por la Unión de Ligas Campesinas de Formosa (ULICAF), la Iglesia católica local, el Frente de Coordinador de Acción Gremial Estatal y el Sindicato del Personal Público de Formosa (SEPPFOR), había iniciado una política de limitación del latifundio e inclusión social, que afectaba considerablemente los privilegios de base étnica de las élites tradicionales formoseñas.
En noviembre de 1973, un sector de la legislatura, con el apoyo del vicegobernador Ortiz, destituyó al gobernador Gauna y nombró a Ortiz como sucesor, atribuyéndose ambos la titularidad del gobierno. La situación desencadenaría la intervención federal.

#### Posible asesinato del gobernador en Misiones
El 30 de noviembre de 1973 murieron en un accidente de avión el gobernador de Misiones Juan Manuel Irrazábal y su vicegobernador César Ayrault. Pocos días antes había sucedido un hecho similar en Catamarca, en el que murieron el vicegobernador y la plana mayor de la legislatura provincial. Asimismo, durante la campaña electoral fue asesinado el candidato inicial a gobernador del Frejuli Francisco V. Ripoll. Las irregularidades en la investigación del accidente fueron muy groseras y existen serias sospechas entre los observadores y los protagonistas, de que pudo tratarse de un atentado cometido por la Triple A.
Irrazabal venía llevando adelante una política agraria tendiente a reducir el poder de los grupos concentrados, apoyado por el Movimiento Agrario Misionero (MAM) -asociación de pequeños propietarios agrícolas- y la Federación Argentina de Trabajadores Rurales y Estibadores (FATRE).

#### La renuncia de Bidegain en Buenos Aires
En Buenos Aires se produjo a la medianoche del 19 de enero de 1974 un audaz intento del Ejército Revolucionario del Pueblo (ERP), de copamiento del principal regimiento de tanques del Ejército argentino ubicado en la ciudad de Azul. El hecho causó las muertes del coronel Camilo Gay, su esposa Hilda Casaux de Gay, el conscripto Daniel González, el guerrillero Guillermo Altera, así como el secuestro y posterior muerte del coronel Jorge Roberto Ibarzábal. El comando del ERP estaba dirigido por Mario Roberto Santucho, Enrique Gorriarán Merlo y Hugo Irurzun. El hecho tuvo un enorme impacto político en la historia argentina: "Nada sería igual después del asalto comando a la unidad militar".
Pocas horas después Perón habló por televisión culpando del hecho al gobierno de la provincia, encabezado por Oscar Bidegain, atribuyéndole una "tolerancia culposa" ante el accionar de la guerrilla:

No es por casualidad que estas acciones se produzcan en determinadas jurisdicciones. Es indudable que ellas obedecen a una impunidad en la que la desaprensión e incapacidad lo hacen posible, o lo que sería aún peor, si mediara, como se sospecha, una tolerancia culposa.
Juan D. Perón

Cuatro días después, la presión política sobre Bidegain lo obligaría a renunciar a la gobernación, asumiendo en su reemplazo el vicegobernador Victorio Calabró, sindicalista ortodoxo y enemigo declarado de Bidegain y de la Tendencia Revolucionaria del peronismo. Al año siguiente y luego de la muerte de Perón, Bidegain pasó a la oposición del gobierno de Isabel Perón y López Rega, siendo elegido presidente del recién formado Partido Peronista Auténtico, ilegalizado poco después. Calabró por su parte, se acercó a la cabeza del grupo golpista encabezado por los generales (destituidos) Jorge Rafael Videla y Roberto Eduardo Viola y formó un bloque "antiverticalista" que promovió la renuncia de María Estela Martínez de Perón a la presidencia.

#### El golpe contra Obregón Cano en Córdoba
En Córdoba, el 27 de febrero de 1974 se produjo un golpe de Estado conocido como el Navarrazo, que derrocó al gobernador Ricardo Obregón Cano y al vicegobernador Atilio López. El golpe fue realizado por la policía provincial, con el apoyo activo de la Juventud Sindical Peronista y la participación del empresariado y los sectores conservadores locales. Los golpistas asaltaron la sede gubernamental, deteniendo al gobernador y al vicegobernador, y a más de setenta funcionarios. Tres días después Perón envió al Congreso el proyecto para intervenir la provincia, que fue aprobado ese mismo día, y designó a un interventor con la instrucción de no reponer en sus cargos a las autoridades constitucionales, convalidando de ese modo el golpe de Estado.

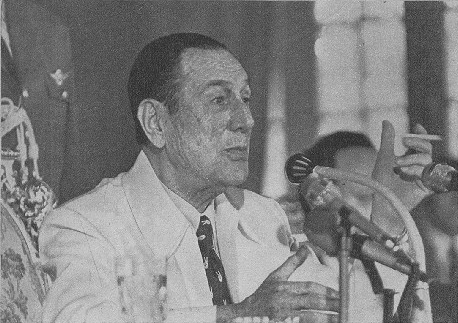
Perón dando una conferencia. (07/03/1974)

#### Juicio político contra Martínez Baca e intervención en Mendoza
En la provincia de Mendoza, el 6 de junio de 1974 fue removido el gobernador Alberto Martínez Baca, mediante juicio político por la legislatura local. Las maniobras para remover al gobernador mendocino habían comenzado el año anterior, con el argumento de que Martínez Baca era "zurdo". En septiembre de 1973 la Iglesia católica organizó una Marcha de Silencio contra la política educativa del gobierno provincial, calificándola de estar afectada por "la infiltración marxista". En octubre un autodenominado Comando de Fuerzas Anticomunistas José Rucci, dinamitó el domicilio del profesor Enrique Dussel, filósofo y teólogo de la liberación, y el despacho del gobernador Martínez Baca. A fines de octubre de 1973, el bloque peronista se divide y el sector mayoritario exige la renuncia del gobernador. En diciembre de 1973 el sindicalista Eleuterio Cardozo fue nombrado interventor del distrito mendocino del Partido Justicialista. A principios de febrero de 1974 Cardozo convocó una asamblea del partido, bajo el lema "¡Perón, Mazorca, los zurdos a la horca!", en la que se exigió la separación de todos los funcionarios cuestionados o señalados como infiltrados marxistas.
Al mes siguiente, una comisión de la Cámara de Senadores finalizó una investigación sobre la situación de la bodega estatal Giol, elaborándose varios dictámenes recomendando iniciar el juicio político a Martínez Baca. Debido a que el bloque peronista ortodoxo no reunía por sí solo la mayoría de dos tercios necesaria para iniciar el juicio político, se sucedieron tres meses de negociaciones políticas con los bloques demócrata (conservador) (11 diputados) y radical (9 diputados). Finalmente la totalidad del bloque demócrata y un tercio del bloque radical, se sumaron al bloque peronista ortodoxo para votar el 5 de junio de 1974, el inicio del juicio político al gobernador y su suspensión a partir del día siguiente. La Cámara de Senadores nunca iniciaría el juicio político y finalmente los tres poderes de la provincia serían intervenidos por el gobierno nacional el 3 de agosto de 1974 -luego de la muerte de Perón-, siendo designado interventor Antonio Cafiero.

### Acontecimientos
A fines de 1973 se realizaron las primeras elecciones de centros de estudiantes universitarios luego de recuperada la democracia. En las mismas se produjo un amplio triunfo de la Juventud Universitaria Peronista (JUP), marcando un cambio histórico en las preferencias estudiantiles, que tradicionalmente habían apoyado corrientes de izquierda no peronistas. El proceso es conocido como la "peronización de la universidad" y está relacionada con el apoyo de los sectores juveniles y las clases medias al peronismo. En la mayor universidad del país, la Universidad de Buenos Aires, la JUP ganó nueve de los trece centros obteniendo un 44% de los votos, quedando en segundo lugar Franja Morada (UCR) con un 21% y en tercer lugar el Movimiento de Orientación Reformista (MOR) del Partido Comunista, con un 18%. En la Universidad de La Plata ganó Franja Morada, mientras que en las universidades de Córdoba y Rosario, ganó el Movimiento Nacional Reformista (MNR) del Partido Socialista Popular. En total, en todo el país, la JUP obtuvo 24000 votos, Franja Morada 23000 votos, el MOR 22200 votos, la alianza FAUDI-TUPAC (maoístas y guevaristas) 16500 votos y el MNR 13000 votos
En marzo de 1974 se realizó el congreso de unidad de la Federación Universitaria Argentina (que había estado dividida desde 1968 en FUA-La Plata y FUA-Córdoba), siendo elegido el radical Federico Storani como presidente y el socialista Miguel Godoy como secretario general, aunque en esta ocasión no participó la Federación Universitaria de Buenos Aires, en poder de la JUP.

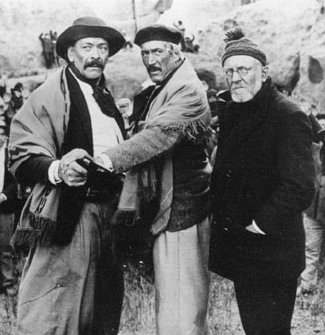
Jorge Villalba, Federico Luppi y Pepe Soriano en una escena de La Patagonia rebelde.

El 13 de junio de 1974 se estrenó la película La Patagonia rebelde, sobre la mayor masacre obrera de la historia argentina, cometida por el Ejército argentino en 1922, durante el gobierno radical del Hipólito Yrigoyen, mantenida casi oculta por la historiografía nacional. La película, realizada en base al libro del investigador anarquista Osvaldo Bayer y dirigida por Héctor Olivera, fue producida por Aries Cinematográfica Argentina, con un crédito del Estado otorgado durante la presidencia de Cámpora y el apoyo del gobernador de Santa Cruz Jorge Cepernic. Luego de la renuncia de Cámpora se iniciaron todo tipo de presiones y amenazas para evitar que la película se realizara. El Ejército llegó a ordenarle a Cepernic que prohibiera la filmación de la misma, orden que fue desconocida por el gobernador. Moviéndose contra reloj y cambiándole incluso el final para reducir las posibilidades de censura, la película fue finalmente autorizada a ser exhibida por el presidente Perón, pocos días antes de morir. El film tuvo un gran éxito entre el público y ganó el Oso de Plata en el Festival de Berlín. Junto con La tregua de Sergio Renán -ganadora del primer Óscar para el cine argentino-, Juan Moreira de Leonardo Favio, Quebracho de Ricardo Wullicher y La Raulito de Lautaro Murúa con el papel protagónico de Marilina Ross, representaron un momento de auge del cine argentino, así como el momento histórico que constituyó el tercer peronismo. Luego de la muerte de Perón, La Patagonia rebelde fue prohibida y no pudo volver a verse hasta 1984. Su director y el autor del libro, el productor Héctor Ayala, así como sus actores (Héctor Alterio, Luis Brandoni, Pepe Soriano, Federico Luppi y Osvaldo Terranova) fueron amenazados de muerte por la Triple A y obligados a exilarse.

### Incremento de la violencia política

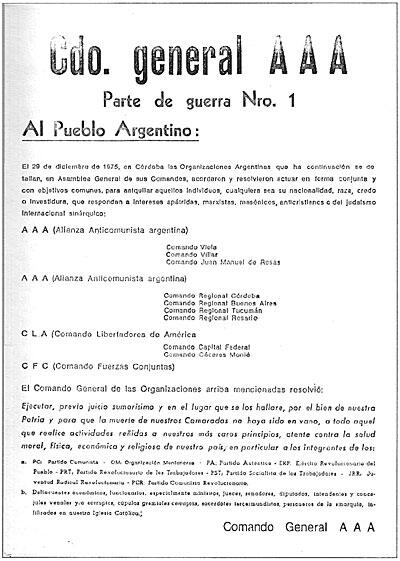
Parte de guerra n.º 1 de la Triple A, aparecido el 29 de diciembre de 1975. La Triple A fue organizada por el comisario Villar desde 1973, dirigida por el ministro de Bienestar Social José López Rega y financiada por fondos estadounidenses destinados a la lucha contra el narcotráfico.

Durante el gobierno de Perón comenzó a actuar con apoyo varias reparticiones estatales, los Estados Unidos y la logia fascista Propaganda Due vinculada al Vaticano y a la CIA, una red represiva anticomunista en la que se destacaría la Alianza Anticomunista Argentina (Triple A), que llegó a ser coordinada internacionalmente a través del Plan Cóndor y se vinculó a los sectores militares que se preparaban para realizar un golpe de Estado, en caso de morir Perón. En este período asumió en el Departamento de Estado de los Estados Unidos Henry Kissinger (23 de septiembre de 1973), quien habrá de jugar un papel central en la utilización sistemática del terrorismo de Estado. El 19 de diciembre de 1973 el presidente estadounidense Richard Nixon nombró a Robert C. Hill como embajador en Argentina; Hill, que había desempeñado un papel estratégico en el golpe de Estado de 1954 contra Jacobo Arbenz en Guatemala, había establecido estrechas relaciones con José López Rega en España, donde fue embajador hasta su traslado a Buenos Aires; una de las primeras gestiones de Hill fue obtener un crédito de Estados Unidos para el Ministerio de Bienestar Social para combatir el narcotráfico, que fue utilizado para financiar la Triple A. El 13 de mayo de 1974 Perón designó al comisario Alberto Villar como jefe de la Policía Federal. Villar, que había recibido adiestramiento para guerra contrarrevolucionaria en Francia y fue luego el primer policía latinoamericano en recibir entrenamiento en técnicas de interrogación en la Escuela de las Américas, se convertiría en esos meses en una de las cabezas de la Triple A.
Parte de la prensa y de los sectores empresariales conservadores antiperonistas, también promovían explícitamente el terrorismo de Estado. El 17 de marzo de 1974, el economista y empresario Juan Alemann -que sería alto funcionario de la dictadura instalada en 1976-, recomendaba en una nota editorial del Argentinisches Tageblatt, aplicar en Argentina los Directivas de Noche y Niebla que Hitler había impartido para hacer desaparecer a los opositores al nazismo:

Si uno ve esta guerra sucia desde un punto de vista meramente militar, llega a la conclusión de que el gobierno puede acelerar y facilitar considerablemente su victoria, actuando contra las cúpulas manifiestas -de ser posible en "noche y niebla"- y sin que esto trascienda demasiado. Si Firmenich, Quieto, Ortega Peña, etc., desaparecieran de escena, esto implicaría un golpe extremadamente duro para el terrorismo.
Juan Alemann

La Triple A tenía ocho "grupos ejecutivos", encargados de cometer materialmente los crímenes, un área de acción psicológica conducida por el periodista Carlos Villone, encargado de actuar sobre los medios de comunicación y en especial Canal 11, y un área encargada de organizar los grupos de choque de apoyo, a cargo de Julio Yessi, secretario general de la Juventud Peronista de la República Argentina (JPRA).
El 23 de noviembre de 1973 la Triple A realizó el primer atentado que se autoatribuyó, haciendo estallar una bomba en el automóvil del senador Hipólito Solari Yrigoyen, perteneciente a la izquierda de la Unión Cívica Radical, quien resultó gravemente herido en el mismo. Sería el primero de cientos de actos de terrorismo de Estado, hasta que la dictadura establecida el 24 de marzo de 1976 dispusiera su desarticulación.

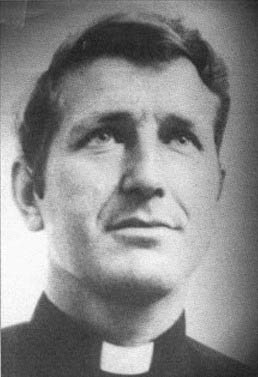
El 11 de mayo de 1974 fue asesinado el sacerdote Carlos Mugica, fundador del Movimiento de Sacerdotes para el Tercer Mundo y de la corriente de curas villeros y expresión de la Teología del pueblo.

El 29 de enero de 1974 la Triple A dio a conocer una "lista negra" de personalidades que «serán inmediatamente ejecutadas donde se las encuentre». En la lista se encontraban: militantes trosquistas como J. Posadas y Nahuel Moreno; los abogados Silvio Frondizi (hermano del expresidente Arturo), Mario Hernández y Gustavo Roca; los guerrilleros Mario Roberto Santucho del ERP y Roberto Quieto de las FAR; los sindicalistas Armando Jaime, Raimundo Ongaro, René Salamanca y Agustín Tosco; el profesor Rodolfo Puiggrós (exrector interventor de la Universidad de Buenos Aires), el periodista Manuel Gaggero (director interino del diario El Mundo); Ernesto Giudice, del Partido Comunista; Julio Troxler, ex-subjefe de Policía de la Provincia de Buenos Aires, cercano al Peronismo de Base; los coroneles Luis César Perlinger y Juan Jaime Cesio; el obispo de La Rioja, monseñor Enrique Angelelli y el senador nacional Luis Carnevale.
Decenas de asesinatos, secuestros, torturas, violaciones, amenazas de muerte y atentados, fueron cometidos en esos meses por la Triple A y sus grupos de apoyo. El investigador Sergio Bufano contó 22 asesinatos cometidos por razones políticas, contra militantes de izquierda peronistas y no peronistas, entre el 22 de julio de 1973 y el 1 de julio de 1974. Entre esos asesinatos se encuentra el del sacerdote villero tercermundista Carlos Mugica, acribillado el 11 de mayo de 1974 en la puerta de la iglesia en la que acababa de celebrar misa, en un hecho que conmovió a la población. La violencia política del período señalado, incluyó también los trece muertos en la Masacre de Ezeiza, el asesinato de José Ignacio Rucci y las cinco víctimas causadas a raíz del intento de copamiento de Azul por parte del ERP, ya mencionados.
Simultáneamente y ligado a la aparición del terrorismo de Estado, se agudizó la confrontación entre los sectores juveniles de izquierda y las conducciones tradicionales, tanto dentro del peronismo, como del radicalismo. La izquierda del radicalismo, (Juventud Radical, Movimiento de Renovación y Cambio y la Coordinadora) liderada por Alfonsín, denunciaba a la "burocracia radical" y cuestionaba tanto la derechización del gobierno luego de la renuncia de Cámpora, como la política balbinista de "unidad nacional" y "pacifista", por hacerle "el caldo gordo al continuismo de derecha de López Rega". El conflicto interno en el radicalismo llegó al punto de dividir el bloque de los 51 diputados de la UCR, con los siete diputados de Renovación y Cambio (Mario Abel Amaya, Raúl Borrás, Osvaldo Álvarez Guerrero, Carlos Bravo, María Teresa de Morini, Plácido Nosiglia y Adolfo Gass) enfrentando a la mayoría balbinista en varias ocasiones. Pero el giro hacia la derecha que se había producido en el país y en la región, también afectó a la izquierda radical, que en las elecciones internas de mayo de 1974 no logró alcanzar el mínimo del 25% de votos exigidos por el Estatuto de la UCR, cuando dos años antes había superado el 40%.
En el peronismo también se agudizó el conflicto entre los sectores revolucionarios y los sectores ortodoxos, especialmente López Rega, quienes eran señalados por apoyar a los grupos civiles y policiales que estaban asesinando, secuestrando y cometiendo atentados contra gran cantidad de militantes de izquierda peronistas y no peronistas, además de las acciones golpistas contra los gobernadores que tenían cercanía política con la Tendencia. El conflicto interno del peronismo escaló cuando los diputados que respondían al peronismo revolucionario se opusieron al proyecto de reforma del Código Penal enviado por el propio Perón en octubre de 1973, que ampliaba la definición (tipo penal) de "asociación ilícita" y que potencialmente podía aplicarse a los integrantes de Montoneros y el resto de las organizaciones de la Tendencia. 
El 22 de enero de 1974, apenas dos días después de que el ERP realizara el intento de copamiento del Regimiento de Azul, Perón convocó a la treintena de diputados que se oponían a las reformas, los recibió rodeado de las más altas autoridades del país y transmitió el encuentro en vivo y en directo por televisión, sin que ellos lo supieran con anterioridad. Durante el mismo Perón desairó a los diputados presentes, reafirmó la necesidad de endurecer la ley penal para reprimir los actos de violencia política y cuestionó duramente la postura de la Tendencia, advirtiéndoles que si no acataban la decisión de la mayoría del bloque debían irse del mismo. Dos días después, el 24 de enero de 1974, ocho diputados del peronismo revolucionario renunciaron a sus bancas (Armando Croatto, Santiago Díaz Ortiz, Jorge Glellel, Aníbal Iturrieta, Carlos Kunkel, Diego Muñiz Barreto, Roberto Vidaña y Rodolfo Vittar). El 25 de enero el Congreso aprobó la reforma del Código Penal y ese mismo día el Consejo Superior Peronista expulsó a los ocho diputados renunciantes. Entre los diputados que asumieron en reemplazo de los renunciantes se encontraba Rodolfo Ortega Peña, perteneciente al Peronismo de Base, que decide no formar parte del bloque del Frejuli, constituyendo un unipersonal Bloque de Base.
Entre febrero y marzo se produjo un importante desprendimiento de la Tendencia, dando origen a la JP Lealtad y su correspondiente organización guerrillera Montoneros Soldados de Perón. La JP Lealtad agrupó a gran cantidad de miembros de la Tendencia que discrepaban con el curso confrontativo contra Perón que había tomado Montoneros, desde el asesinato de Rucci.
El 8 de marzo se inició una huelga con toma de fábricas y apoyo popular masivo en el polo metalúrgico de Villa Constitución, conocido como el Villazo. La huelga fue exitosa y logró la reincorporación de los delegados despedidos y el llamado a elecciones sindicales, que finalmente ganaría la lista Marrón, de tendencia combativa, conducida por Alberto Piccinini.
Finalmente el 1 de mayo de 1974, se produjo en la Plaza de Mayo un hecho de importantes consecuencias, cuando durante el acto por el Día de los trabajadores, Perón acusó duramente a los integrantes de la Tendencia, de "estúpidos" e "imberbes", en respuesta a los insistentes cánticos de los jóvenes peronistas que criticaban al gobierno: "¿Qué pasa, qué pasa, qué pasa General, que está lleno de gorilas el gobierno popular?" La Tendencia respondió a su vez a las acusaciones de Perón retirándose masivamente de la plaza, abriendo una brecha con Perón que no volvería a cerrarse.

### Muerte de Perón

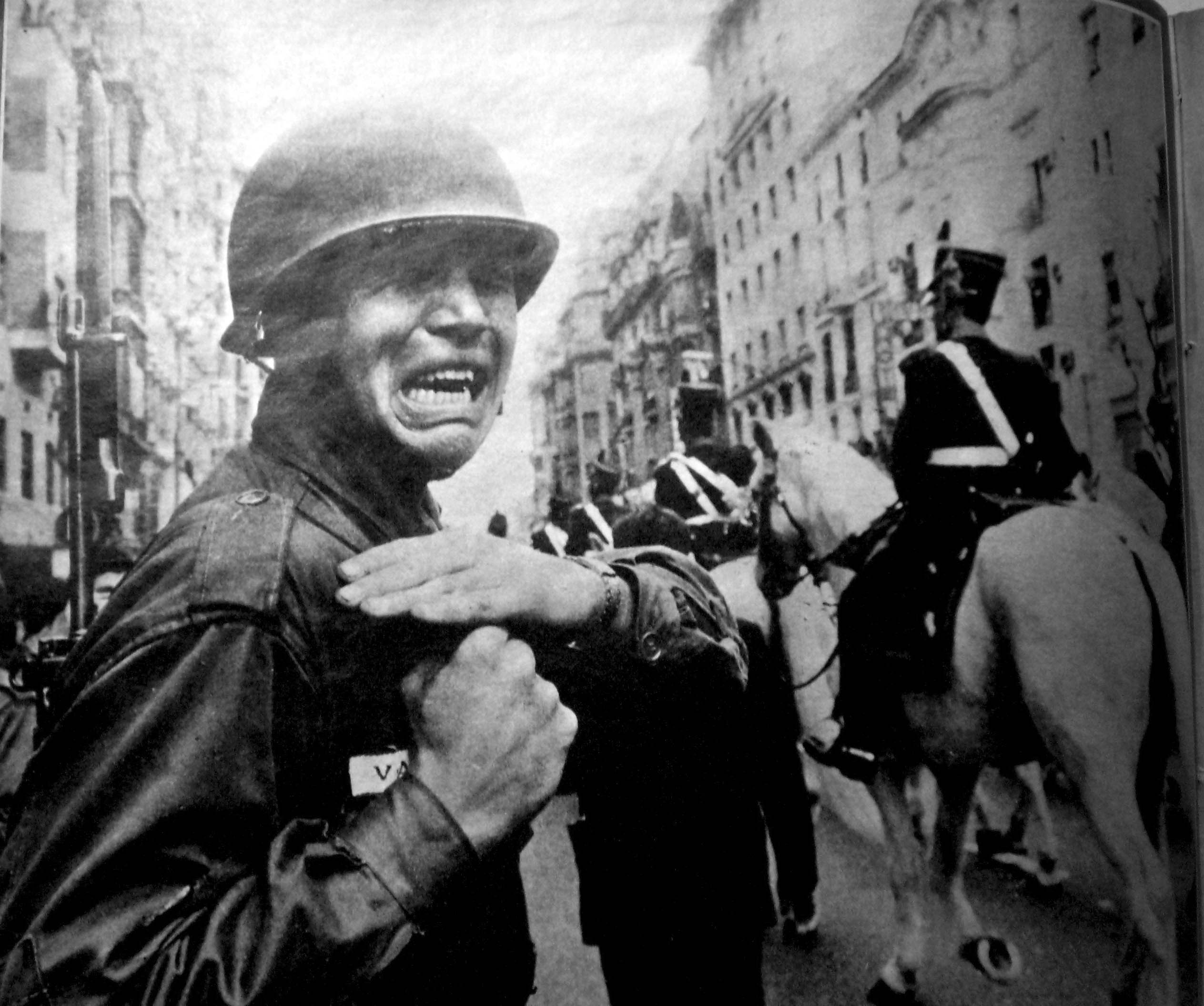
Célebre fotografía publicada en la tapa de la revista Gente en la que un conscripto llora al paso de la carroza fúnebre que lleva los restos del general Perón.

El 1 de julio de 1974 murió el general Juan D. Perón, a los 78 años, cuando aún no había cumplido su primer año de mandato. La causa de la muerte fue un paro cardíaco, como consecuencia del agravamiento de la enfermedad coronaria crónica que padecía. Poco más de dos semanas antes, el 12 de junio, hablaba por última vez desde el balcón de la Casa Rosada, aludiendo a su propia muerte ("hasta el último aliento") y concluyendo con una frase que ha sido interpretada como una despedida:

Yo llevo en mis oídos la más maravillosa música que, para mí, es la palabra del pueblo argentino.
Juan D. Perón, 12 de junio de 1974

La muerte de Perón conmovió al país, en parte debido a la alta popularidad de la que gozaba al momento de fallecer, y en parte debido a la conciencia generalizada de que se trataba de la única figura capaz por sí misma de atenuar la alta conflictividad política de múltiples fuerzas cruzadas y preservar la democracia. Estados Unidos había considerado meses antes, que si Perón fallecía, el camino más conveniente para sus intereses era una dictadura militar.
Perón fue velado primero en la residencia presidencial de Olivos y luego en el Congreso Nacional, donde cientos de miles de personas pasaron ante el féretro durante varios días para despedir sus restos. El líder radical Ricardo Balbín pronunció en esa ocasión un discurso de reconciliación, sintetizado en una frase que se volvió histórica:

El país entierra a otro gran presidente... Este viejo adversario despide a un amigo.
Ricardo Balbín

Desde Cuba, Fidel Castro lamentó la muerte de Perón en estos términos:

Perón siempre será recordado aquí como un patriota latinoamericano y un amigo de Cuba y de su pueblo.
Fidel Castro

Fallecido Perón asumió como presidenta su viuda y hasta entonces vicepresidenta, María Estela Martínez de Perón, conocida afectuosamente como Isabel Perón. Restaban todavía tres años y tres meses de mandato.

## La presidencia de María Estela Martínez de Perón
María Estela Martínez de Perón fue la primera mujer latinoamericana en convertirse en Jefa de Estado. Fue presidenta de Argentina por casi veintiún meses, entre el 1 de julio de 1974 y el 24 de marzo de 1976, cuando un golpe de Estado la derrocó estableciendo una dictadura cívico-militar autodenominada Proceso de Reorganización Nacional. Su gobierno tomó una dirección completamente diferente de la que habían seguido Cámpora y Perón, al punto tal que Alejandro Horowicz denomina al período de su presidencia con el nombre de "cuarto peronismo" y lo define como la destrucción del tercero. La presidencia de Isabel Perón se caracterizará por la multiplicación de los actos de terrorismo de Estado y por una gran influencia de la logia anticomunista Propaganda Due, a través miembros de la misma como el nuncio apostólico Pío Laghi, el almirante Emilio Eduardo Massera -luego uno de los líderes del golpe-, y sobre todo a través de su brazo derecho el ministro José López Rega. La Alianza Anticomunista Argentina (Triple A) multiplicó las ejecuciones ilegales y el Operativo Independencia en Tucumán inició un proceso de militarización de la sociedad, que los Decretos de aniquilamiento generalizaron. Casi un año antes del golpe, López Rega sería derribado del poder por los sectores sindicales, que lograron sancionar algunas importantes leyes laborales. 
La Triple A sin embargo seguiría actuando con impunidad, incluso luego del golpe de Estado que derrocó a Isabel Perón, donde la logia Propaganda Due colocó a uno de los tres miembros de la Junta Militar, el almirante Emilio Massera. Entre el 13 de septiembre y el 16 de octubre de 1975, la presidenta Perón solicitó licencia y fue reemplazada por el presidente provisional del Senado Ítalo Argentino Luder. A su regreso tomó la decisión de no convalidar con su renuncia el golpe de Estado y la matanza que se avecinaba, evidente para todos los protagonistas de ese momento. A lo largo de su gobierno, los militares fueron controlando porciones crecientes del Estado, con autonomía del poder político. En los últimos meses, el grupo golpista liderado por los tres comandantes en Jefe de las Fuerzas Armadas, se había constituido de hecho en un gobierno paralelo.

### Contexto internacional
El gobierno de Isabel Perón transcurrió en un contexto internacional de pronunciado giro hacia la derecha. Las dictaduras que rodeaban a la Argentina desde la segunda mitad de 1973, se habían consolidado. En este período se conformaría la Operación Cóndor, apoyada por Estados Unidos, para coordinar los servicios de inteligencia y generalizar el terrorismo de Estado en América del Sur. Simultáneamente, en 1975, Chile se convertiría en el primer país del mundo en aplicar el nuevo modelo económico desarrollado a partir de las ideas de Milton Friedman de la Universidad de Chicago, que será conocido con el nombre de neoliberalismo.

### Obra de gobierno
A diferencia de los gobiernos de Cámpora, Lastiri y Perón, Isabel Perón cambiará a todos los ministros, varias veces, a lo largo del poco más de un año y medio de su gobierno. En ese período tuvo seis ministros del Interior, cuatro de Relaciones Exteriores, seis de Economía, tres de Educación, cinco de Bienestar Social, seis de Defensa, cuatro de Justicia y cuatro de Trabajo. La gran cantidad de ministros obedeció al considerable cambio de dirección de su gobierno, con respecto del de Perón, a las luchas internas (principalmente entre el sector sindical y el sector lopezrreguista que obedecía a la logia Propaganda Due), al avance progresivo del poder militar y a la alta inestabilidad política. 
El gobierno de la presidenta Perón tuvo cuatro ciclos bien marcados: 1) el dominio de López Rega hasta la renuncia de este en julio de 1975 luego de la movilización sindical contra el Rodrigazo; 2) la influencia de la rama sindical, aumentada luego de la renuncia de López Rega; 3) la acción represiva creciente con la Alianza Anticomunista Argentina, sincronizada con la militarización creciente del país hasta el golpe; 4) el avance progresivo del grupo de militares golpistas, liderado por el dúo Videla-Viola, dentro del aparato represor del Estado hasta conformar virtualmente un gobierno paralelo y realizar el golpe. 

#### Política económica
Isabel Perón tuvo seis ministros de Economía (Gelbard, Gómez Morales, Rodrigo, Bonanni, Cafiero y Mondelli), a un promedio de uno cada tres meses. Tres meses después de asumir despidió a Gelbard (amenazado por la Triple A y a quien la dictadura le quitaría la nacionalidad argentina), que había manejado la economía con los presidentes Cámpora, Lastiri y Perón, y nombró en su lugar al candidato del sector sindical, Alfredo Gómez Morales. Gómez Morales dejó de lado la política desarrollista de Gelbard, basada en el diálogo social y el fortalecimiento del mercado interno, y aplicó una política ortodoxa que no obtuvo resultados, reduciendo en nueve meses de gestión las reservas a la mitad, más que duplicando la inflación que se ubicó en un 80% anual y aumentando notablemente el déficit fiscal. El fin del Pacto Social reabrió las paritarias para negociaciones colectivas sectoriales, suspendidas desde 1973.

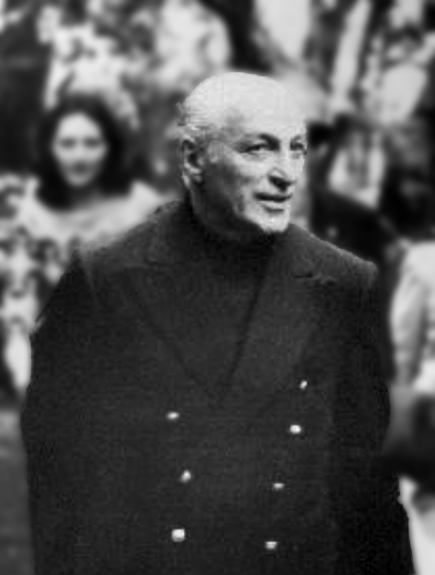
La masiva huelga general del 7 y 8 de julio de la CGT contra el Rodrigazo, produjo la caída del ministro López Rega, de la logia Propaganda Due y cabeza de la Triple A, quien se vio obligado a renunciar y escapar del país.

El fracaso de Gómez Morales, permitió que el ala de extrema derecha liderada por López Rega impusiera a su candidato: Celestino Rodrigo. Rodrigo asumió el 2 de junio de 1975 y a los dos días de asumir anunció una política de shock diseñada por el viceministro Ricardo Zinn, economista ligado a José Alfredo Martínez de Hoz y a las nuevas corrientes neoliberales, que ocuparía un puesto importante en el equipo económico de la dictadura de Videla, donde sería el autor del eslogan "Achicar el Estado es agrandar la Nación". El shock fue conocido con el nombre de Rodrigazo y disponía una devaluación del peso del 160% y un aumento de las tarifas y los combustibles de hasta el 180%. Su objetivo era adelantar los precios a los salarios, para licuar las deudas de las empresas, para luego estabilizar y liberar la economía para la entrada del capital extranjero.
El plan económico establecía también un tope del 40% para los aumentos salariales acordados en paritarias de negociación colectiva. Para los sindicatos, que habían acordado con las cámaras patronales aumentos salariales que promediaban el doble del tope, el Rodrigazo era una declaración de guerra. Frente a la decisión de la presidenta de no homologar los convenios colectivos, la CGT declaró por 48 horas, para el 7 y 8 de julio, la primera huelga general realizada contra un gobierno peronista. La masividad y contundencia del paro obligó a la presidenta a homologar los convenios colectivos y causó el colapso de todo el grupo de López Rega, que huyó del país. Dos días después renunciaban Rodrigo y Zinn.
Luego de Gómez Morales y Rodrigo la economía entró en recesión y el país quedó al borde del default de su deuda externa, razón por la cual el gobierno se vio obligado a realizar un acuerdo con el Fondo Monetario Internacional, el primero realizado por un gobierno peronista. Isabel nombró ministro a Pedro José Bonanni, pero su decisión de convocar a los empresarios y marginar a los sindicatos de las consultas para elaborar un nuevo plan económico, precipitó su renuncia a solo tres semanas de designado.
El 11 de agosto asumió como ministro Antonio Cafiero quien no consiguió modificar el rumbo catastrófico que estaba tomando la economía, agravado por las operaciones que realizaban ya desembozadamente los grupos golpistas. Para fin de año el déficit público llegó al 12,4% y todos los indicadores sociales se deterioraban aceleradamente. El 3 de febrero de 1976 fue reemplazado por Emilio Mondelli bajo cuya gestión la Argentina tuvo el primer brote hiperinflacionario de su historia, en marzo, cuando el aumento de precios llegó al 54% mensual y el grupo golpista tomaba el poder para imponer una dictadura que combinaría el terrorismo de Estado sistemático, con el primer plan económico neoliberal.

#### Política internacional
La política internacional de Isabel Perón, llevada adelante por su canciller y miembro de la logia anticomunista Propaganda Due Alberto Vignes, abandonó la impronta tercermundista y de no alineamiento en la Guerra Fría, que había tenido durante las presidencias de Cámpora y Perón, sobre todo en las relaciones con los demás países de América Latina. Argentina enfrió las relaciones con aquellos países que eran considerados "izquierdistas" por Estados Unidos (Cuba, México, Perú y Venezuela). El gobierno de Isabel canceló todas las tratativas tendientes a incorporar a la Argentina al Pacto Andino que venían realizando los anteriores presidentes peronistas, y en su lugar buscó establecer un polo de poder regional, sobre la base de compartir una ideología anticomunista, con las dictaduras de Bolivia, Chile y Uruguay, que a su vez frenara el "expansionismo" de Brasil. En particular Argentina tuvo un conflicto diplomático con México, debido a la protección que este país dio a gran cantidad de argentinos perseguidos por la Triple A -entre ellos el expresidente peronista Héctor J. Cámpora-, haciendo uso del derecho de asilo.

#### Política educativa
A partir de la muerte de Perón la prensa coincidía en que Taiana, médico personal de Perón, tenía los días contados como ministro de Educación. Finalmente fue reemplazado el 14 de agosto de 1974 por Oscar Ivanissevich, quien se desempeñó prácticamente un año, hasta el 11 de agosto de 1975 cuando fue a su vez reemplazado por Pedro Arrighi, hasta el golpe del 24 de marzo de 1976. 
La "Misión Ivanissevich", como fue conocida entonces, tenía como objetivo central explícito "terminar con el caos" y la "infiltración marxista" en el sistema educativo y muy especialmente en las universidades nacionales. La Misión Ivanissevich se encuadraba escrupulosamente en el Documento Reservado del Consejo Superior Peronista del 1 de octubre de 1973, que había declarado el "estado de guerra" interna contra "el marxismo" y en varias ocasiones se relacionó con la acción estatal terrorista de la Triple A o de las Fuerzas Armadas. El movimiento estudiantil tomó las universidades para resistir las intervenciones, pero el gobierno las recuperó decretando el cierre de las mismas y reprimiendo violentamente a los estudiantes, llegando a simular fusilamientos, como sucedió en el Colegio Nacional Buenos Aires, donde la policía gritó a voz en cuello que les iba a pasar lo mismo que en la Masacre de Trelew. Simultáneamente, el 7 de septiembre, la Triple A dinamitó la casa del rector de la Universidad de Buenos Aires Raúl Laguzzi, asesinando a su hijo de cuatro meses y causándole graves heridas. Un mes después, el 8 de octubre, la CNU asesinó a Rodolfo Achem y a Carlos Miguel, quienes eran respectivamente secretario administrativo y jefe del Departamento de Planificación de la Universidad Nacional de La Plata. En 1975 sería asesinada también María del Carmen Maggi, decana de la Facultad de Humanidades de la Universidad Católica de Mar del Plata, cercana a monseñor Eduardo Pironio y fuertemente enfrentada con el ministro Arrighi. 
La "depuración ideológica" de las universidades incluyó la cesantía de cerca de la mitad de los profesores universitarios, gran cantidad de no docentes, cierre de universidades, represión y prohibición de los centros de estudiantes y sindicatos docentes y no docentes, bibliografías expurgadas, listas negras de estudiosos no citables, cancelación de cátedras libres, censura de los contenidos de las materias, separación de las carreras de Psicología (cerrada durante un año), Sociología y Ciencias de la Educación de la Facultad de Filosofía y Letras (con el fin de aislar a los estudiantes de las mismas), exigencia a los estudiantes de certificados policiales de buena conducta, etc.
Los nuevos rectores interventores expresaron por sí mismos el cambio completo de orientación en la política educativa y universitaria en particular. En la Universidad de Buenos Aires fue nombrado Alberto Ottalagano, quien se jactaba públicamente de ser "fascista". En las universidad del Comahue y del Sur fue nombrado interventor a propuesta de la Marina, Remus Dionisio Tetu, un fascista rumano que había integrado grupos de extrema derecha de su país durante la Segunda Guerra Mundial y que como rector nombró a miembros de la Triple A, como José Oscar Argibay y el agente de inteligencia nazi Raúl Guglielminetti (mayor Guastavino), para hacerse cargo de la seguridad universitaria. En la Universidad Nacional de La Plata fue nombrado Pedro Arrighi -luego ministro de Educación-, que mantenía estrechas relaciones con la CNU, organización parapolicial ligada a la Triple A que cometió decenas de asesinatos en las universidades de Mar del Plata y La Plata.
Durante el gobierno de Isabel Perón se crearon cinco universidades: la Universidad Nacional del Centro de la Provincia de Buenos Aires, la Universidad de la Marina Mercante (UdeMM) de carácter privado, la Universidad Nacional de Mar del Plata, la Universidad Provincial de La Rioja (UR) y la Universidad Sindical Bancaria, que no llegó a funcionar.
Las nuevas gestiones universitarias terminaron con el ingreso irrestricto y en varios casos se establecieron mecanismos de limitación para el ingreso universitario, como cupos, exámenes o cursos previos.

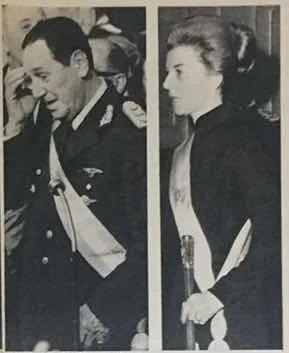
Los expresidentes argentinos Juan Domingo Perón y María Estela Martínez de Perón con sus respectivos atributos presidenciales, en 1973 y 1974.

#### Política social
El 11 de septiembre de 1974 el Congreso Nacional sancionó la Ley N.º 20744 de Contrato de Trabajo (LCT), una de las leyes laborales más importantes de la historia argentina. La ley constituía un reclamo de todos los sectores del sindicalismo y fue redactada por el abogado sindical marplatense Norberto Centeno. Centeno recopiló y sistematizó la jurisprudencia laboral, construyendo un ordenamiento claramente protector de los trabajadores, con especial énfasis en la protección de la mujer trabajadora y en la responsabilidad empresaria en casos como la tercerización o la quiebra. Una de las primeras medidas de la dictadura instalada el 24 de marzo de 1976, sería derogar un tercio de la LCT, a la vez que Centeno sería secuestrado, torturado y asesinado durante la Noche de las Corbatas.
El movimiento feminista había presentado a través de la diputada jujeña María Cristina Guzmán un proyecto de ley estableciendo la patria potestad compartida. La misma había sido establecida en la Argentina mediante la Constitución peronista de 1949, pero cuando la autodenominada Revolución Libertadora abolió la misma en 1956, la patria potestad volvió a quedar en cabeza del padre. El proyecto fue aprobado por ambas cámaras y transformado en ley en 1975, pero la presidenta Martínez de Perón vetó la misma. El derecho de las madres a compartir la patria potestad con los padres recién se reinstalaría en 1985.

#### Cultura y medios de comunicación
El gobierno de María Estela Martínez de Perón instaló una estricta política de censura[cita requerida]. Entre otras medidas fueron clausurados el diario Noticias y el semanario El Descamisado, pertenecientes a la Tendencia y el programa Tiempo Nuevo, del periodista conservador Bernardo Neustadt.[cita requerida]
Miguel Paulino Tato fue nombrado para dirigir el Ente de Calificación Cinematográfica el 20 de agosto de 1974,, permaneciendo en el cargo luego del derrocamiento de la presidenta el 24 de marzo de 1976 y siguió en el cargo desde esa fecha hasta fines de 1980, en un proceso dictatorial. Fue considerado el máximo censor de la historia del cine argentino. Durante su gestión se revocaron muchos permisos de exhibición que habían sido otorgados por Getino. Así, el 27 de octubre de 1974 se prohibieron nueve películas por considerar que "exaltan el sexo, realizan apología de la violencia y atacan alevosamente las instituciones". Entre agosto de 1974 y el 28 de febrero de 1975 Tato prohibió o canceló el permiso de exhibición de 50 películas. El 12 de octubre de 1974 fue prohibida la película La Patagonia rebelde, que se encontraba en exhibición desde el 13 de junio de 1974, y en junio de 1975 prohibió el filme nacional Proceso a la infamia. Al cumplir 15 meses al frente del Ente había prohibido 146 filmes. La dictadura militar que tomó el poder en 1976 consideró que no había nadie más eficaz que él para llevar adelante la tarea. “Es el monumento a la censura”, lo define Hernán Invernizzi, autor de Cine y Dictadura. Una canción de Charly García, «El Señor Tijeras», se refiere a la censura durante el gobierno de Isabel y puntualmente a Tato.

### Situación en las provincias

#### Córdoba

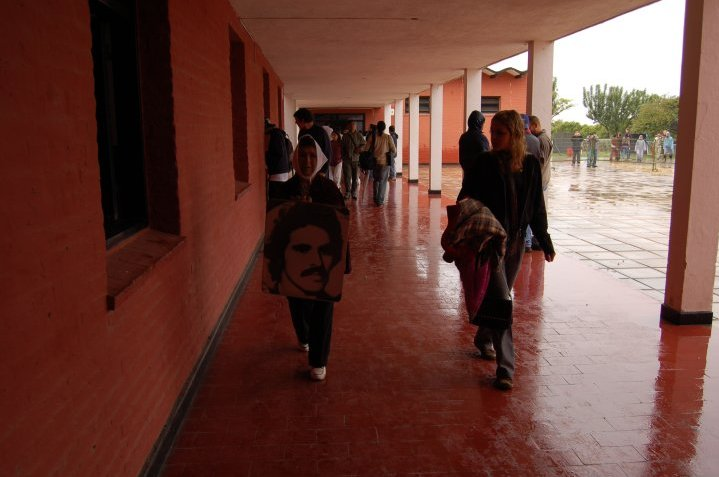
Campo de concentración La Perla en Córdoba, construido y puesto en funcionamiento durante el gobierno de María Estela Martínez de Perón.

En Córdoba Isabel Perón designaría a un nuevo interventor del Poder Ejecutivo, esta vez militar, el brigadier (Re) Raúl Lacabanne, quien en su primera declaración pública anunció que se trataba de "una guerra". Lacabanne recurrió al III Cuerpo de Ejército, una de las mayores unidades militares del país, para instrumentar el plan represivo, a través de una cobertura clandestina denominada Comando Libertadores de América, bajo la dirección operativa del capitán (destituido) Héctor Pedro Vergez. En septiembre de 1975, Ítalo Luder, a cargo de la Presidencia, removió a Lacabanne como interventor, designando en su lugar a Raúl Bercovich Rodríguez y como comandante del III Cuerpo, al general (destituido) Luciano Menéndez. Aún en democracia, Menéndez mandó a construir el centro clandestino de detención La Perla, en las afueras de la ciudad de Córdoba, uno de los mayores centros de tortura y desaparición de personas del país, utilizado como tal desde fines de 1975; entre los restos humanos encontrados en La Perla, se encuentran los de Lila Rosa Gómez Granja, Ricardo Saibene y Alfredo Felipe Sinópoli Gritti, estudiantes de Medicina y militantes de la FUP, que habían sido secuestrados el 6 de diciembre de 1975, en el Parque Sarmiento de Córdoba Capital. Menéndez sería uno de los líderes del golpe de Estado de 1976 y se desempeñaría al frente del III Cuerpo hasta 1979. En 2008 sería condenado a cadena perpetua por crímenes de lesa humanidad.

#### Intervención de Santa Cruz
El 7 de octubre la presidenta de la Nación decretó la intervención del Poder Ejecutivo de la provincia de Santa Cruz, a cargo del gobernador Jorge Cepernic. Cepérnic había sido acusado de ser un "infiltrado marxista" por el propio interventor del Partido Justicialista de Santa Cruz y venía siendo objeto de acoso por las fuerzas conservadoras, desde 1973. Había tomado medidas contra el latifundio y autorizado la filmación de la película La Patagonia rebelde. Perón personalmente intervino para evitar que tanto el Ejército, como los sectores ortodoxos del PJ, desestabilizaran a Cepernic. Pero tres meses después de fallecido Perón y pocos días después de que finalizaran las sesiones ordinarias del Congreso Nacional, María Estela Martínez de Perón decidió intervenir el Poder Ejecutivo provincial y desplazar al gobernador electo en 1973. Dos interventores se sucedieron hasta el golpe de Estado: Augusto Pedro Saffores y Orlando Ludovico Parolin. Una vez producida la intervención, se multiplicaron las detenciones de militantes y exfuncionarios provinciales. El propio Cepernic fue amenazado por el interventor con ser detenido, si se hacía presente en la ciudad de Río Gallegos. Luego del golpe de Estado, Cepernic sería encarcelado durante cinco años, debido a su autorización de filmar La Patagonia rebelde.

#### Intervención de Salta
En Salta el gobernador Miguel Ragone y los integrantes de la Lista Verde del PJ a la que pertenecía, venían siendo sistemáticamente acusados de encubrir la "infiltración marxista" en el gobierno y la universidad. El 13 de octubre de 1974 la presidenta Martínez de Perón visitó la provincia de Salta para concurrir al VII Congreso Eucarístico Nacional, ocasión en la que decidió no compartir el palco con el gobernador. El 22 de noviembre de 1974 la presidenta dispuso por decreto la intervención federal de los tres poderes del Estado salteño. El 11 de marzo de 1976, siempre bajo el gobierno de Isabel Perón, Ragone fue secuestrado y asesinado cuando se dirigía a su trabajo de médico en el Hospital San Bernardo, por orden de las autoridades militares del III Cuerpo, comandado en ese momento por el exgeneral (destituido) Luciano Menéndez, con participación de la policía de Salta, que integraban la Alianza Anticomunista Argentina. Sus restos permanecen desaparecidos desde entonces. En 2011 un tribunal condenó a cadena perpetua a algunos de sus autores: Carlos Alberto Mulhall, exjefe del Ejército en Salta; Miguel Gentil, exjefe de la Policía de Salta, y Joaquín Guil, exjefe de Seguridad de la Policía de Salta.

### Acontecimientos
Las Naciones Unidas habían dispuesto en 1972 que el año 1975 sería declarado como Año Internacional de la Mujer. El gobierno argentino organizó un congreso sobre el tema, presidido por la presidenta Estela Martínez de Perón, del que fueron excluidas deliberadamente las organizaciones feministas, que eran consideradas una amenaza por los sectores conservadores y fueron incluidas por la Triple A entre los enemigos que debía combatir.

### Conflictos políticos y sociales

#### La Triple A

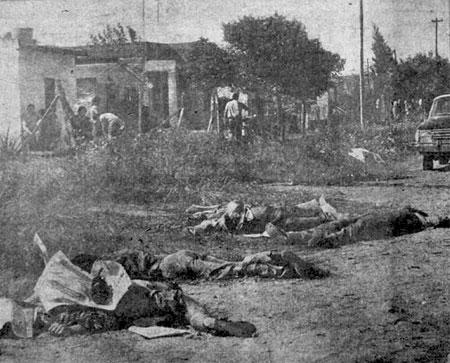
Los cuerpos de las víctimas de la Masacre de Pasco el 21 de marzo de 1975. Durante el gobierno de Isabel Perón la Alianza Anticomunista Argentina (Triple A), con apoyo y organización del Estado, asesinó a entre 900 y 1500 personas, y causó el exilio y la tortura de miles.

A partir de la muerte de Perón, la Alianza Anticomunista Argentina, y sus filiales el Comando Libertadores de América de Córdoba y la Concentración Nacional Universitaria (CNU), incrementaron geométricamente los actos terroristas organizados y encubiertos desde el Estado, a los que en 1975 se sumaron también las acciones ilegales de las Fuerzas Armadas. La matanza comenzó el 31 de julio de 1974, con el asesinato del diputado nacional Rodolfo Ortega Peña del Peronismo de Base. Desde ese momento los asesinatos fueron incesantes y crecientes. Según una lista realizada por Desaparecidos.org, sobre 644 asesinatos autoatribuidos por la Triple A, en agosto fueron asesinadas nueve personas y en septiembre quince, entre ellas al general chileno Carlos Prats opositor a Pinochet y su esposa, indicando así que ya para ese momento había comenzado a funcionar la Operación Cóndor. En noviembre los asesinatos treparon a diecinueve personas. La escalada siguió: 43 asesinatos en marzo de 1975, 50 asesinatos en octubre y 109 asesinatos en diciembre de 1975. Si en los doce meses anteriores a la muerte de Perón, la Triple A había matado a 30 personas, en los dieciocho meses de la presidencia de Isabel Perón, el terrorismo de Estado asesinó a un mínimo de 614 personas y un máximo de 1500. A ellas deben sumarse miles de personas torturadas u obligadas al exilio (entre ellas gran cantidad de artistas e intelectuales, como Luis Brandoni, Nacha Guevara, Norman Briski, Héctor Alterio, Horacio Guarany, entre muchas). Entre las víctimas mortales se encuentran el exvicegobernador cordobés Atilio López, el niño Pablo Laguzzi (hijo del rector de la UBA Raúl Laguzzi), Julio Troxler y Silvio Frondizi (hermano del expresidente Frondizi); así como hechos conocidos como la Masacre de Pasco de militantes de la JP, la Masacre de La Plata de militantes del PST, y la Masacre del cinco por uno en Mar del Plata.
El 1 de noviembre de 1974, el jefe operativo de la Triple A y también jefe de Policía Federal comisario Alberto Villar, fue abatido por un comando de Montoneros -en el atentado también murió su esposa-, y al año siguiente, la cabeza del grupo parapolicial y hombre fuerte del gobierno, el ministro José López Rega, fue literalmente derrocado por el sector sindical, luego de la gran huelga general contra el Rodrigazo. Sin embargo la actividad de la Triple A no se resintió y ya bajo el mando del grupo de militares golpistas, alcanzó el pico máximo de ejecuciones en los últimos seis meses del gobierno constitucional.
En su momento, ninguno de los crímenes de la Triple A fue investigado, ni sus autores identificados y castigados. Tampoco fueron incluidos en el decreto 157/83 del presidente Alfonsín, por el cual se ordenó promover la acción penal por los actos de violencia cometidos "con posterioridad al 25 de mayo de 1973", quedando la responsabilidad limitada a los jefes guerrilleros. En 1986 López Rega fue detenido y extraditado a la Argentina, muriendo en la cárcel en 1989, antes de llegar a ser enjuiciado. Durante el kirchnerismo (más de 40 años después), uno de los líderes de la Triple A, el excomisario Rodolfo Almirón, fue descubierto en una playa de Valencia, por el diario El Mundo de España. En Argentina se abrió la causa 1075/2006, que quedó a cargo del juez Norberto Oyarbide, siendo extraditado Almirón y detenidos Ramón Morales, y Miguel Ángel Rovira, que morirían antes de ser enjuiciados. Oyarbide formó una megacausa con 680 casos crímenes y en un fallo histórico, resolvió que los crímenes de la Triple A cometidos durante los gobiernos constitucionales de Juan Perón y María Estela Martínez de Perón, constituían delito de lesa humanidad, y por lo tanto eran imprescriptibles. Como resultado de la esa investigación, en 2016 cinco miembros de la Triple A (Jorge Conti, Carlos Villone, Julio José Yessi, Norberto Cozzani y Rubén Pascuzzi) fueron condenados por el delito de asociación ilícita, aunque a penas de solo cuatro años. También en 2016, tres integrantes de la Concentración Nacional Universitaria (CNU), grupo de choque ligado a la Triple A, Mario Ernesto Durquet, el exsuboficial del Ejército Fernando Alberto Otero y al exfiscal Gustavo Demarchi, fueron condenados a cadena perpetua, por crímenes cometidos durante el gobierno de María Estela Martínez de Perón.

#### Montoneros
Luego de la muerte de Perón y en consonancia con la multiplicación de los actos de terrorismo de Estado, las organizaciones guerrilleras y especialmente Montoneros, aumentaron también sus acciones armadas. Montoneros elaboró un nuevo Plan Estratégico, partiendo de un plan nacional, luego por región y por último para cada ciudad, pueblo o barrio. El 6 de septiembre de 1974 Montoneros declaró públicamente que pasaba a la clandestinidad. Con el fin de obtener recursos para poder financiarse, pocos días después, la columna Norte de Montoneros, al mando de Rodolfo Galimberti, secuestró a los hermanos Juan y Jorge Born, de la empresa Bunge & Born, una de las más importantes comercializadoras de granos del mundo. Los hermanos estuvieron seis y nueve meses secuestrados y la empresa pagó por su rescate 60 millones de dólares, que le permitió a la organización contar con un enorme respaldo financiero. La conducción de Montoneros se instaló inicialmente en Córdoba y de inmediato se generaron dos posturas estratégicas: un sector mayoritario conducido por Firmenich, daba prioridad al aspecto militar, la organización de Montoneros como ejército profesionalizado y la conveniencia de agudizar las contradicciones entre la presidenta Perón y las Fuerzas Armadas para desencadenar el golpe; otro sector minoritario expresado por Roberto Quieto, daba prioridad a la actividad política, a la necesidad de no quedar aislados políticamente, aprovechando la alta adhesión juvenil ganada en los últimos dos años, y en la conveniencia de evitar el golpe de Estado, promoviendo la realización de elecciones anticipadas en las que se presentara un Partido Montonero.
En 1975 la actividad militar de Montoneros alcanzó su pico. Integrado por unos 500 combatientes, orientó sus ataques principalmente contra la policía (ese año la Policía Federal tuvo 75 bajas), en acciones de alta visibilidad pública y estableció una base de guerrilla rural en Tucumán, cerca de los ingenios azucareros donde tenía una sólida representación obrera y con la perspectiva de integrarse con el ERP. Intencionalmente, Montoneros había evitado atacar a las Fuerzas Armadas, hasta el 6 de octubre de 1975 con el ataque al Regimiento de Infantería de Monte 29, en la ciudad de Formosa, hecho que estableció un punto de no retorno con el Ejército y aisló definitivamente a Montoneros, del resto de la vida política y social argentina.
El 28 de diciembre de 1975, Quieto, fundador de las FAR y número tres de Montoneros, fue detenido por la policía mientras se encontraba con su familia en una playa de la zona norte de Buenos Aires. El gobierno negó haberlo detenido y aún permanece desaparecido. Montoneros inició una campaña nacional e internacional pidiendo su liberación pero luego lo enjuició en ausencia y lo condenó a muerte, por traición y delación.

#### El ERP
El Ejército Revolucionario del Pueblo, bajo la conducción de Mario Roberto Santucho, adoptó una posición diferente a Montoneros. Desde un principio consideró que el gobierno peronista giraría hacia la derecha a medida que avanzara la movilización popular. Con respecto a las Fuerzas Armadas, el ERP consideraba que no existían dentro del mismo corrientes populares. Con la vigencia de las libertades democráticas, el ERP-PRT creció considerablemente y organizó la Juventud Guevarista. En agosto de 1974, Santucho escribe Poder burgués, poder revolucionario, esbozando una teoría revolucionaria adaptada a la situación de Argentina.
El ERP concentró sus ataques sobre instalaciones del Ejército, recurriendo a los soldados conscriptos como fuente de inteligencia, y estableció una importante base guerrillera en la selva tucumana, que debió enfrentar el Operativo Independencia, lanzado a comienzos de 1975. Entre las acciones desarrolladas durante el gobierno de Isabel Perón, se destacan en agosto de 1974, el copamiento de la fábrica militar de Villa María (donde fue secuestrado el mayor Argentino del Valle Larrabure, que apareciera muerto un año después), el ataque a la fábrica Fray Luis Beltrán en Rosario en abril de 1975 y el Combate de Acheral en Tucumán, en octubre de 1975. Poco después, en las vísperas navideñas de 1975, realiza el ataque al Batallón de Monte Chingolo, la mayor batalla de la historia de la guerrilla argentina, que termina en una seria derrota y que constituye la última gran acción guerrillera en Argentina, demoliendo la moral de todas las fuerzas guerrilleras. Al comenzar 1976, el ERP había sido derrotado.

#### Represión y aniquilamiento
Combinada con la acción paraestatal que venía realizando la Alianza Anticomunista Argentina y sus organizaciones anexas, el gobierno de María Estela Martínez de Perón inició un plan de represión y militarización de la sociedad, recurriendo a mecanismos de terrorismo de Estado que serían continuados y generalizados por la dictadura instalada el 24 de marzo de 1976.
El primer paso fue la declaración del estado de sitio en todo el país, el 6 de noviembre de 1974, por Decreto N.º 1368/74. Entre sus fundamentos, el decreto destacaba que el objetivo de la represión sería "…con toda energía, erradicar expresiones de una barbarie patológica que se ha desatado como forma de un plan terrorista aleve y criminal contra la Nación…".
Una de sus primeras medidas fue mantener detenido sin proceso de Raimundo Ongaro, secretario general de la Federación Gráfica Bonaerense, a pesar de que el juez competente había ordenado su sobreseimiento. Ongaro y otros dirigentes sindicales, habían sido detenidos pocos meses antes, cuando el gobierno disolvió el histórico sindicato gráfico -el más antiguo del país-, bajo el argumento de "estar involucrado en la sedición".
La orden de detención de sindicalistas tradicionales como Ongaro y combativos como Agustín Tosco y René Salamanca, formó parte de una operatoria de represión del sindicalismo, definiéndolo como "guerrilla fabril", concepto lanzado por el dirigente radical Ricardo Balbín, que fue utilizado para justificar el terrorismo de Estado en la represión del movimiento obrero. El año anterior Balbín ya había expresado públicamente una postura de tolerancia hacia el terrorismo de Estado, cuando se refirió al asesinato del hijo del rector Laguzzi, atenuando el hecho debido a que "ese Rector, antes de la bomba, no había serenado al ámbito universitario".
Con la cobertura legal del estado de sitio, el 20 de marzo de 1975 se realizó el "Operativo Serpiente Colorada del Paraná", con el fin de reprimir el sindicalismo combativo del polo metalúrgico de Villa Constitución y zonas aledañas. Allí se encontraban las empresas Acindar, Marathon, y Metcon, dirigidas entonces por José Alfredo Martínez de Hoz, quien sería uno de los organizadores del golpe de Estado del 24 de marzo del año siguiente y ministro de Economía de la dictadura instalada por el mismo. El Operativo fue realizado de noche y consistió en la ocupación de la ciudad por parte de una caravana de unos cien automóviles, mayoritariamente Ford Fálcons sin identificación, que llevaban a unos 400 miembros de las "fuerzas conjuntas". Las fuerzas represivas procedieron a detener sin juicio a más de 300 personas, liberando la ciudad para la actuación de la Alianza Anticomunista, que descargaron una campaña de terror sobre la población, secuestrando y acribillando militantes, para arrojarlos a los costados del río o de las rutas. Los trabajadores y trabajadoras de Villa Constitución respondieron con una huelga general que se extendió hasta el 26 de marzo y la organización de un Comité de Lucha para la liberación de los presos. El 22 de abril unas diez mil personas marcharon al centro de la ciudad; durante la represión fue asesinado el obrero de Acindar José García. El resultado fue el asesinato o desaparición de entre 20 y 30 personas. Entre los muertos de Villa Constitución se encuentran Rodolfo Mancini, de 25 años, delegado de Metcon; Jorge Ramón Chaparro, de 28 años, colectivero que se había negado a transportar rompehuelgas; el canillita Juan Carlos Ponce de León y el portuario Adelaido Viribay, asesinados mientras participaban en una peña. En el curso del operativo, se instaló en los dormitorios de solteros de la empresa Acindar, el primer Centro clandestino de detención (CCD), que luego se multiplicarían durante la dictadura.

##### Operativo Independencia

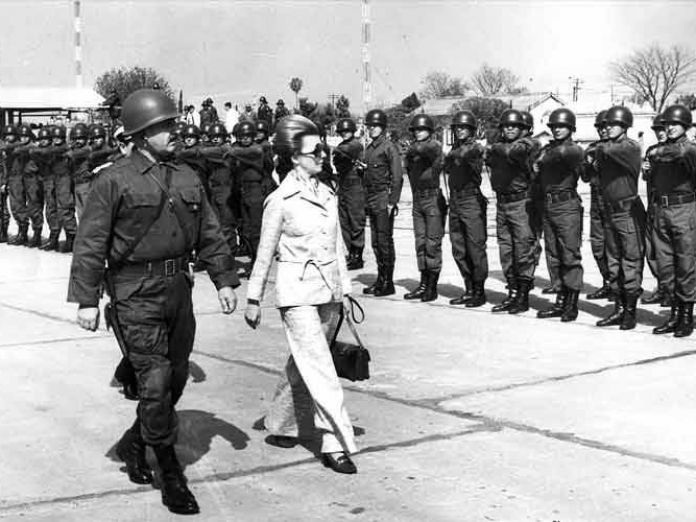
La presidenta María Estela Martínez de Perón pasa revista a las tropas en Tucumán, acompañada de Acdel Vilas, primer comandante del Operativo Independencia.

El 5 de febrero de 1975 la presidenta María Estela Martínez de Perón dictó el Decreto Nº261/75, ordenando al Ejército Argentino "aniquilar el accionar de elementos subversivos que actúan en la provincia de Tucumán", poniendo así en marcha el Operativo Independencia.
El Operativo Independencia estuvo inicialmente al mando de general Acdel Vilas y luego de Antonio Domingo Bussi -en ese momento general de brigada, cargo del que fue destituido por cometer delitos de lesa humanidad. El Operativo Independencia puso de hecho a las autoridades constitucionales de la provincia de Tucumán bajo mando militar.
En Tucumán, el ERP había establecido una importante base de guerrilla rural, de entre 300 y 500 combatientes, organizados en dos compañías, la Compañía de Monte Ramón Rosa Jiménez, al mando del capitán Santiago (Hugo Irurzún) y la Compañía Decididos de Córdoba, al mando de Juan Eliseo Ledesma (comandante Pedro) hasta que fue detenido (y luego asesinado) en diciembre de 1975. Montoneros también tenía un pequeño núcleo de guerrilla rural en Tucumán, organizados en la Fuerza de Monte del Ejército Montonero al mando de Juan Carlos Alsogaray, de unos 30 combatientes, que al año siguiente habían aumentado a unos cien.
Si bien el Operativo incluyó una serie de combates militares en el área rural con los grupos guerrilleros, la acción militar se concentró principalmente en las ciudades, reprimiendo a los civiles que militaban en organizaciones políticas, sindicales, estudiantiles, religiosas y sociales, consideradas genéricamente "de izquierda". El propio general Vilas declaró que la "guerra" que se desarrollaba en Tucumán, era «eminentemente cultural» ya que la guerrilla en el monte era «sólo la manifestación armada del proceso subversivo y no la más importante». El Ejército implantó en Tucumán por primera vez un régimen de terrorismo de Estado, que se aplicaría a todo el país luego del golpe de Estado del 24 de marzo de 1976. A tal fin el Ejército detuvo ilegalmente a miles de personas, estableció un centro clandestino de detención en una escuela de Famaillá donde mantuvo desaparecidas a las personas detenidas, torturó sistemáticamente a los detenidos, realizó ejecuciónes ilegales públicas e hizo desaparcer los cadáveres de las personas asesinadas. El propio general Vilas explicaba en un reportaje de 1986, la decisión de prescindir del Estado de derecho, que se generalizaría con la dictadura:

Si el procedimiento de detención se había realizado vistiendo mis hombres el uniforme del Ejército, entonces no había más remedio que entregarlo (al detenido) a la justicia, para que en pocas horas saliera en libertad. Pero si la operación se realizaba con oficiales vestidos de civil y en coches 'operativos' como lo ordené tan pronto me di cuenta de lo que era la 'justicia' y la partidocracia, la cosa cambiaba (…) decidí separar en tres grupos a los guerrilleros del ERP según su importancia y peligrosidad, de modo tal que los más peligrosos e importantes nunca llegaran al penal. Entre estos últimos, y para evitar riesgos inútiles, muchos eran retenidos en Famaillá, procediéndose a su interrogatorio hasta que no fueran de más utilidad.
Acdel Vilas

El 18 de diciembre de 1975 Vilas fue relevado y tomó el mando Antonio Domingo Bussi, que intensificó la acción terrorista del Estado: en los tres meses que faltaban hasta el golpe, el 91% de las víctimas fueron detenidos-desaparecidos. Trasladó además el CCD de Famaillá al Ingenio Nueva Baviera, y abrió otros trece centros de detención clandestina.
Según Paul H. Lewis, entre febrero y diciembre de 1975, murieron 163 miembros de la guerrilla rural y 53 de las fuerzas de seguridad en Tucumán. Inés Izaguirre ha contabilizado 265 civiles asesinados o desaparecidos antes del 24 de marzo de 1976, entre estas últimas tres mujeres embarazadas: Olga González Montenegro, Ceferina López Córdoba y Amalia Moavro Ciotta. Con un 4% de la población del país, en Tucumán sucedieron el 13% de todos los asesinatos causados en el país en ese período: "Tucumán es posiblemente uno de los pocos lugares del país donde la fecha 24 de marzo del 76 no marca con nitidez la diferencia entre antes y después".

##### Extensión de los decretos de aniquilamiento

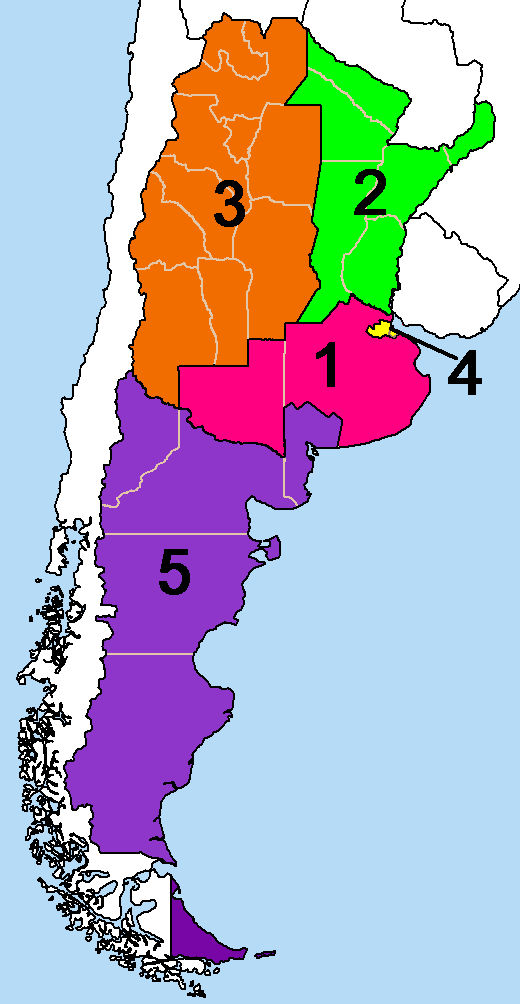
Zonificación militar de Argentina 1975-1983

El 6 de octubre de 1975, cuando ocupaba provisionalmente la Presidencia de la Nación, el presidente provisional del Senado, Ítalo Lúder, dictó los decretos 2770, 2771, y 2772, conocido como los decretos de aniquilamiento. El 28 de octubre mediante la Directiva del Comandante General del Ejército 404/75 (Lucha contra la subversión), se dispuso la zonificación militar del país en 5 zonas, divididas a su vez en subzonas y áreas, con sus correspondientes responsables militares. Años después hubo fuertes discusiones sobre el significado y alcance del término «aniquilar» en vinculación directa al concepto de terrorismo de Estado, ya que el resultado concreto de la orden fue el aniquilamiento personal de los insurgentes y no de sus estructuras ni su accionar.
Las cinco zonas militares en que se dividió el país correspondían a los cinco cuerpos en que se dividía el Ejército. Al comandante de cada cuerpo del Ejército le correspondía hacerse cargo de la zona. Cada zona estaba dividida a su vez en subzonas y áreas. Cada uno de los jefes de zona, subzona y área tenía mando directo para la represión ilegal en su jurisdicción. Por ejemplo, la Ciudad de Buenos Aires era una subzona, ubicada dentro de la Zona 1; a su vez la subzona Ciudad de Buenos Aires, estaba dividida en 6 áreas. Los jefes de zona y subzona actuaban con total autonomía. Su capacidad para tomar decisiones que implicaran violaciones de derechos humanos era absoluta. El General Martín Balza los definió como "señores de la guerra... verdaderos señores feudales..."
Los jefes de zona antes del golpe de Estado fueron los siguientes generales:
- Zona 1: Guillermo Suárez Mason
- Zona 2: Ramón Genaro Díaz Bessone
- Zona 3: Luciano Benjamín Menéndez
- Zona 4: José Montes
- Zona 5: Abel Teodoro Catuzzi

Todos ellos continuaron en funciones luego del golpe de Estado.
El 25 de noviembre de 1975 fue establecido oficialmente el Plan Cóndor, en una reunión realizada en Santiago de Chile entre Manuel Contreras, el jefe de la DINA (policía secreta chilena), y los líderes de los servicios de inteligencia militar de Argentina, Bolivia, Paraguay y Uruguay (estos últimos con gobiernos militares).
En diciembre de 1975 el Estado Mayor del Ejército consideró que la guerrilla en la Argentina había sido "aniquilada".

## Derrocamiento y dictadura
El golpe de Estado que finalmente se produjo el 24 de marzo de 1976, había comenzado a prepararse mucho antes. Ya desde fines de 1973 la embajada de Estados Unidos en Argentina informaba sobre los contactos con grupos militares partidarios del golpe y sostenía que, en caso de que Perón muriera, Estados Unidos debía apoyar a los sectores golpistas. El embajador Hill, en particular, era partidario de apoyar la línea "moderada" liderada por Videla, como la más adecuada para los intereses estadounidenses y argentinos, sin hacer público el apoyo de Estados Unidos al golpe. Desde más de dos años antes, Argentina estaba rodeada de países gobernados por dictaduras permanentes, apoyadas por Estados Unidos, en algunos casos con la abierta participación de la CIA.
Dentro de las Fuerzas Armadas existían importantes sectores que no habían estado de acuerdo con la salida electoral que había permitido el general Lanusse en 1973 y que eran partidarios de instalar una dictadura permanente, como la que había comandado Onganía, pero imponiendo un régimen de terrorismo de Estado sobre toda la población con gran cantidad de víctimas, siguiendo las recomendaciones de la doctrina de la seguridad nacional estadounidense en la Guerra Fría, pero caracterizado principalmente por la clandestinidad, para evitar los problemas que habían generado la visibilidad de la represión en Chile y Uruguay.
La participación de empresarios civiles y de algunos medios de comunicación, en los grupos golpistas, también es muy anterior a 1976. Celedonio Pereda de la Sociedad Rural Argentina denunciaba al gobierno constitucional como "sovietizante"; un editorial del Argentinisches Tageblatt sostenía que «el gobierno podría acelerar y facilitar ampliamente su victoria actuando contra las cabezas visibles, de ser posible al amparo de la noche y la niebla y calladamente, sin echar las campanas al vuelo». y José Alfredo Martínez de Hoz colaboró con las fuerzas paramilitares cuando instalaron un centro clandestino de detención en la empresa Acindar, donde fueron torturados y asesinados varios militantes sindicales, durante el Operativo Serpiente Colorada del Paraná. Por su parte, la Santa Sede había designado poco antes como nuncio en Argentina a un miembro de la logia anticomunista Propaganda Due, Pío Laghi, a la que también pertenecía el almirante Emilio Eduardo Massera, comandante en Jefe de la Armada y una de las cabezas de los golpistas. La Alianza Anticomunista Argentina, por su parte, siguió operando sin inconvenientes y aún con mayor intensidad, a pesar de que en julio de 1975 había sido descabezada su supuesta conducción con la caída de López Rega, indicando los lazos profundos de la organización parapolicial, con los sectores que preparaban el golpe de Estado terrorista; muchos de sus miembros fueron designados por la dictadura en posiciones estratégicas en la represión.
En mayo de 1975, una maniobra del general (más adelante judicialmente destituido) Jorge Rafael Videla provocó el reemplazo del general Leandro Anaya, por el general Numa Laplane como comandante en Jefe del Ejército. Laplane duraría en su cargo apenas cien días, pero en ese lapso, según la investigadora María Seoane, el dúo Videla-Viola "conformaría el estado mayor golpista". Tres meses después, fue el propio Videla quien desplazó a Numa Laplane, mediante un putch, con el visto bueno de la embajada de Estados Unidos. Videla pertenecía al sector militar colorado (antiperonista) y al "profesionalismo prescindente", a diferencia de Laplane que pertenecía al sector "profesionalista integrado". Los profesionalistas integrados (Carcagno, Amaya y Laplane) sostenían que las Fuerzas Armadas debían integrarse al orden institucional bajo las órdenes del poder político. Los profesionalistas prescindentes sostenían que las Fuerzas Armadas debían mantenerse completamente ajenos a los vaivenes de la vida política y preservarse como "último baluarte de la Nación". Por su parte, el gobernador de la provincia de Buenos Aires, el sindicalista ortodoxo Victorio Calabró, de excelentes relaciones con el dúo Videla-Viola, decidió abrir un "bloque antiverticalista" para enfrentarse a Isabel Perón y operar para promover su caída.
En septiembre la presidenta pidió licencia por razones de salud y el senador Ítalo Luder asumió la presidencia provisional. Luder reforzó el poder de los militares y sancionó a su pedido, los tres decretos que extendían a todo el país la orden de "aniquilar" el accionar guerrillero: creaba un Consejo Nacional de Defensa controlado por las Fuerzas Armadas, y ponía a las policías nacionales y provinciales a órdenes de aquellas. Una de las primeras decisiones del Ejército fue militarizar el país en cinco zonas, dentro de las cuales cada comandante de cuerpo tenía autonomía para ordenar las acciones represivas que considerara necesarias, entre ellas el establecimiento de centros clandestinos de detención y tortura. Luder anunció también que se adelantarían las elecciones previstas para marzo de 1977, las cuales se celebrarían en la segunda mitad de 1976. En una reunión de los altos mandos del Ejército dirigida por el entonces comandante en Jefe del Ejército Jorge Rafael Videla, con participación de asesores militares franceses y estadounidenses, se aprobó en secreto la Estrategia Nacional Contrainsurgente, ordenando prescindir de los procedimientos y garantías del Estado de derecho y realizar las acciones represivas de manera clandestina y sin reconocimiento por parte de las autoridades estatales. Poco después, el 23 de octubre de 1975, en la XI Conferencia de Ejércitos Americanos realizada en Montevideo, Videla declaró públicamente que “Si es preciso, en la Argentina deberán morir todas las personas necesarias para lograr la paz del país”. La zonificación militar del país, que dispuso la Directiva 404/75 del 28 de octubre, de hecho puso al país bajo el poder autónomo de las Fuerzas Armadas, por encima de los poderes provinciales constitucionales.
En octubre Isabel Perón volvió a hacerse cargo de la presidencia, entorpeciendo la bordaberrización (dictadura con presidente civil) a que estaba llevando la gestión de Luder. Isabel estaba decidida a no renunciar, ni permitir que la desalojaran mediante un juicio político, aferrándose estrictamente a la legalidad constitucional, en un contexto nacional e internacional en el que los respaldos que podía recibir el gobierno eran cada vez más escasos. La excelente relación de Perón con el radicalismo balbinista se había esfumado, y los principales periódicos comenzaron a anunciar —e incluso exigir— que las Fuerzas Armadas tomaran nuevamente el poder.
A fines de 1975, el gobierno anunció el adelanto de las elecciones presidenciales para octubre de 1976. Conscientes de que el golpe de Estado estaba en plena preparación, los legisladores peronistas se dividieron en dos sectores: los verticalistas sostenían que la única posibilidad de llegar a las elecciones de octubre, era respetar la institucionalidad que representaba Isabel Perón, mientras que otro sector, liderado por Luder, era partidario de la renuncia de la presidenta y su reemplazo por un civil -el propio Luder- o un militar retirado con apoyo militar. Un sector del radicalismo liderado por Fernando de la Rúa, era partidario remover a la presidenta Perón mediante un juicio político, que fue rechazado en bloque por la bancada justicialista mayoritaria. El 18 de diciembre, el brigadier Jesús Cappellini, hombre leal a Videla, lideró un ensayo de golpe de Estado, con el fin de hacer caer al comandante en jefe de la Aeronáutica, brigadier Héctor Fautario, último de los mandos militares que no aceptaba formar parte del grupo golpista y "último sostén" militar del gobierno constitucional. La caída de Fautario y su reemplazo por Agosti, terminó de conformar la cúpula golpista.
La decisión estratégica del grupo golpista fue "desangrar" al gobierno constitucional, pero sin derrocarlo de inmediato, de modo de agotar toda posibilidad de una alternativa política-constitucional, llevando a cabo en simultáneo, una amplia operación psicológica y mediática que generara en la población el convencimiento de que el golpe era una "fatalidad". En noviembre el Partido Justicialista expulsó al gobernador antiverticalista Calabró y en diciembre la presidenta elaboró un decreto para intervenir la provincia de Buenos Aires. La intención de intervenir la provincia de Buenos Aires y la remoción de Calabró, fue tomada por los tres comandantes, como una declaración de guerra. El 29 de diciembre, el triunvirato golpista envió al vicario castrense monseñor Adolfo Tortolo, para comunicarle a la presidenta la intimación a renunciar, dejándole claro que se trataba de una exigencia innegociable. Isabel se reunió entonces con los tres comandantes el 5 de enero de 1976, quienes en una reunión extremadamente violenta le exigieron la renuncia personalmente. Isabel se negó a renunciar, ratificó la necesidad de preservar la institucionalidad constitucional hasta las elecciones presidenciales que deberían realizarse en octubre y buscó la protección de la Santa Sede, recurriendo al nuncio Pío Laghi, miembro al igual que Massera de la logia Propaganda Due. Pero el nuncio se entrevistó a su vez con el embajador de Estados Unidos, Robert Hill, uno de los principales apoyos del dúo Videla-Viola, y la eventual mediación de la Santa Sede quedó en la nada. De este modo, en aquella reunión entre la presidenta y los tres comandantes, quedó definida la suerte del gobierno constitucional. A Isabel solo le quedaba el poder de no convalidar con sus actos personales, el golpe y la catástrofe humanitaria que causaría, ya evidente para todos los observadores.
El 9 de febrero el periodista político más conocido del país Bernardo Neustadt cerró su programa Tiempo Nuevo mirando fijamente a la cámara y exigiéndole la renuncia a la presidenta:

Señora, ¿por qué no se hace un favor a usted misma y nos lo hace a todos? ¡Libérese! ¡Deje la presidencia para que asuma alguien más capacitado!
Bernardo Neustadt

El 17 de febrero el jefe de los servicios de inteligencia, el general Otto Paladino, volvió a presionar a Isabel para que renuncie, con el argumento de que en caso contrario va a "correr mucha sangre". Isabel le transmitió entonces a su ministro de Defensa, la razón de su postura:

Vea doctor, yo no renuncio ni aunque me fusilen. Porque renunciar acá sería convalidar lo que va a venir después.
María Estela Martínez de Perón

Simultáneamente dos grupos de empresarios, el grupo Perriaux y el grupo de José Alfredo Martínez de Hoz, venían elaborando el plan económico para la futura dictadura y organizando a las principales organizaciones empresariales para descontrolar las variables económicas, e inducir el caos. La inflación trepó en enero de 1976 a casi el 20% mensual, causando la renuncia de Cafiero y en marzo alcanzaría el 54%, lo que técnicamente constituía el inicio de la hiperinflación. En agosto de 1975 Martínez de Hoz había colocado en "asamblea permanente" (Asamblea Permanente de Entidades Gremiales Empresarias), a las mayores cámaras empresariales. El 18 de febrero de 1976, la APEGE realizó un paro patronal paralizando completamente el país, que ha sido visto como el antecedente más inmediato del golpe. Para entonces los tres comandantes funcionaban de hecho como un gobierno paralelo a las autoridades constitucionales.
El 16 de marzo Ricardo Balbín habló por la cadena nacional de radio y televisión. Ya en enero Balbín le había hecho saber a Videla que no aplaudía el golpe, pero que tampoco pondría piedras en el camino. En su discurso de marzo, Balbín sostuvo que luego de la muerte de Perón, el Estado había dejado de funcionar debido al aislamiento del gobierno. Declaró que él no tenía soluciones y que la única solución era la unidad nacional. Finalizó con una frase que transmitía la inminencia del golpe:

Todos los incurables que tienen cura cinco minutos antes de la muerte. Desearía que los argentinos, hoy, no empezáramos a hacer la cuenta de los últimos cinco minutos.
Ricardo Balbín, 16 de marzo de 1976

Una semana después, el 24 de marzo de 1976, poco después de medianoche, la presidenta María Estela Martínez de Perón fue arrestada (permanecería cinco años presa), mientras una junta militar anunciaba que tomaba el poder, disolvía el Congreso, reemplazaba a todos los miembros de la Corte Suprema e intervenía todas las provincias. Esa misma noche los grupos de tareas ocuparon las ciudades, deteniendo a funcionarios del gobierno y opositores, y asesinando a decenas de personas, entre ellas el militar peronista Bernardo Alberte, el sindicalista René Salamanca y el también sindicalista docente Isauro Arancibia, quien defendió con las armas, junto a su hermano, la toma del sindicato por una patota militar.